# Firenze
 "Florence" được chuyển hướng đến đây. Với những mục đích tìm kiếm khác, vui lòng xem Florence (định hướng).
Firenze (/fiˈrɛntse/ ⓘ hay còn phổ biến với tên gọi Florence trong tiếng Anh và tiếng Pháp) là thủ phủ của vùng Toscana, miền Trung nước Ý. Đây là thành phố đông dân thứ tám quốc gia và lớn nhất Toscana, với dân số khoảng 360.843 người, đồng thời là cốt lõi trung tâm của Thành phố đô thị Firenze cũng như là trái tim của vùng đô thị mở rộng Firenze-Prato-Pistoia với hơn 1,5 triệu dân.
Được thành lập vào năm 59 TCN để làm khu định cư cho các cựu chiến binh La Mã dưới thời Julius Caesar, trải qua nhiều thế kỷ, Firenze trở thành trung tâm của tuyến giao thương và tài chính quan trọng bậc nhất của châu Âu thời Trung Cổ, và là một trong những thành bang giàu có nhất và tiến bộ nhất thời kỳ bấy giờ. Nơi đây được các học giả nhận định là cái nôi khai sinh của phong trào văn hóa Phục Hưng và được gọi với biệt danh "Thành Athens thời Trung Cổ". Lịch sử chính trị đầy thăng trầm và biến động của nó bao gồm các thời kỳ cai trị của gia tộc Medici quyền lực cũng như nhiều cuộc cách mạng tôn giáo và cộng hòa, cùng sức mạnh tài chính và giao thương đi kèm những thành tựu vượt bậc trong mọi lĩnh vực văn hóa, chính trị, nghệ thuật đã khiến thành phố trở thành bước ngoặc lớn trong lịch sử Ý và châu Âu, tạo ảnh hưởng sâu sắc đến tiến trình lịch sử nhân loại. Từ năm 1865 đến 1871, thành phố đóng vai trò là kinh đô lâm thời của Vương quốc Ý còn non trẻ. Phương ngữ Firenze tạo nên nền tảng tiêu chuẩn của tiếng Ý và trở thành ngôn ngữ phổ thông chính thức trên khắp chiều dài lãnh thổ nước Ý thống nhất nhờ vào uy tín từ những tác phẩm xuất chúng của Dante Alighieri, Petrarca, Giovanni Boccaccio, Niccolò Machiavelli và Francesco Guicciardini.
Thành phố được công nhận toàn cầu là một trong những cái nôi của nghệ thuật và kiến trúc do bề dày văn hóa và di sản Phục Hưng. Tiêu biểu nhất trong số đó bao gồm Vương cung thánh đường Đức Bà Phồn Hoa, Thánh đường Thánh Giá, Phòng trưng bày Uffizi, cầu Ponte Vecchio, Quảng trường Signoria, Palazzo Vecchio và Palazzo Pitti. Những cống hiến nghệ thuật và khoa học của những bậc thầy thiên tài và các vĩ nhân Phục Hưng như Brunelleschi, Michelangelo, Giotto, Botticelli, Leonardo da Vinci, Donatello, Lorenzo de' Medici, Galileo Galilei là vô giá, kiến tạo nên Trung tâm lịch sử Firenze trở thành một trong số ít khu vực có mật độ tập trung dày đặc nhiều kiệt tác nhất trên thế giới, thu hút hàng triệu lượt khách du lịch mỗi năm và được trao tặng danh hiệu Di sản UNESCO của nhân loại vào năm 1982 cũng như được lựa chọn là một trong những Thủ đô Văn hóa tiên phong đầu tiên của châu Âu. Sự phong phú và đồ sộ của các di sản lịch sử, nghệ thuật, khoa học, thiên nhiên và cảnh quan làm cho trung tâm của thành phố và các ngọn đồi xung quanh trở thành một "bảo tàng sống" thực thụ vĩ đại, mà từ đó Forbes đã xếp hạng Firenze là một trong những thành phố đẹp nhất trên thế giới.
Firenze còn được xem là một trong những cái nôi âm nhạc thế giới khi đây là nơi khai sinh của opera, loại hình nghệ thuật biểu diễn vang danh toàn cầu đóng vai trò quan trọng trong âm nhạc cổ điển. Ngoài ra, dương cầm (tức đàn piano), một trong những nhạc cụ chủ lực và nổi tiếng nhất của âm nhạc cũng được phát minh tại thành phố này. Firenze giữ vị thế đáng kể trong ngành thời trang Ý, và được xếp hạng thứ 13 trong top những kinh đô thời trang hàng đầu thế giới; ngoài ra, Firenze còn là trung tâm công nghiệp – kinh tế trọng điểm quốc gia. Đội thể thao nổi tiếng nhất của thành phố là câu lạc bộ ACF Fiorentina, từng hai lần vô địch Giải bóng đá vô địch quốc gia Ý Serie A.

## Tên gọi
Phương ngữ Toscana thời Trung Cổ có nhiều phiên bản tên gọi khác nhau dành cho Firenze, mà tiêu biểu thành văn nhất trong số đó là "Fiorenza", và cái tên này cũng là dẫn xuất trực tiếp từ tên gốc trong tiếng Latinh, tức "Florentia". Truyền thuyết cho rằng nguồn gốc tên gọi Florentia là từ Florio – một người lính đồng đội La Mã tử trận tại khu vực này, hoặc chỉ trực tiếp đến các loài hoa, hoặc Flora – nữ thần của mùa xuân và muôn hoa trong thần thoại La Mã, vì thành phố được thành lập vào khoảng thời gian Floralia – mùa lễ hội thực hành tôn giáo La Mã cổ đại để vinh danh vị thần này.
Bản thân Florentia là một cái tên mang ý nghĩa tốt lành, nét đẹp hoa mỹ và dùng để truyền đạt sự may mắn, "chúc tụng cuộc sống nở rộ", "sự phồn hoa, hưng thịnh" (tiếng Latinh: florentes, tiếng Ý: fiorente, tiếng Anh: flourishing) và cách lý giải nguồn gốc từ thiên nhiên này gần đây đã được xác nhận bởi Accademia della Crusca – viện nghiên cứu ngôn ngữ có thẩm quyền chính thức đối với tiếng Ý. Một giả thuyết khác cho rằng thành phố này vốn có tên là Fluentia, do nó được xây dựng trên vùng đất lầy giữa các con sông, rồi về sau mới được đổi thành Florentia để ám chỉ các loài hoa mọc trong khu vực. Không rõ cái tên Etrusca thời kỳ tiền La Mã của khu định cư Florentia là gì.
Giống như cách mà flos-floris dần biến thành "flower" trong tiếng Anh, thì danh từ riêng Florentia cũng đã trải qua quá trình biến đổi ngữ âm trên thực tế, dần dần định hình thành Fiorenza. Tuy nhiên, cái tên "Firenze" trong tiếng Ý hiện đại lại có nguồn gốc từ thể ngữ pháp sở hữu cách/vị trí cách tiếng Latinh của Florentia là Florentiae, rồi dần trở thành Fiorenze và sau cùng nguyên âm đôi io rút ngắn thành âm /i/ để tạo ra Firenze như hiện nay, do vị trí trước âm tiết nhấn của nó. Trong khi đó, các ngôn ngữ châu Âu khác vẫn bảo tồn ít nhiều đặc điểm ngữ âm của tiếng Latinh gốc, ví dụ như Florence trong tiếng Anh và tiếng Pháp, Florencia trong tiếng Tây Ban Nha, Florenz trong tiếng Đức hoặc Florenţia trong tiếng Romania. Tuy vậy, thể tính từ fiorentino/fiorentina/fiorentini của cái tên Fiorenza (bắt nguồn từ thể tính từ florentinus/florentina/florentini của Florentia trong tiếng Latinh) vẫn được bảo tồn và sử dụng chính thức trong tiếng Ý để gọi tên cư dân của Firenze hoặc trong các địa danh, văn hóa, ẩm thực, đội bóng.

### Huy hiệu
Kể từ thế kỷ 11, biểu tượng của Firenze là hình hoa huệ tây (tức hoa loa kèn, hoa lily), được xem là loài hoa vương giả và là nữ hoàng của các loài hoa. Ban đầu đóa huệ Firenze (tiếng Ý: Giglio di Firenze) là hoa trắng bạc trên nền đỏ, nhưng vào thế kỷ 13, những người Guelfi – phái ủng hộ Giáo hoàng đã chọn sử dụng hoa màu đỏ trên nền trắng để phân biệt danh tính của họ với đối thủ chính trị là những người Ghibellini – phe ủng độ Hoàng đế La Mã Thần thánh. Vào năm 1251, khi đảng phái ủng hộ Giáo hội thắng thế và tổng cổ được phe Thánh chế La Mã ra khỏi Firenze, thì biểu tượng huệ đỏ nền trắng trở thành huy hiệu của thành phố cho đến tận ngày nay. Năm 1809, Napoléon ra lệnh bãi bỏ huy hiệu của thành cổ này và thay thế bằng nền bạc, hoa huệ trên cỏ xanh, sọc đỏ trên đỉnh và ba con ong vàng (tượng trưng cho vị Hoàng đế Pháp). Dân chúng thành Firenze không hài lòng với sự thay đổi này và đã thể hiện bất tuân dân sự đối với sắc lệnh trên.
Hoa huệ Firenze là đóa huệ có nút thắt (vì các cánh hoa xuyên qua nút), nó là biểu tượng được sử dụng trong huy hiệu để chỉ đóa hoa đã nở rộ. Biểu tượng Firenze vẽ bởi năm cánh hoa phía trên (ba cánh chính và hai nhị hoa mỏng hơn, hình nụ) và các nhánh phía dưới, tất cả được sắp xếp đối xứng. Người ta cho rằng đây là sự cách điệu của hoa diên vĩ (chứ không phải của hoa loa kèn) do thực tế là loài Iris germanica chủng florentina (hoa diên vĩ trắng) mọc rất nhiều và phát triển mạnh trong môi trường dọc bờ sông Arno xung quanh Firenze.

## Lịch sử
Firenze khởi nguồn là một khu trại thành của người La Mã, và sau một thời gian dài nó trở thành một thành trì hưng thịnh phát đạt về ngành thương mại và ngân hàng, từ đó là nền tảng để khai sinh ra nền Phục hưng Ý. Đây là một trong những thành phố quan trọng nhất về mặt chính trị, kinh tế và văn hóa ở châu Âu và thế giới từ thế kỷ 14 đến thế kỷ 16.
Thứ tiếng sử dụng trong thành phố từ thế kỷ 14 được tiếp nhận trở thành hình mẫu cho ngôn ngữ phổ thông toàn quốc sau này. Đặc biệt nhờ vào các tác phẩm phương ngữ Toscana của Dante, Petrarca, Boccaccio mà tiếng Firenze đã trở nên nổi bật hơn cả các phương ngữ ở những vùng miền khác, và được sử dụng làm nền tảng cho ngôn ngữ văn học thống nhất toàn nước Ý.
Bắt đầu từ cuối thời Trung Cổ, tiền tệ Firenze – dưới dạng đồng tiền vàng florin – đã hỗ trợ tài chính cho sự phát triển công nghiệp trên khắp châu Âu, từ Anh đến Brugge, từ Lyon đến Hungary. Các chủ ngân hàng Firenze đã tài trợ cho các vị vua Anh trong Chiến tranh Trăm Năm. Tương tự như vậy, họ đã tài trợ cho triều đại Giáo hoàng, bao gồm cả việc xây dựng thủ đô tạm thời Avignon của và sau khi chế độ Giáo hoàng trở về Roma, là việc tái thiết và tôn tạo cố đô La Mã thời Phục Hưng.
Firenze là trụ xứ của đại gia tộc Medici, một trong những gia đình quý tộc có tầm ảnh quan trọng nhất trong lịch sử châu Âu. Lorenzo de' Medici được coi là bậc thầy chính trị và văn hóa của Ý vào cuối thế kỷ 15. Bốn thành viên của gia tộc này trở thành Giáo hoàng vào thế kỷ 16 và đầu thế kỷ 17: Lêô X, Clêmentê VII, Piô IV và Lêô XI. Caterina de' Medici kết hôn với quốc vương Henri II của Pháp và sau khi ông qua đời năm 1559, bà lên làm nhiếp chính ở Pháp và là mẹ của 3 đời vua Pháp kế tiếp nhau: François II, Charles IX và Henri III. Maria de' Medici kết hôn với Henri IV của Pháp và sinh ra vị vua tương lai là Louis XIII. Nhà Medici tại Firenze trị vì với tư cách là Đại công tước xứ Toscana, bắt đầu với Cosimo I de' Medici năm 1569 và kết thúc với cái chết của Gian Gastone de' Medici năm 1737.
Vương quốc Ý, được tuyên bố thành lập vào năm 1861, đã chuyển kinh đô từ Torino đến Firenze vào năm 1865 và sau đó chính thức chuyển về thành Roma vào năm 1871.

### Khởi nguồn

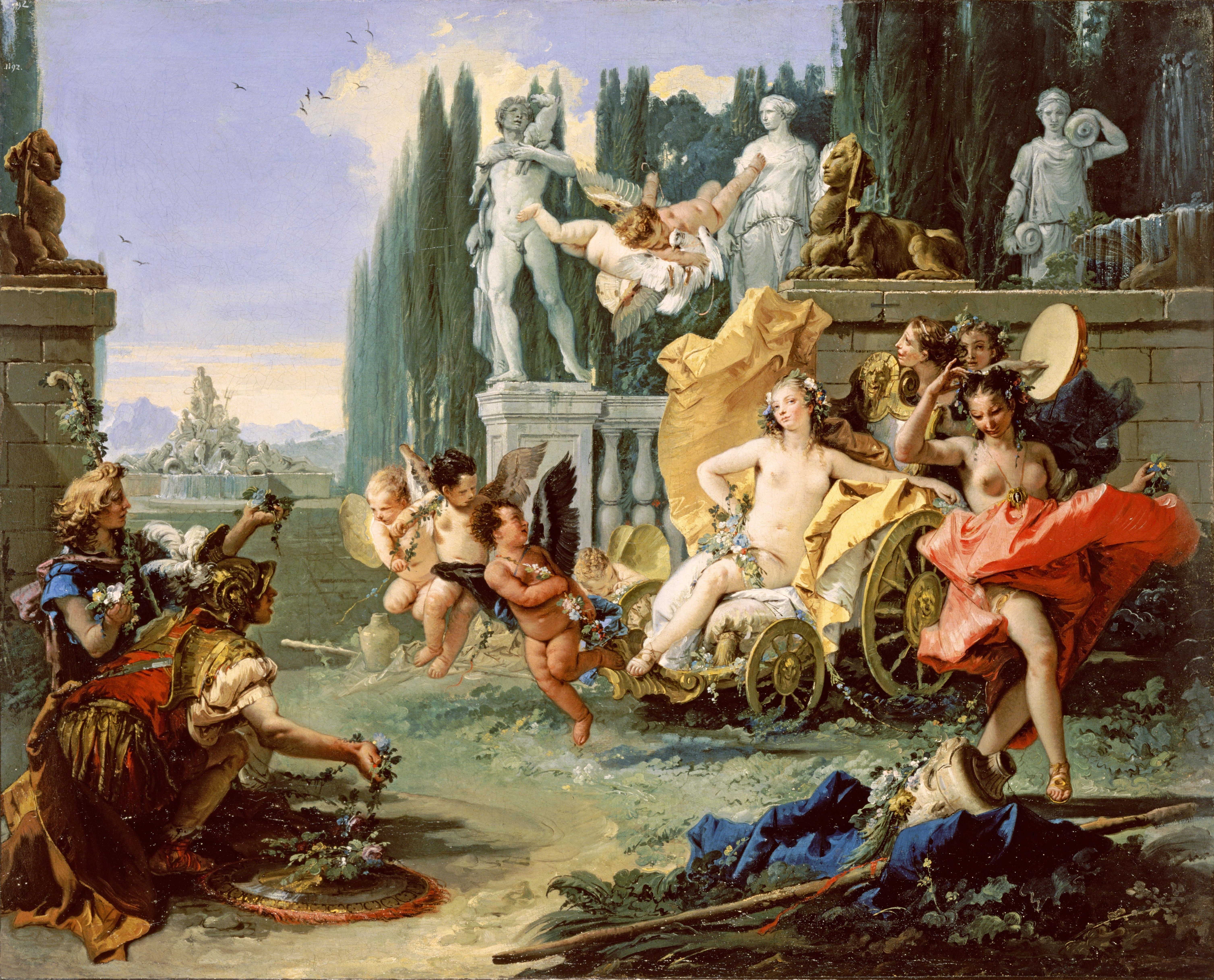
Sự khải hoàn của Flora – nữ thần của thiên nhiên, hoa cỏ, thực vật và sự sinh sôi nảy nở.

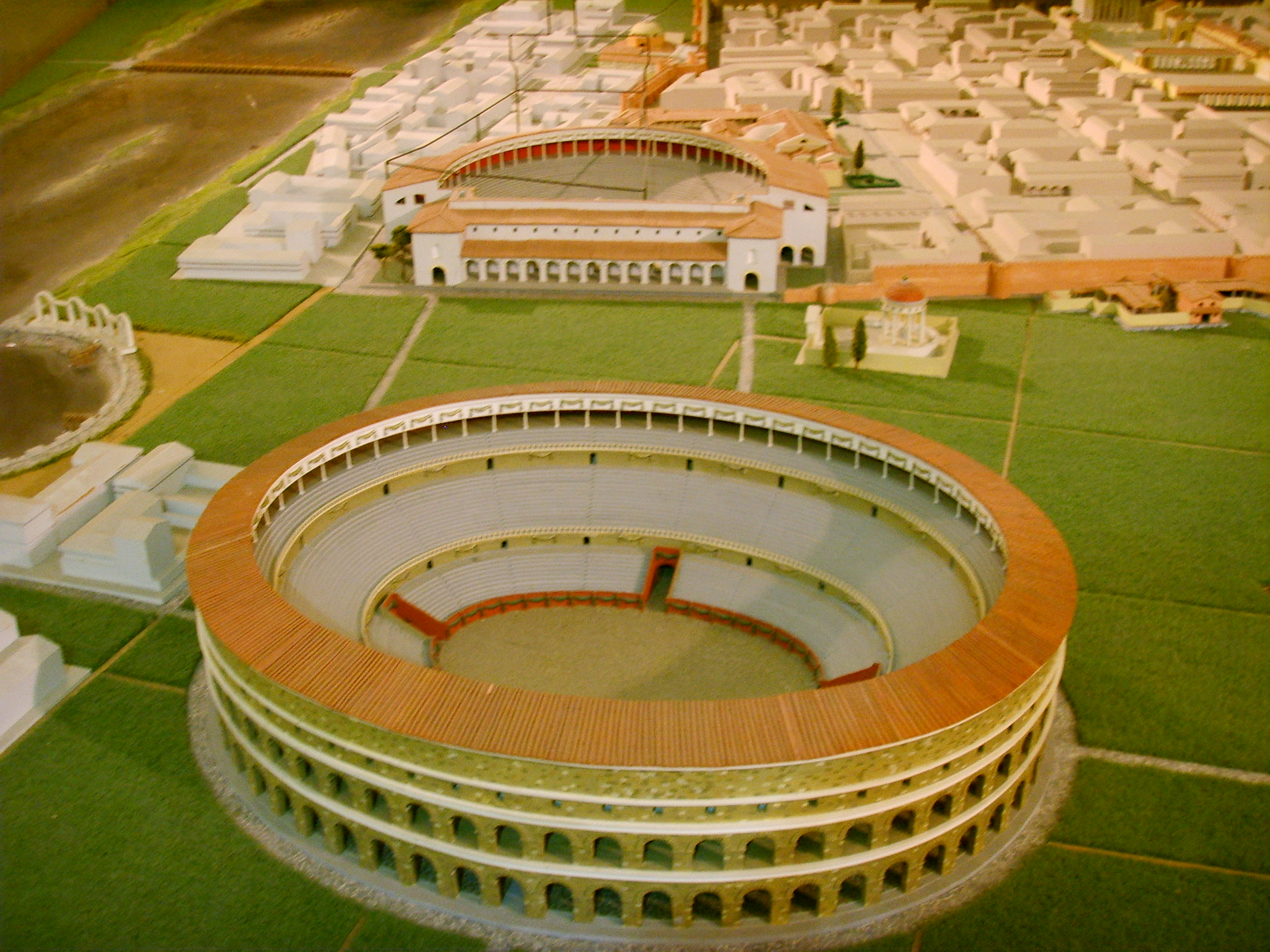
Mô hình phục dựng nhà hát La Mã và đấu trường vòng cung La Mã cổ đại tại Firenze.

Khu vực đồng bằng thung lũng Firenze bao bọc bởi các ngọn đồi xung quanh phát hiện các dấu tích khảo cổ có con người sinh sống từ thời kỳ đồng đá. Khu dân cư ổn định đầu tiên là một ngôi làng các nhà chòi, được xây dựng vào khoảng thế kỷ thứ 9 TCN bởi người Etrusca vào thời kỳ văn hóa Villanova gần một khúc cạn trên sông Arno, ngay giữa trung tâm của một đồng bằng đầm lầy màu mỡ. Khoảng năm 150 TCN, người Etruscan ở Fiesole nằm ở vị trí cao trên đồi gần đó thành lập nên một "thành phố vệ tinh" dọc sông Arno, để khai thác sự hiện diện của đường thủy nơi đây và xây dựng một cây cầu gỗ đầu tiên qua sông.
Lịch sử thành văn chính thức của Firenze theo truyền thống bắt đầu vào năm 59 TCN, khi người La Mã thành lập khu định cư theo kiểu doanh trại quân đội (tiếng Latinh: castrum, tức trại thành) dành cho các cựu quân nhân và cung hiến nó cho Mars – vị thần chiến tranh trong thần thoại La Mã. Tương truyền, trại thành Firenze được lập nên trong khoảng thời gian lễ hội mùa xuân Floralia vinh danh một trong những vị thần cổ xưa nhất của tôn giáo La Mã là Flora, bắt đầu vào khoảng 28 tháng 4 theo lịch Julius.
Firenze cũng được thành lập vì những lý do chính trị và chiến lược trọng yếu, khi vào năm 62 TCN, Fiesole là một khu đồn trú của quân Lucius Sergius Catilina, và Caesar muốn có một tiền đồn gần đó để giám sát các con đường và thông tin liên lạc. Người La Mã sau đó đã xây dựng các cảng trên sông Arno và Mugnone để tạo ra các vị trí giao thông thuận lợi. Firenze nằm ở đoạn giữa tuyến đường La Mã Via Cassia nối thành Roma với phương Bắc, tạo thành một cái nêm kiểm soát phần thung lũng Arno từ dãy núi Appennini mở ra vùng đồng bằng dẫn ra biển theo hướng Pisa. Các tòa nhà bắt đầu mọc xung quanh doanh trại quân đội La Mã, bao gồm cầu dẫn nước, một công trường, spa và nhà tắm, rạp hát La Mã và đấu trường vòng cung của Firenze, từ đó dần mở rộng đô thị hóa tỏa ra theo hướng ly tâm. Một cảng sông gần đó cho phép giao thương đến tận Pisa xuôi theo dòng Arno. Biên giới của thành Florentia xưa của người La Mã vẫn có thể nhận ra trong bản đồ quy hoạch của thành phố, đặc biệt là các bức tường thành Firenze.
Vào năm 285, Hoàng đế Diocletianus thiết lập một đầu não chỉ huy tại Firenze, chịu trách nhiệm cho toàn bộ vùng Tuscia (Toscana ngày nay). Bởi vì Firenze phát triển nhanh chóng trong vài thế kỷ tiếp theo thời Trung Cổ, nên ngày nay, rất ít di tích La Mã cổ đại còn hiện diện tại Firenze. Một số di tích còn lại bao gồm khu phức hợp nhiệt được phát hiện ở Quảng trường Signoria, và đấu trường vòng cung Firenze (ít nhất được thể hiện thông qua cấu trúc đường phố trên bản đồ).

### Sơ kỳ Trung Cổ

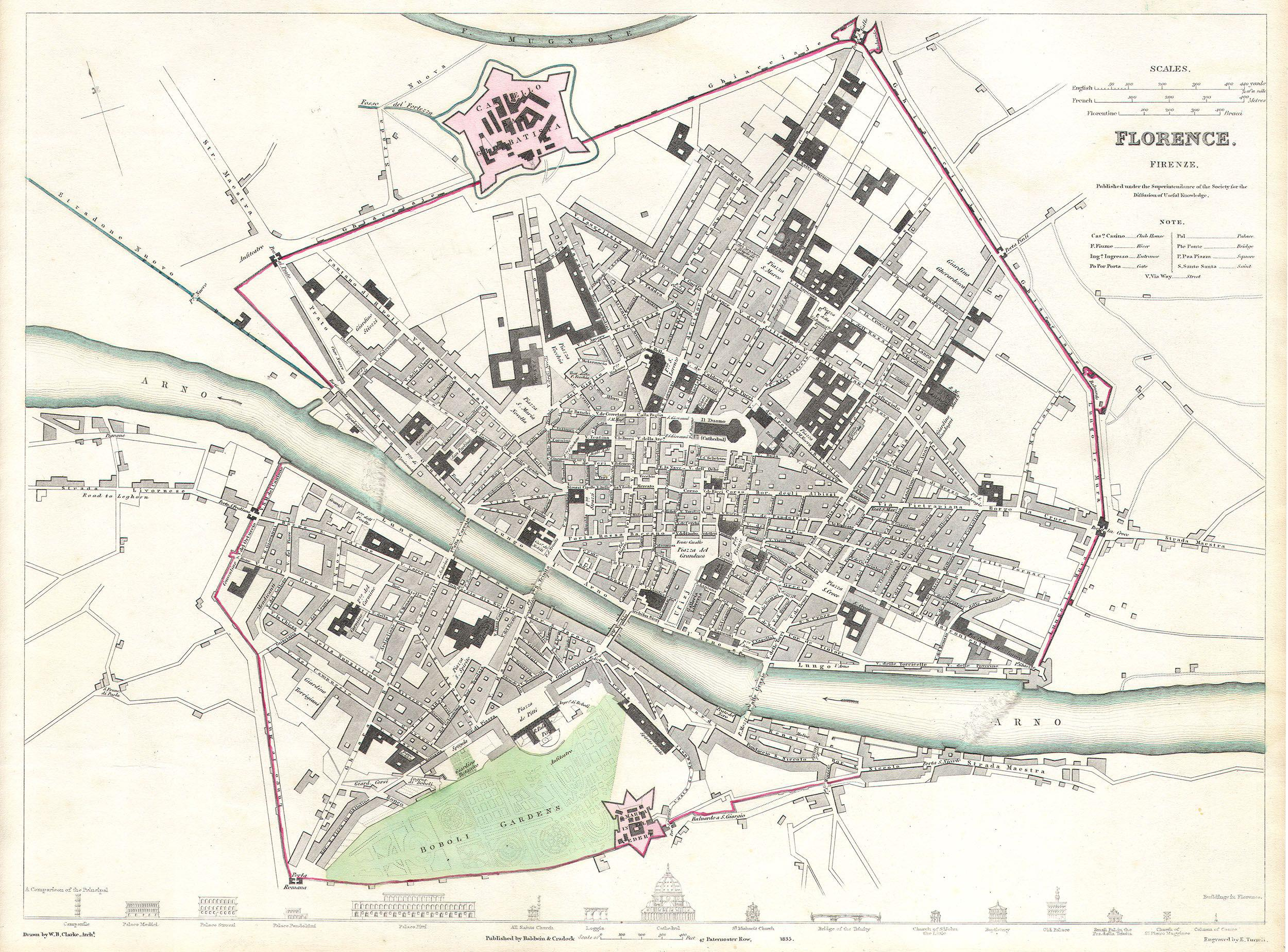
Bản đồ 1835, phần lớn địa giới thành phố vẫn bảo tồn dấu ấn đậm nét thành Firenze thời Trung Cổ.

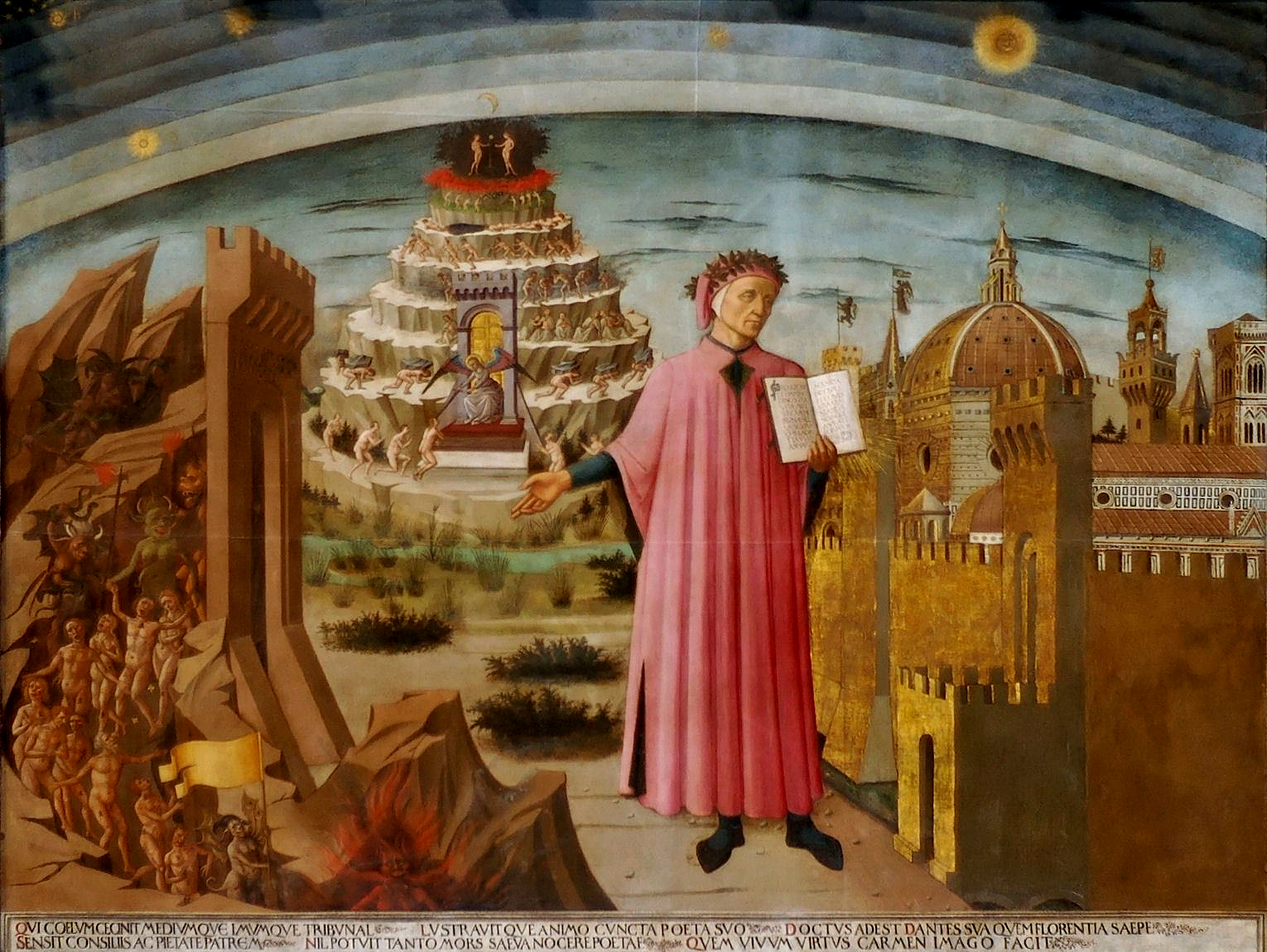
Bích họa trong Nhà thờ chính tòa Firenze mô tả Thần khúc của Dante.

Tòa giám mục thành Firenze bắt đầu từ khoảng đầu thế kỷ thứ 4, thành phố lúc bấy giờ được cai trị thay phiên nhau bởi các thế lực Ostrogoth và Byzantine khi hai cường quốc chiến đấu với nhau để giành quyền kiểm soát thành phố. Thành phố thường bị vây hãm rồi sẽ lại rơi vào tay một trong hai bên. Vào thế kỷ thứ 6 tức giai đoạn cuối của thời kỳ không ổn định này, dân số Firenze giảm xuống mức thấp nhất có thể là 1.000 người.
Hòa bình trở lại dưới sự cai trị của người Lombard vào thế kỷ thứ 6, sau đó bị chinh phục bởi Charlemagne vào năm 774, Firenze trở thành một phần của Phiên bá quốc Toscana, có thủ đô đặt tại Lucca. Dân số Firenze bắt đầu tăng trở lại và ngành giao thương buôn bán bắt đầu phát triển và trở nên thịnh vượng. Phiên địa bá tước Hugo xứ Toscana đã chọn Firenze làm nơi cư trú thay vì Lucca vào khoảng năm 1000. Thời kỳ hoàng kim của nghệ thuật Firenze bắt đầu vào khoảng thời gian này. Vào thế kỷ 12, người dân Firenze nổi dậy chống lại Phiên bá quốc sau cái chết của Matilda xứ Toscana để lập nên nền Cộng hòa, và Firenze trở thành một thành bang phát triển. Nhưng thời kỳ phát triển ấy đã bị gián đoạn do cuộc xung đột nội bộ vào thế kỷ 13 giữa người Ghibellini ủng hộ Hoàng đế Đức và Guelfi phe ủng hộ Giáo hoàng. Phe Guelfi giành chiến thắng và lại nhanh chóng chia rẽ thành các phe "Trắng" và "Đen" đầy thù địch do Vieri de' Cerchi và Corso Donati lãnh đạo, ban đầu chia theo dòng tộc, nhưng dần trở thành sự khác biệt về tư tưởng nảy sinh dựa trên quan điểm đối lập về vai trò của Giáo hoàng trong các vấn đề của Firenze, với phe Đen ủng hộ Giáo hoàng và phe Trắng muốn nhận được sự tự chủ nhiều hơn khỏi Roma. Những cuộc đấu tranh này cuối cùng đã dẫn đến sự lưu đày của những người Guelfi trắng, một trong số đó chính là nhà thơ Dante Alighieri khiến ông phải lưu vong và tha hương đến cuối đời.
Nguồn tài nguyên chính của thành phố là sông Arno, cung cấp động lực và khả năng tiếp cận cho ngành công nghiệp (chủ yếu là ngành dệt may) và tiếp cận Địa Trung Hải cho thương mại quốc tế, giúp phát triển cộng đồng thương nhân cần cù bản xứ. Các kỹ năng ngân hàng của các thương nhân Firenze đã được công nhận khắp châu Âu sau khi họ mang lại sự đổi mới có tính quyết định trong ngành tài chính (ví dụ: hối phiếu, hệ thống ghi sổ kép) cho các hội chợ giao thương thời Trung Cổ. Thời kỳ này cũng chứng kiến sự tàn lụi của Pisa, đối thủ hùng mạnh trước đây của Firenze. Quyền lực ngày càng tăng của tầng lớp thương gia lên đến đỉnh điểm trong cuộc nổi dậy chống lại giới quý tộc, do Giano della Bella lãnh đạo tạo ra Pháp lệnh Công Lý củng cố quyền lực của các bang hội ưu tú cho đến khi nền Cộng hòa Firenze kết thúc.

### Nhà Medici và thời Phục Hưng

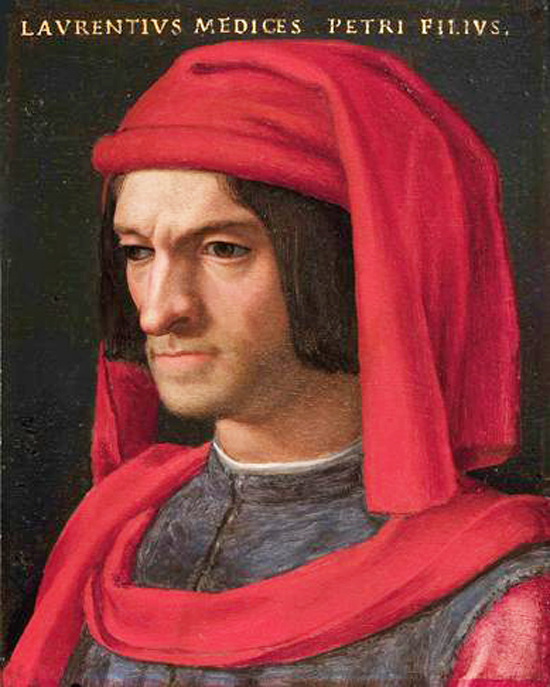
Lorenzo de' Medici

Niccolò Machiavelli

Bản đồ các thế lực chính trị tại Ý giữa thế kỷ 15.

Ở đỉnh điểm của việc mở rộng dân số vào khoảng năm 1325, dân số Firenze có thể lên tới 120.000 người và dân số nông thôn xung quanh thành phố có thể lên tới gần 300.000 người. Đại dịch Cái Chết Đen xảy ra đã lấy đi sinh mạng hơn một nửa dân chúng. Vào năm 1345, Firenze diễn ra nỗ lực đình công của những người thợ chải len (ciompi) và sau đó năm 1378 trở thành Cuộc nổi dậy Ciompi đấu tranh chống lại chế độ đầu sỏ. Sau khi họ bị đàn áp, Firenze nằm dưới sự thống trị của gia đình Albizzi có đối thủ gay gắt là Nhà Medici, đã nổi lên nắm quyền không lâu sau đó.
Vào thế kỷ 15, Firenze là một trong những thành phố lớn nhất ở châu Âu, với dân số 60.000 người, được xem là giàu có và thành công về kinh tế. Cosimo de' Medici là thành viên gia tộc Medici đầu tiên kiểm soát thành phố từ đằng sau hậu trường. Mặc dù trên lý thuyết Firenze là một nền dân chủ, quyền lực của Cosimo đến từ một mạng lưới bảo trợ rộng lớn cùng liên minh với những người nhập cư mới, gente nuova. Việc nhà Medici trở thành chủ ngân hàng của Giáo hoàng cũng góp phần vào uy thế của họ. Cosimo được kế vị bởi con trai của ông là Piero và tiếp đến là con trai của Piero tức Lorenzo kế vị vào năm 1469. Lorenzo de' Medici là người bảo trợ mạnh mẽ nhiệt thành nhất cho nghệ thuật và đặt hàng các tác phẩm của Michelangelo, Leonardo da Vinci và Botticelli. Ông cũng là một nhà thơ và nhạc sĩ tài năng và đã đưa các nhạc sĩ và ca sĩ đến Firenze, bao gồm Alexander Agricola, Johannes Ghiselin và Heinrich Isaac. Trong thời kỳ cầm quyền của mình, Lorenzo là người nắm giữ trọng tâm cán cân quyền lực Liên minh các quốc gia Ý, đem lại giai đoạn hòa bình và phát triển kinh tế cho khu vực dựa trên sự ổn định tình hình chính trị trên bán đảo này trong nhiều thập kỷ, và cuộc đời của ông trùng khớp với giai đoạn chín muồi của nền Phục hưng Ý và Thời đại hoàng kim của Firenze. Người dân Firenze lúc bấy giờ và kể từ đó gọi ông với cái tên "Lorenzo Đấng Vĩ Đại" (Lorenzo il Magnifico). Sau cái chết của Lorenzo de' Medici vào năm 1492, con trai ông là Piero II tiếp tục kế vị. Khi vua Charles VIII của Pháp xâm lược miền bắc nước Ý, Piero II đã chọn cách chống lại với quân đội của mình. Nhưng khi nhận ra quy mô của quân đội Pháp tại cổng thành Pisa, ông phải chấp nhận những điều kiện nhục nhã quy hàng trước vị vua Pháp. Điều đó khiến dân chúng Firenze nổi loạn và họ đã trục xuất Piero II. Với việc ông bị lưu đày vào năm 1494, thời kỳ cai trị đầu tiên của gia tộc Medici kết thúc với việc khôi phục chính phủ cộng hòa.
Trong thời kỳ này, tu sĩ dòng Đa Minh Girolamo Savonarola đã trở thành người đứng đầu tu viện San Marco vào năm 1490. Ông nổi tiếng với những bài giảng sám hối, chỉ trích những gì ông coi là băng hoại đạo đức và lối sống của cải vật chất thực dụng. Ông ca ngợi việc lưu đày Medici là công việc của Chúa Trời đã trừng phạt họ vì sự suy đồi tham lam. Ông đã nắm bắt cơ hội thực hiện các cải cách chính trị dẫn đến một chế độ dân chủ hơn. Nhưng khi Savonarola công khai cáo buộc Giáo hoàng Alexanđê VI tham ô, ông đã bị cấm phát biểu trước đám đông và khi ông vi phạm lệnh cấm này, Savonarola đã bị vạ tuyệt thông. Dân chúng thành Firenze đã mệt mỏi chán ngán với những lời giáo huấn của Savonarola nên nổi dậy chống lại và bắt giữ ông ta. Ông bị kết tội dị giáo, bị treo cổ và thiêu sống trên cọc ở Quảng trường Signoria vào ngày 23 tháng 5 năm 1498. Một nhân vật Firenze lừng anh danh khác trong thời kỳ này là Niccolò Machiavelli – nhà tư tưởng chính trị kiệt xuất, nổi tiếng với cuốn sổ tay chính trị Il Principe hay Quân vương, viết về thuật cai trị và thực thi quyền lực, kể cả các thủ đoạn chính trị. Machiavelli cũng được ủy quyền bởi Nhà Medici để viết nên quyển Istorie fiorentine, cuốn biên niên sử của thành phố.
Năm 1512, Nhà Medici giành lại quyền kiểm soát Firenze với sự giúp đỡ của quân đội Tây Ban Nha và Giáo hoàng. Họ được lãnh đạo bởi hai người anh em họ là Giovanni và Giulio de' Medici, cả hai sau này đều trở thành Giáo hoàng của Giáo hội Công giáo (tức Lêô X và Clêmentê VII tương ứng). Cả hai đều là những người bảo trợ hào phóng cho nghệ thuật, ủy quyền cho Michelangelo xây dựng các công trình như Thư viện Laurenziana và Nhà nguyện Medici ở Firenze. Giáo triều của hai vị Giáo hoàng trùng với khoảng thời gian biến động chính trị ở Ý, và do đó vào năm 1527, người dân Firenze đã tống cổ người nhà Medici lần thứ hai và tái lập một nước cộng hòa thần quyền vào ngày 16 tháng 5 năm 1527, với Chúa Giêsu Kitô được phong là Vua của Firenze. Nhà Medici trở lại nắm quyền Firenze vào năm 1530 bằng quân đội của Hoàng đế La Mã Thần thánh Karl V kèm sự ban phước của Giáo hoàng Clêmentê VII.
Firenze chính thức trở thành một nhà nước phong kiến vào năm 1531, khi Karl V và Giáo hoàng Clêmentê VII sắc phong Alessandro de' Medici làm Công tước của Cộng hòa Firenze. Chế độ phong kiến của gia tộc Medici sẽ kéo dài hơn hai thế kỷ. Người kế vị của Alessandro là Cosimo I de' Medici được phong làm Đại công tước xứ Toscana vào năm 1569; trong toàn bộ vùng Toscana, chỉ có Cộng hòa Lucca (sau này là Công quốc) và Công quốc Piombino là độc lập với Firenze.

### Cận đại

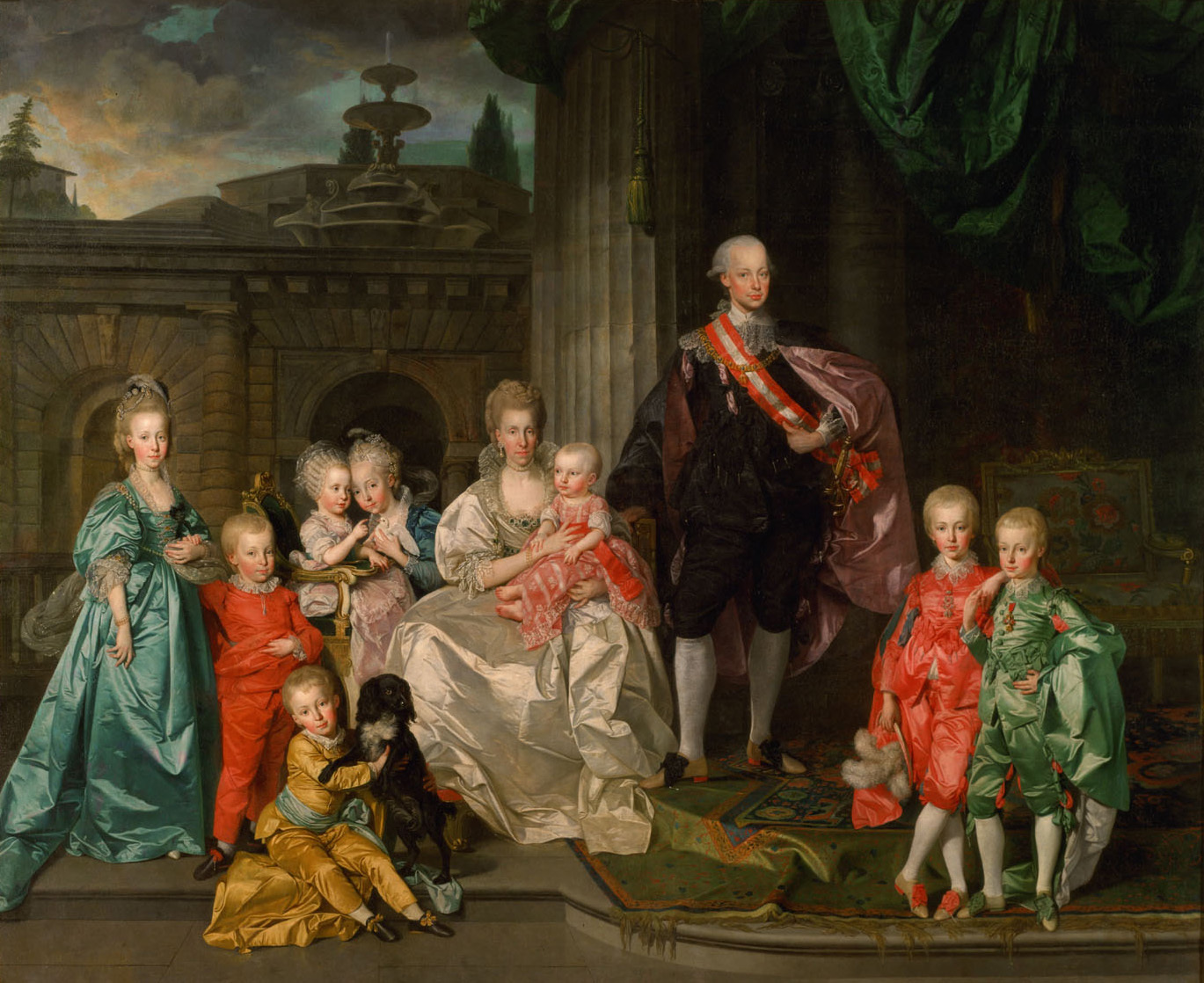
Gia đình Hoàng đế Leopold II của Thánh chế La Mã, Đại công tước xứ Toscana từ năm 1765 đến 1790.

Sự diệt vong của triều đại Medici và sự lên ngôi vào năm 1737 của Franz I của Thánh chế La Mã, Công tước xứ Lorraine – phu quân của Maria Theresia của Áo, dẫn đến việc xứ Toscana tạm thời được đưa vào lãnh thổ của Đại công quốc Áo. Nó đã trở thành nhánh phụ của triều đại Habsburg-Lorraine, sau đó bị phế truất và quyền lực rơi vào tay Nhà Bourbon-Parma vào năm 1801. Từ năm 1801 đến 1807, Firenze là thủ đô của Vương quốc Etruria, quốc gia chư hầu của Napoléon. Nhà Bourbon-Parma bị phế truất vào tháng 12 năm 1807 khi Toscana bị Pháp sáp nhập. Firenze trở thành lỵ sở của tỉnh Arno thuộc Pháp từ năm 1808 cho đến khi Napoléon thất thế vào năm 1814. Triều đại Habsburg-Lorraine được khôi phục ngôi vị Toscana tại Đại hội Viên nhưng cuối cùng bị phế truất vào năm 1859. Toscana chính thức trở thành một vùng của chính thể Vương quốc Ý mới khai sinh vào năm 1861.
Firenze đã thay thế Torino trở thành thủ đô lâm thời của Ý vào năm 1865 và trong nỗ lực hiện đại hóa thành phố, khu chợ cũ ở quảng trường Piazza del Mercato Vecchio và nhiều ngôi nhà thời Trung Cổ đã bị dỡ bỏ và thay thế bằng quy hoạch đường phố khang trang hơn với những ngôi nhà mới hơn. Quảng trường Vittorio Emanuele II (hiện nay là Quảng trường Cộng Hòa) đã được mở rộng đáng kể và một khải hoàn môn lớn được xây dựng ở đầu phía tây. 6 năm sau, kinh đô của Ý chính thức được chuyển về Roma sau khi quân Pháp bảo hộ Giáo hoàng được huy động rút lui để tham gia Chiến tranh Pháp–Phổ 1870, tạo điều kiện cho quân Ý sáp nhập Roma thành công vào nước Ý mới sinh hoàn toàn thống nhất.

### Hiện đại

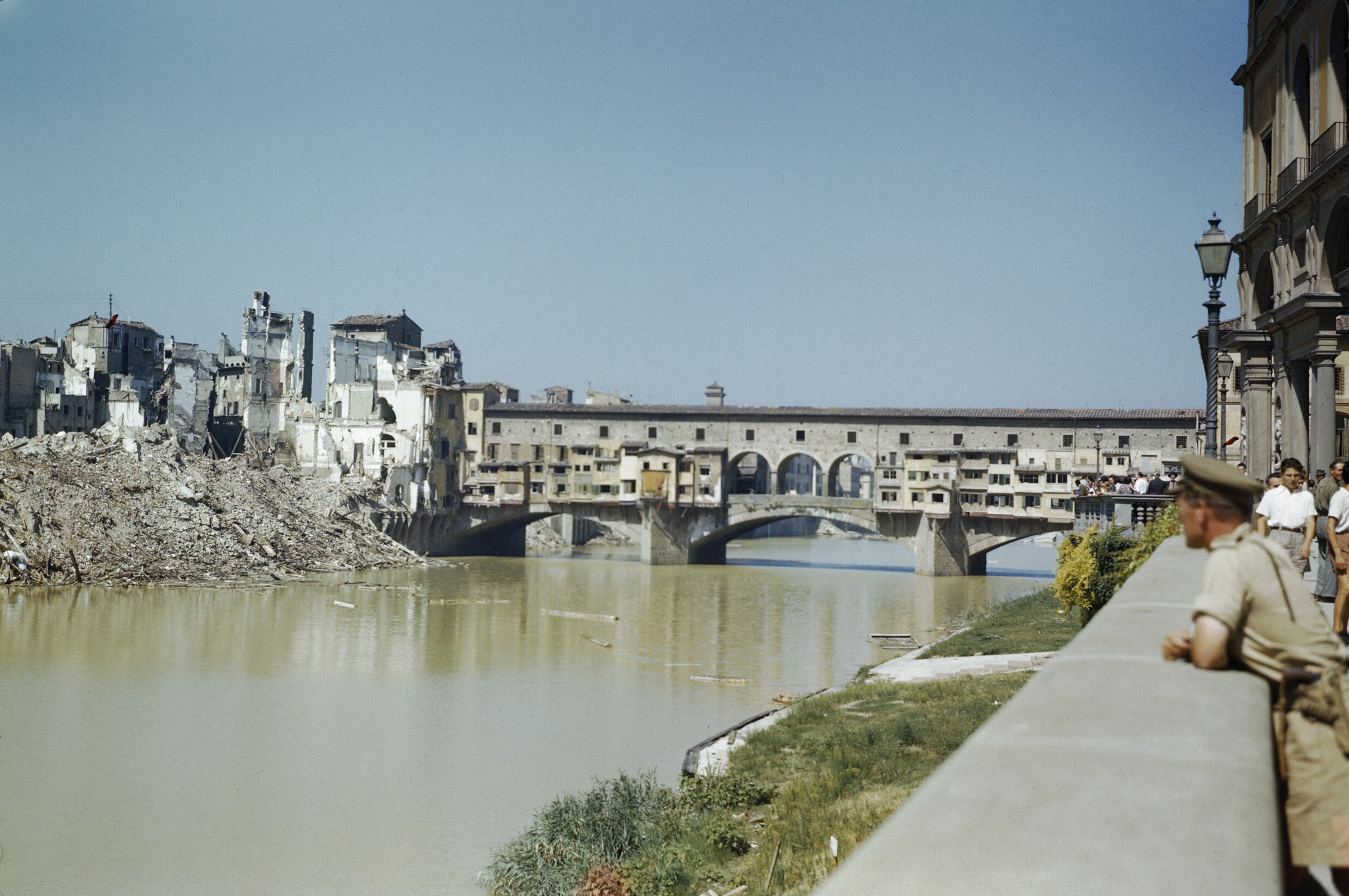
Quân Đức cho nổ tung các công trình bên cạnh Ponte Vecchio trước khi rút lui ngày 14 tháng 8 năm 1944.

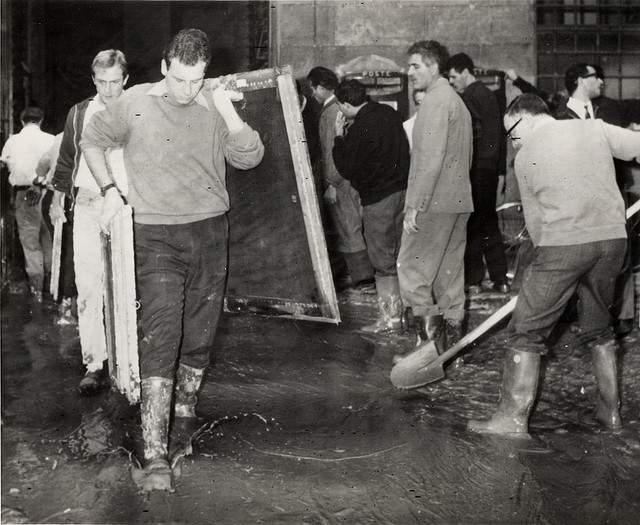
Những tình nguyện viên "thiên thần bùn" giải cứu các kho tàng nghệ thuật bị hư hại sau trận lũ Firenze 1966.

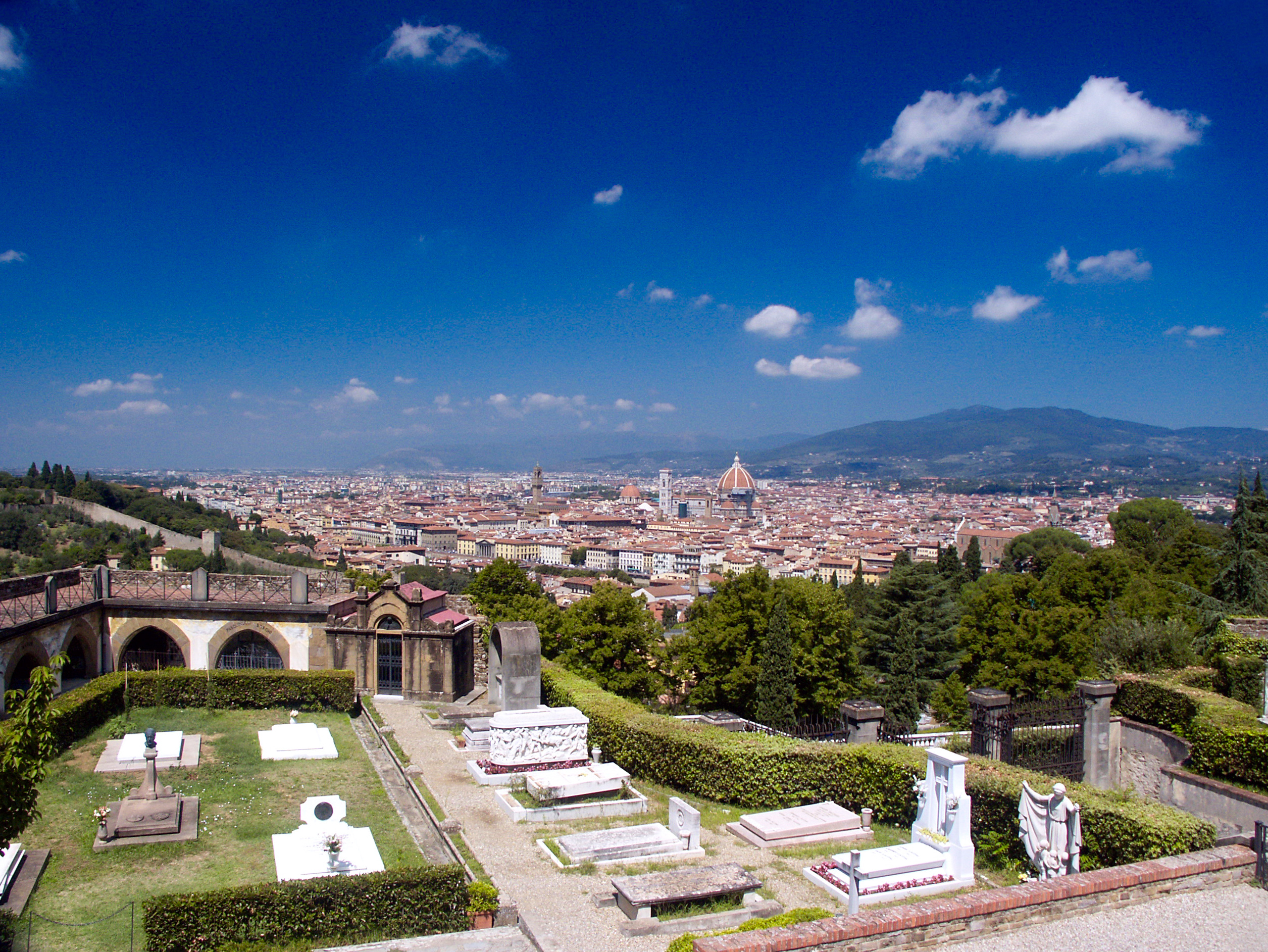
Nghĩa trang Porte Sante, nơi chôn cất những nhân vật nổi tiếng của lịch sử Firenze.

Trong Chiến tranh thế giới thứ hai, Firenze trải qua sự chiếm đóng kéo dài một năm của Đức (1943–1944), thuộc chính thể Cộng hòa Xã hội Ý. Vào ngày 25 tháng 9 năm 1943, máy bay ném bom của quân Đồng Minh nhắm vào trung tâm Firenze, phá hủy nhiều tòa nhà và giết chết 215 dân thường. Hitler tuyên bố đây là một thành phố mở vào ngày 3 tháng 7 năm 1944 khi binh lính Tập đoàn quân số 8 của Anh tiến vào. Vào đầu tháng 8, quân Đức đang rút lui đã quyết định phá bỏ tất cả các cây cầu dọc theo sông Arno nối phường Oltrarno với phần còn lại của thành phố, gây khó khăn cho quân của quân Đồng Minh. Tuy nhiên, vào giây phút cuối cùng Charles Steinhauslin lúc đó là lãnh sự của 26 quốc gia ở Firenze, đã thuyết phục được tướng Đức ở Ý không phá hủy cây cầu Ponte Vecchio do giá trị lịch sử của nó. Tuy nhiên, một khu vực di sản không kém giá trị lịch sử là các đường phố ngay đầu phía nam của cây cầu, bao gồm cả một phần của chuỗi Hành lang Vasari, đã bị phá hủy bằng mìn. Sau này những cây cầu đã được khôi phục về hình dạng ban đầu dựa trên những gì còn sót lại, nhưng các tòa nhà xung quanh Ponte Vecchio đã được xây dựng lại theo phong cách kết hợp giữa thiết kế cũ và hiện đại. Không lâu trước khi rời Firenze và biết rằng họ sẽ sớm phải rút lui, quân Đức đã hành quyết công khai nhiều người đấu tranh cho tự do và các đối thủ chính trị, trên các đường phố và quảng trường bao gồm cả Piazza Santo Spirito. Firenze được giải phóng bởi quân đội New Zealand, Nam Phi và Anh vào ngày 4 tháng 8 năm 1944 cùng với những người yêu nước từ Ủy ban Giải phóng Quốc gia Toscana. Những người lính Đồng minh đã chết khi đánh đuổi quân Đức khỏi Toscana được chôn cất tại các nghĩa trang bên ngoài thành phố. Vào cuối Thế chiến thứ hai tháng 5 năm 1945, Chi bộ Thông tin và Giáo dục của Quân đội Hoa Kỳ được lệnh thành lập một khuôn viên đại học ở nước ngoài dành cho nam và nữ quân nhân Hoa Kỳ đã xuất ngũ ở Firenze. Đại học đầu tiên của Mỹ dành cho quân nhân được thành lập vào tháng 6 năm 1945 tại Trường Hàng không. Khoảng 7.500 sinh viên quân nhân đã tham gia học tập trong bốn kỳ học với mỗi kỳ học kéo dài một tháng.
Vào tháng 11 năm 1966, nước sông Arno dâng cao làm ngập lụt các khu vực của trung tâm, đã gây ra các thiệt hại về người và của, tạo ra sự tàn phá to lớn, xâm chiếm các nhà thờ, cung điện và viện bảo tàng, đồng thời phá hủy các kho lưu trữ, tác phẩm nghệ thuật và nhiều tập sách quý giá không thể hồi lại được. Thảm kịch to lớn này tạo ra một phong trào đoàn kết quốc tế đáng kinh ngạc, với sự ra đời của những thiên thần bùn (angeli del fango) nổi tiếng, những người trẻ tuổi đến từ khắp nơi trên thế giới đã tham gia tình nguyện giải cứu khôi phục các kho tàng nghệ thuật bị hư hại. Sau trận lũ, các kỹ thuật bảo tồn và phục hồi di sản văn hóa đã được phát triển ở Firenze, từ đó biến nó thành một trung tâm xuất sắc trong lĩnh vực có tầm quan trọng toàn cầu này. Năm mươi năm sau, vẫn còn nhiều công trình và tác phẩm chờ được phục hồi.
Từ năm 1968 đến năm 1985, một chuỗi vụ giết người hàng do "Quái vật thành Firenze" (tiếng Ý: Mostro di Firenze, tiếng Anh: Monster of Florence) gây ra. Mười sáu người đã bị giết hại trong những kỳ trăng non bởi một kẻ giết người hàng loạt mà cho đến ngày nay vẫn chưa tìm ra hung thủ là ai. Vào ngày 28 tháng 5 năm 1993, một quả bom xe cực mạnh đã phát nổ trên phố Geoorgofili, phía sau bảo tàng Uffizi, giết chết 5 người và làm bị thương nhiều người khác, làm hư hại nghiêm trọng tháp cổ Pulci và các gian bộ phận trong bộ sưu tập quan trọng của bảo táng. Vụ nổ bom được quy trách nhiệm cho mafia.
Hội nghị thượng đỉnh lần đầu tiên của các Bộ trưởng Bộ Văn hóa các quốc gia G7 được tổ chức theo sáng kiến của Ý, đã diễn ra tại Firenze vào ngày 30 và 31 tháng 3 năm 2017.

## Địa lý

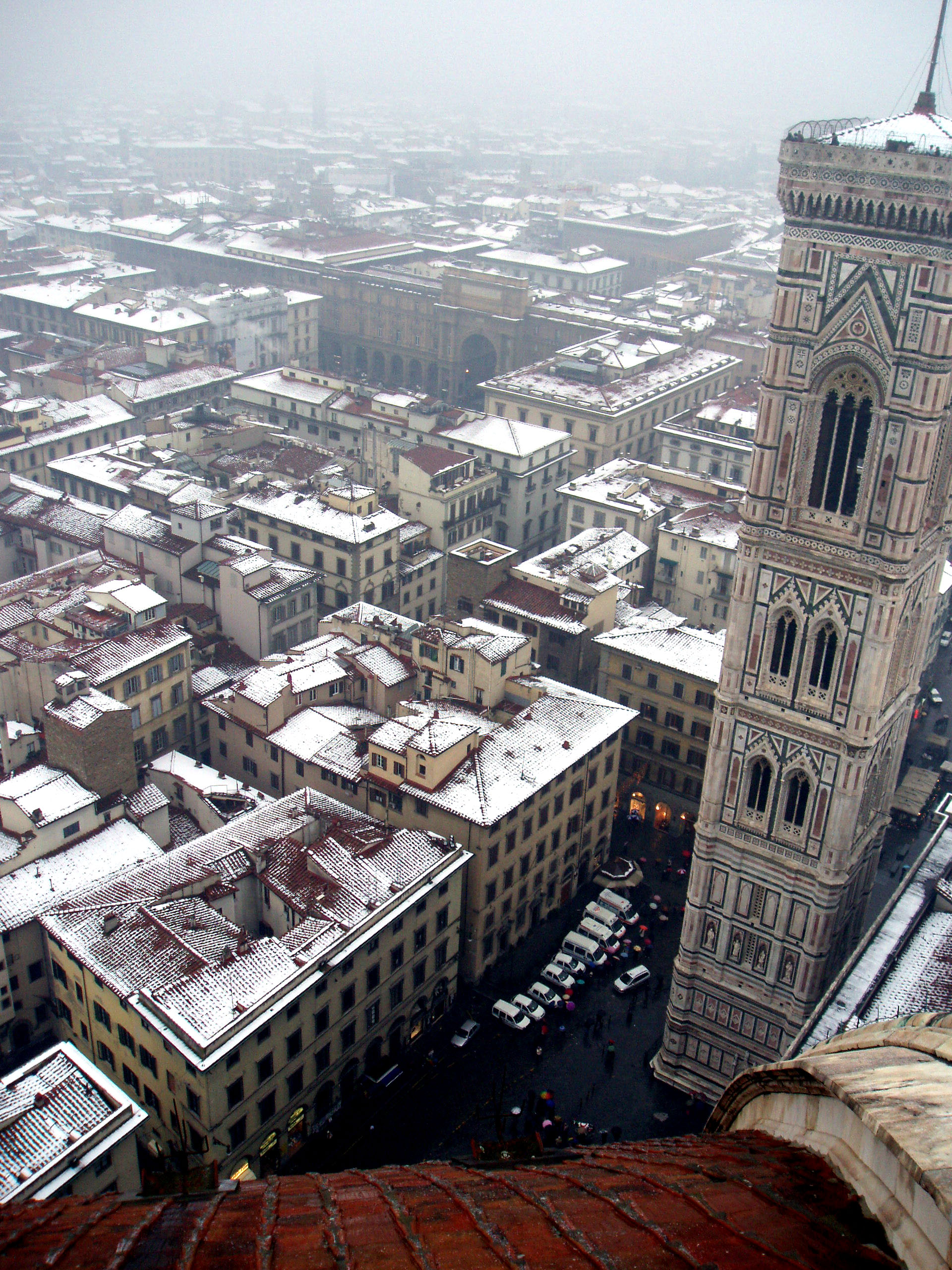
Tuyết phủ thành Firenze.

### Vị trí
Firenze tọa lạc tại một vị thế tuyệt đẹp, ở trung tâm của một thung lũng lòng chảo lớn hình bầu dục theo hướng tây bắc–đông nam, bao quanh bởi những ngọn đồi xung quanh là Careggi (hướng bắc), Fiesole (đông bắc), Settignano (đông), Arcetri, Poggio Imperiale và Bellosguardo (hướng nam). Sông Arno, cùng với ba con sông nhỏ khác (Mignone, Ema và Greve) và một số dòng chảy đi qua trung tâm thành phố. Các khu vực bằng phẳng của khu vực đô thị tạo thành một môi trường nhân văn hóa cao với sự hiện diện của các khu công nghiệp và thương mại lớn, nơi không gian thiên nhiên bị hạn chế. Các khu vực đồi núi phụ cận bao quanh đã phát triển nghề nông nghiệp với dân cư sinh sống trong nhiều thế kỷ, với rừng nguyên sinh đã giảm đi rất nhiều, đặc biệt là ở các khu vực phía nam và phía đông của thành phố. Ở đồng bằng có các vùng đất ngập nước chưa đô thị hóa chủ yếu nằm ở khu vực phía tây thành phố dọc theo sông Arno.

### Khí hậu
Firenze có khí hậu cận nhiệt đới ẩm (Cfa), thiên về kiểu khí hậu Địa Trung Hải (Csa). Nơi đây có mùa hè nóng với lượng mưa vừa phải hoặc nhẹ và mùa đông mát mẻ, ẩm ướt. Vì Firenze không có gió thịnh hành nên nhiệt độ mùa hè cao hơn so với so với các thành phố duyên hải. Lượng mưa vào mùa hè là mưa đối lưu, trong khi mưa địa hình chiếm ưu thế vào mùa đông. Các trận mưa tuyết hầu như xảy ra hàng năm, nhưng thường không tích tụ lại. Nhiệt độ cao nhất được ghi nhận chính thức là 42,6 °C (108,7 °F) vào ngày 26 tháng 7 năm 1983 và thấp nhất là −23,2 °C (−9,8 °F) vào ngày 12 tháng 1 năm 1985.
| Dữ liệu khí hậu của Firenze                                 | Dữ liệu khí hậu của Firenze | Dữ liệu khí hậu của Firenze | Dữ liệu khí hậu của Firenze | Dữ liệu khí hậu của Firenze | Dữ liệu khí hậu của Firenze | Dữ liệu khí hậu của Firenze | Dữ liệu khí hậu của Firenze | Dữ liệu khí hậu của Firenze | Dữ liệu khí hậu của Firenze | Dữ liệu khí hậu của Firenze | Dữ liệu khí hậu của Firenze | Dữ liệu khí hậu của Firenze | Dữ liệu khí hậu của Firenze |
| Tháng                                                       | 1                           | 2                           | 3                           | 4                           | 5                           | 6                           | 7                           | 8                           | 9                           | 10                          | 11                          | 12                          | Năm                         |
| ----------------------------------------------------------- | --------------------------- | --------------------------- | --------------------------- | --------------------------- | --------------------------- | --------------------------- | --------------------------- | --------------------------- | --------------------------- | --------------------------- | --------------------------- | --------------------------- | --------------------------- |
| Cao kỉ lục °C (°F)                                          | 21.6 (70.9)                 | 23.4 (74.1)                 | 28.5 (83.3)                 | 28.7 (83.7)                 | 33.8 (92.8)                 | 41.8 (107.2)                | 42.6 (108.7)                | 39.5 (103.1)                | 36.4 (97.5)                 | 30.8 (87.4)                 | 25.2 (77.4)                 | 20.4 (68.7)                 | 42.6 (108.7)                |
| Trung bình ngày tối đa °C (°F)                              | 10.1 (50.2)                 | 12.5 (54.5)                 | 15.7 (60.3)                 | 18.5 (65.3)                 | 23.7 (74.7)                 | 27.7 (81.9)                 | 31.4 (88.5)                 | 31.5 (88.7)                 | 26.7 (80.1)                 | 20.9 (69.6)                 | 14.7 (58.5)                 | 11.1 (52.0)                 | 20.4 (68.7)                 |
| Trung bình ngày °C (°F)                                     | 5.7 (42.3)                  | 7.5 (45.5)                  | 10.3 (50.5)                 | 13.0 (55.4)                 | 17.7 (63.9)                 | 21.4 (70.5)                 | 24.6 (76.3)                 | 24.6 (76.3)                 | 20.5 (68.9)                 | 15.5 (59.9)                 | 9.9 (49.8)                  | 6.8 (44.2)                  | 14.8 (58.6)                 |
| Tối thiểu trung bình ngày °C (°F)                           | 1.4 (34.5)                  | 2.5 (36.5)                  | 4.9 (40.8)                  | 7.5 (45.5)                  | 11.6 (52.9)                 | 15.0 (59.0)                 | 17.7 (63.9)                 | 17.7 (63.9)                 | 14.4 (57.9)                 | 10.1 (50.2)                 | 5.1 (41.2)                  | 2.6 (36.7)                  | 9.2 (48.6)                  |
| Thấp kỉ lục °C (°F)                                         | −23.2 (−9.8)                | −9.9 (14.2)                 | −8.0 (17.6)                 | −2.2 (28.0)                 | 3.6 (38.5)                  | 5.6 (42.1)                  | 10.2 (50.4)                 | 9.6 (49.3)                  | 3.6 (38.5)                  | −1.4 (29.5)                 | −6.0 (21.2)                 | −8.6 (16.5)                 | −23.2 (−9.8)                |
| Lượng Giáng thủy trung bình mm (inches)                     | 60.5 (2.38)                 | 63.7 (2.51)                 | 63.5 (2.50)                 | 86.4 (3.40)                 | 70.0 (2.76)                 | 57.1 (2.25)                 | 36.7 (1.44)                 | 56.0 (2.20)                 | 79.6 (3.13)                 | 104.2 (4.10)                | 113.6 (4.47)                | 81.3 (3.20)                 | 872.6 (34.34)               |
| Số ngày giáng thủy trung bình (≥ 1.0 mm)                    | 8.3                         | 7.1                         | 7.5                         | 9.7                         | 8.4                         | 6.3                         | 3.5                         | 5.4                         | 6.2                         | 8.5                         | 9.0                         | 8.3                         | 88.2                        |
| Số giờ nắng trung bình ngày                                 | 3.0                         | 4.0                         | 5.0                         | 6.0                         | 8.0                         | 9.0                         | 10.0                        | 9.0                         | 7.0                         | 5.0                         | 3.0                         | 3.0                         | 6.0                         |
| Phần trăm nắng có thể                                       | 33                          | 40                          | 42                          | 46                          | 53                          | 60                          | 67                          | 64                          | 58                          | 45                          | 30                          | 33                          | 48                          |
| Nguồn 1: Servizio Meteorologico                             |                             |                             |                             |                             |                             |                             |                             |                             |                             |                             |                             |                             |                             |
| Nguồn 2: World Meteorological Organization (United Nations) |                             |                             |                             |                             |                             |                             |                             |                             |                             |                             |                             |                             |                             |

## Danh thắng và cảnh quan thành phố

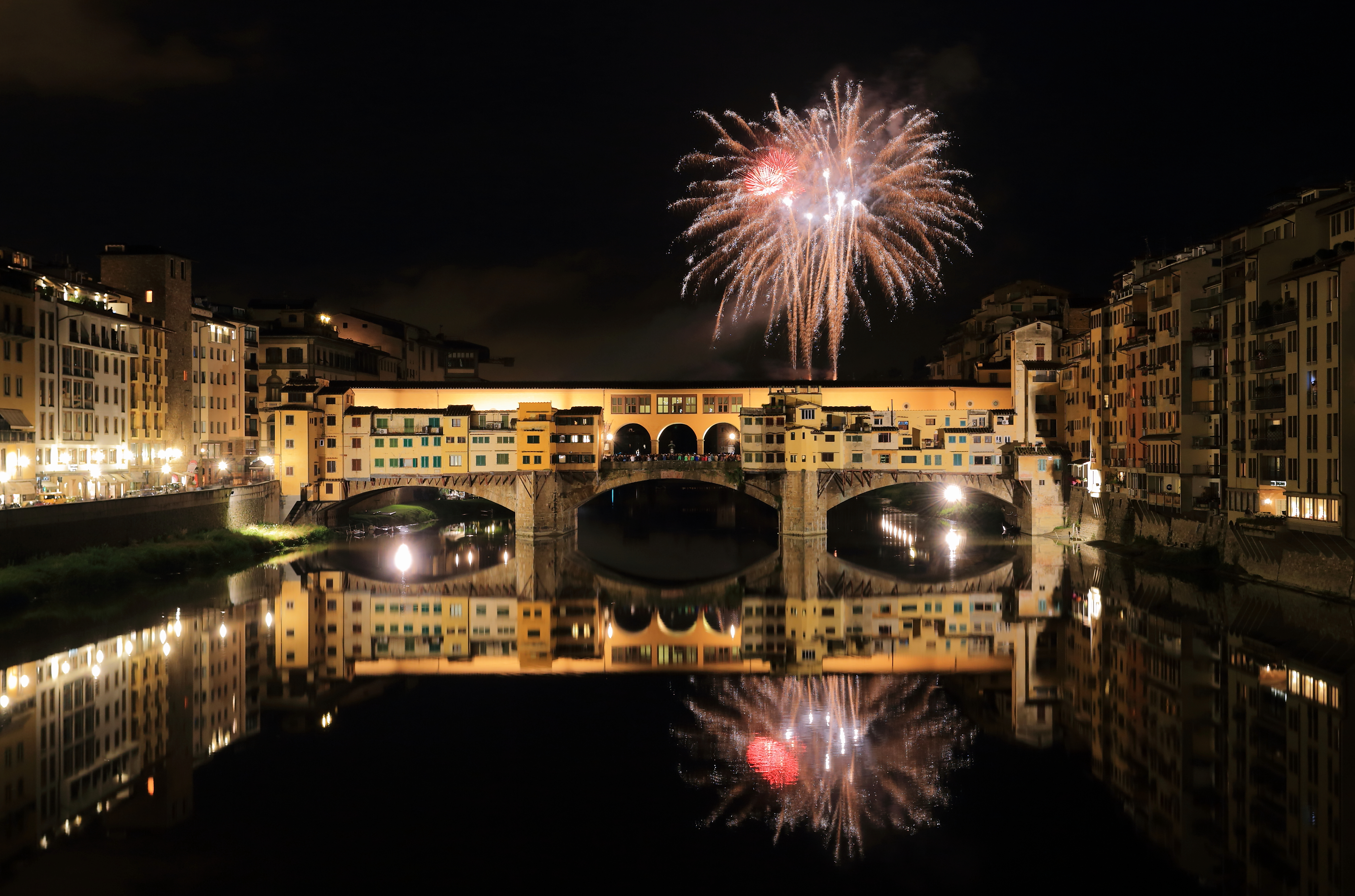
Ponte Vecchio (Cầu Cũ), một trong những biểu tượng nổi tiếng nhất của Firenze, trong đêm bắn pháo hoa mừng lễ thánh Gioan Baotixita.

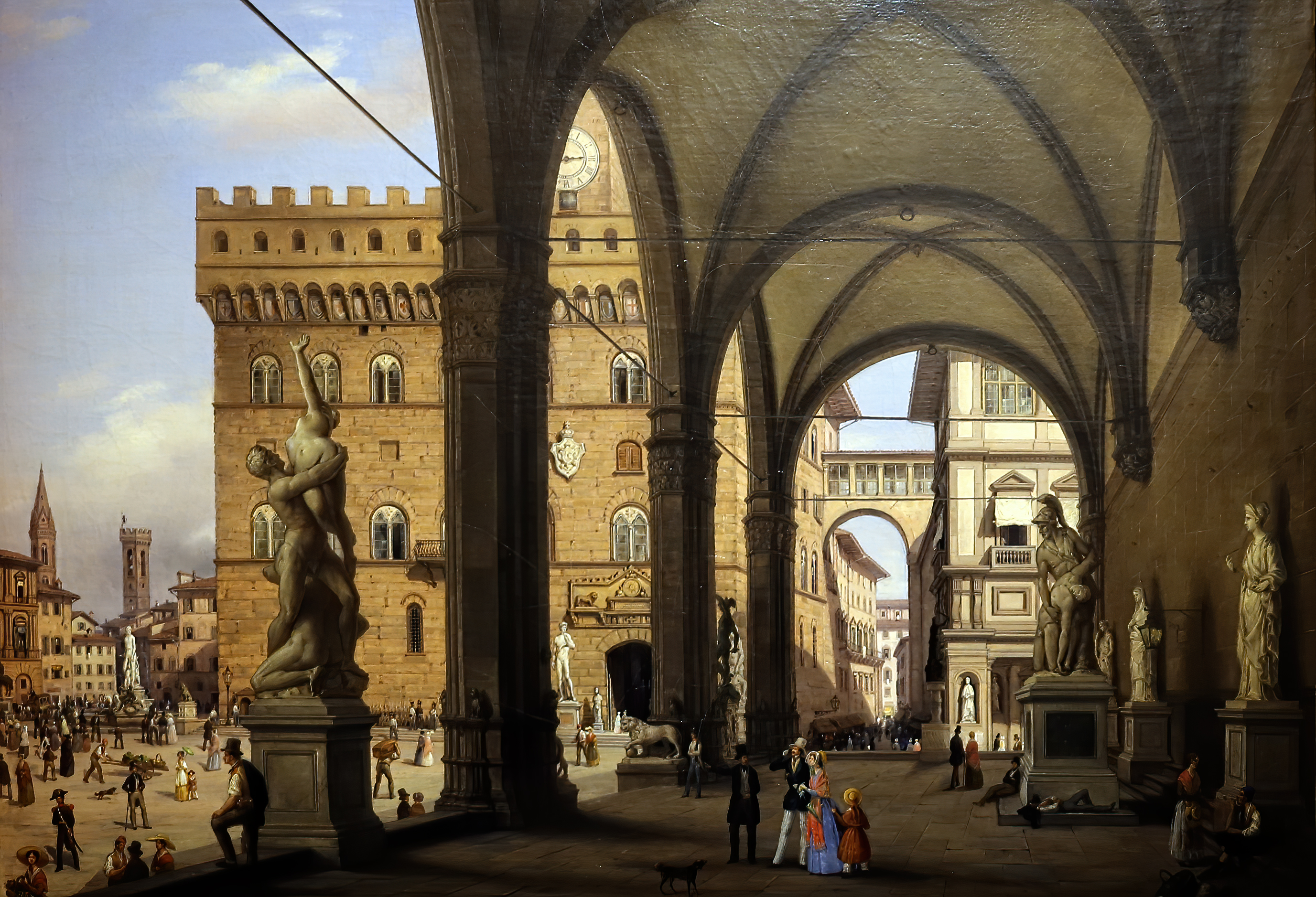
Sảnh đường trưng bày điêu khắc Loggia dei Lanzi, bên trái sảnh đường là Quảng trường Signoria, đằng sau bên trái là Tòa thị chính Firenze Palazzo Vecchio và một góc Uffizi nằm ở bên phải.

Firenze được công nhận toàn cầu là "cái nôi của thời kỳ Phục Hưng" (tiếng Ý: la culla del Rinascimento, tiếng Anh: cradle of the Renaissance) và là một thành phố nghệ thuật với những di sản vô giá về công trình kiến trúc, tác phẩm hội họa, điêu khắc, ký ức lịch sử và khoa học, tạo thành mạng lưới kết cấu của thành phố, giống như một bảo tàng mở khổng lồ. Địa điểm nổi tiếng nhất của Firenze là Vương cung thánh đường Đức Bà Phồn Hoa hay còn được gọi là Nhà thờ chính tòa Firenze (Duomo di Firenze), có mái vòm khổng lồ được xây dựng bởi Filippo Brunelleschi và sau 600 năm kể từ khi hoàn thành, đây vẫn giữ kỷ lục là mái vòm được xây bằng gạch và vữa lớn nhất trên thế giới cho đến tận ngày nay. Năm 1982, Trung tâm lịch sử Firenze được UNESCO công nhận là Di sản thế giới. Trung tâm thành phố nằm trong những bức tường thành Trung Cổ được xây dựng vào thế kỷ 14 với mục đích phòng vệ.
Bố cục và cấu trúc của Firenze theo nhiều cách gợi nhớ đến thời kỳ La Mã cổ đại, khi nó được thiết kế như một khu định cư. Tuy nhiên, phần lớn đô thị được xây dựng trong thời kỳ Phục Hưng. Bất chấp sự hiện diện mạnh mẽ của kiến trúc Phục Hưng trong thành phố, người ta vẫn có thể tìm thấy dấu vết của kiến trúc thời Trung Cổ, hay những công trình của các giai đoạn Baroque, Tân cổ điển và hiện đại.
Con sông Arno xuôi dòng đi qua khu vực trung tâm cốt lõi của thành phố, là chứng nhân lịch sử quan trọng của Firenze cũng như nhiều con người đã sống ở đó. Trong suốt chiều dài thời gian, người dân địa phương có mối quan hệ yêu–ghét với Arno khi con sông vừa nuôi dưỡng thành phố bằng nguồn sống và thương mại nhưng cũng vừa phá hủy nó bằng những trận lũ lụt cuồng nộ. Cây cầu đặc biệt nổi bật nhất bắc ngang qua Arno chính là Ponte Vecchio (Cầu Cũ), với đặc điểm trang trí bởi rất nhiều cửa hàng dọc theo hai cạnh bên của cây cầu và được giữ bằng những cây cột chống. Cây cầu mang theo hành lang tầng lầu tiếp tục của chuỗi Hàng lang Vasari nối bảo tàng Uffizi với dinh thự của gia tộc Medici gần đó (Cung điện Pitti). Mặc dù cây cầu nguyên thủy được xây dựng bởi người Etrusca, cây cầu hiện tại là phiên bản xây dựng vào thế kỷ 14. Đây là cây cầu duy nhất trong thành phố vẫn còn nguyên vẹn sau Thế chiến thứ hai và là ví dụ đầu tiên trong thế giới phương Tây khi mà một cây cầu được xây dựng bằng cách sử dụng các vòm phân đoạn, nghĩa là các vòm nhỏ hơn hình bán nguyệt, để giảm cả tỷ lệ nhịp trên chiều cao và số lượng trụ để cho phép giảm bớt lực cản trong lòng sông.
Phòng trưng bày Uffizi, một trong những bảo tàng nghệ thuật đẹp nhất thế giới – được thành lập theo di nguyện thỉnh cầu từ thành viên cuối cùng của gia tộc Medici. Uffizi nằm ở góc của Quảng trường Signoria, trái tim trung tâm của đời sống dân sự và chính quyền Firenze trong suốt nhiều thế kỷ, cùng với Cung điện Signoria hay còn gọi là Palazzo Vecchio. Nhiều giai đoạn quan trọng trong lịch sử nghệ thuật và những thay đổi chính trị đã diễn ra và lưu dấu nơi đây:
- Năm 1301, Dante Alighieri bị lưu đày khỏi Firenze (được tưởng niệm bằng một tấm bảng trên một trong những bức tường của Uffizi).[94]
- Vào ngày 26 tháng 4 năm 1478, Jacopo de' Pazzi và những thuộc hạ của ông đã cố gắng lôi kéo cả thành phố chống lại Nhà Medici sau một kế hoạch được gọi là La congiura dei Pazzi (Âm mưu của Pazzi), giết hại Giuliano di Piero de' Medici và làm bị thương anh trai Lorenzo. Tất cả các thành viên có liên quan đến âm mưu đều bị người dân Firenze bắt giữ và treo cổ trên cửa sổ của cung điện.[51]
- Năm 1497, đây là địa điểm diễn ra phong trào "Ngọn lửa phù phiếm" do tu sĩ và nhà thuyết giáo dòng Đa Minh Girolamo Savonarola khởi xướng, và ngày 23 tháng 5 năm 1498, cũng là nơi mà Savonarola bị treo cột và thiêu sống (hiện có một tấm bia tròn trên mặt đất đánh dấu nơi ông bị treo cổ).[95]
- Năm 1504, bức tượng David của Michelangelo được làm lễ vén màn ngay phía trước Cung điện Signoria (hiện đã được thay thế bằng một bản sao, vì bản gốc đã được chuyển đến Nhà triễn lãm Học viện Galleria dell'Accademia vào năm 1873)[96]
- Sảnh đường Loggia dei Lanzi ở một góc của Quảng trưởng Signoria là nơi đặt một số bức tượng của các nhà điêu khắc khác như Donatello, Giambologna, Ammannati và Cellini, mặc dù một số đã được thay thế bằng các bản sao để bảo tồn bản gốc.[97]

Palazzo Vecchio hiện nay vẫn đóng vai trò là trụ sở của chính quyền thành phố tức Tòa thị chính Firenze, đây là một trong hai tòa nhà thống trị quang cảnh đường chân trời của thành phố cùng với mái vòm Đức Bà Phồn Hoa.

### Công trình tôn giáo
Vương cung thánh đường Đức Bà Phồn Hoa (Santa Maria del Fiore) được xây dựng từ năm 1296 và hoàn thành vào năm 1436 là công trình nhà thờ lớn thứ năm ở châu Âu, dài 153 mét với phần đế đường kính của mái vòm Brunelleschi rộng 90 mét, và tòa mái vòm nổi tiếng này có thể được nhìn thấy từ khắp mọi nơi tại thành phố. Xây dựng theo phong cách Gothic và bao phủ hoàn toàn bằng đá cẩm thạch nhiều màu, đây là nhà thờ chính tòa của Tổng giáo phận Firenze, đồng thời là một kho tàng các tác phẩm nghệ thuật quý giá, bao gồm cả vòng bích họa lớn nhất thế giới, bao phủ toàn bộ bức tường trần bên trong của mái vòm. Tháp chuông nhà thờ được thiết kế một phần bởi Giotto và Nhà rửa tội Firenze ở phía đối diện được trang trí bởi nhiều nghệ sĩ (đáng chú ý là Lorenzo Ghiberti với cánh cửa bằng đồng ngoạn mục mang tên Cổng Thiên đường Porta del Paradiso) cũng là những địa điểm nổi bật.
Vương cung thánh đường Thánh Giá (Santa Croce) – nhà thờ dòng Phan Sinh lớn nhất thế giới và là một trong những thành tựu vĩ đại nhất của kiến trúc Gothic ở Ý hài hòa cùng kiến trúc Phục Hưng với Nhà nguyện Pazzi của Brunelleschi; đây là nơi chôn cất người nổi tiếng nó đã trở thành "Ngôi đền các vĩ nhân Ý vinh quang" (tiếng Ý: Tempio dell'Itale Glorie, tiếng Anh: Temple of the Italian Glories), là "đền thờ" của những danh nhân vĩ đại như Michelangelo, Galileo Galilei, Niccolò Machiavelli, Luigi Cherubini, Gioachino Rossini, Ugo Foscolo, Guglielmo Marconi, Enrico Fermi và nhiều người khác.
Quần thể nhà thờ Thánh Lôrensô (San Lorenzo) là nhà thờ của gia tộc Medic với dãy Nhà nguyện Medici nổi tiếng (Cappelle Medicee). Từ những thành tựu vang danh đầu tiên của triều đại cho đến khi tuyệt tự, Nhà Medici đã không ngừng tô điểm San Lorenzo bằng những kiệt tác của các kiến trúc sư, họa sĩ và nhà điêu khắc giỏi nhất thành Firenze (bao gồm Filippo Brunelleschi, Donatello và Michelangelo Buonarroti); một phần của Nhà nguyện Principi trong quần thể này là nơi chôn cất của hầu hết các thành viên trong gia tộc.
Vương cung thánh đường Đức Bà Tân Hoa (Santa Maria Novella) là một trong những nhà thờ tu viện quan trọng nhất trong thành phố và nằm trên quảng trường cùng tên và bên cạnh nhà ga trung tâm; nơi đây lưu giữ các tác phẩm nghệ thuật vô giá, chẳng hạn như các bức bích họa của Masaccio, Paolo Uccello, Domenico Ghirlandaio và Filippino Lippi; phần trên của mặt tiền và cổng là kiệt tác kiến trúc Phục Hưng của sự hài hòa và duy lý do Leone Battista Alberti tạo nên.

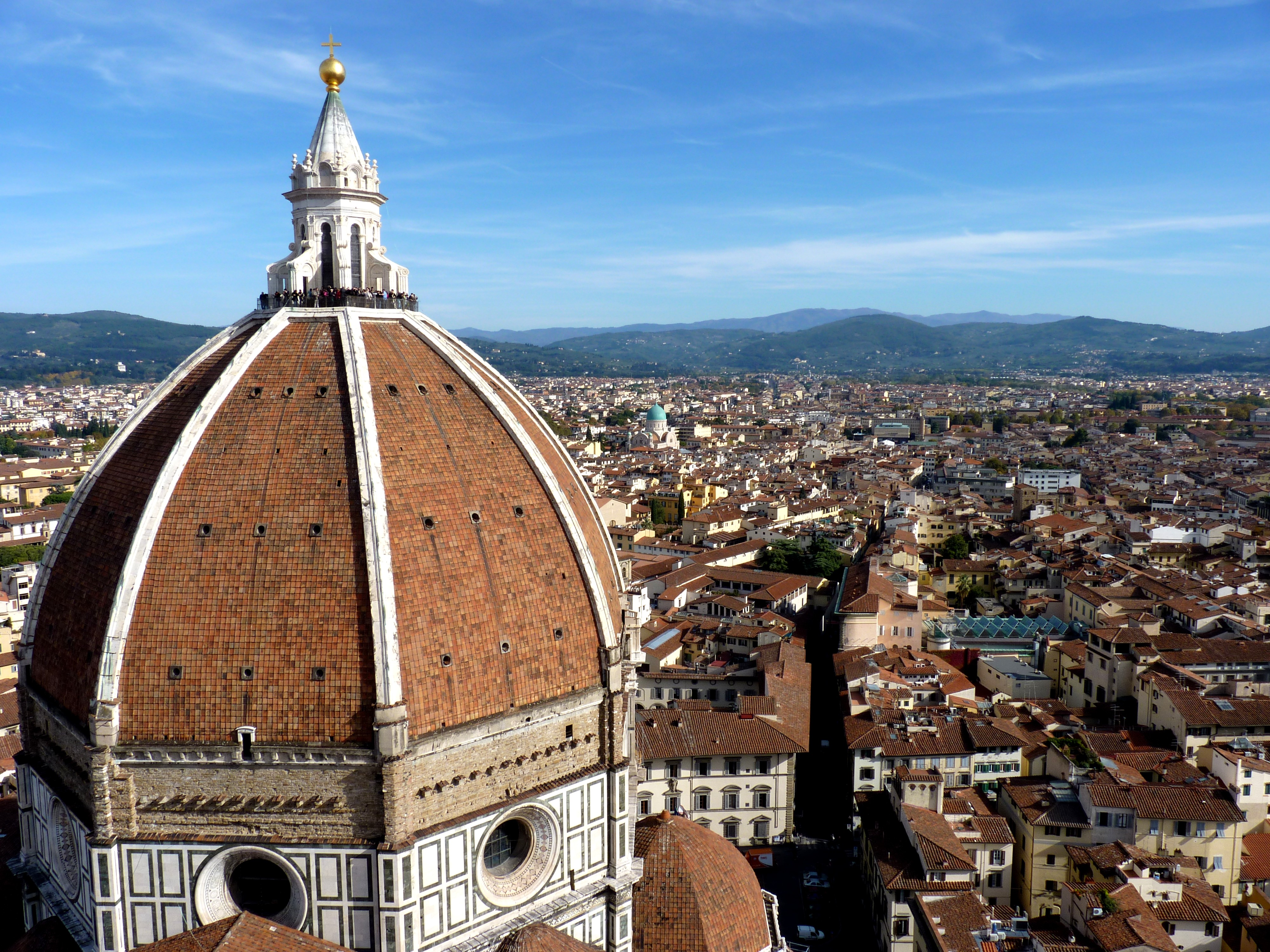
Kỷ lục mái vòm bằng gạch và vữa lớn nhất thế giới
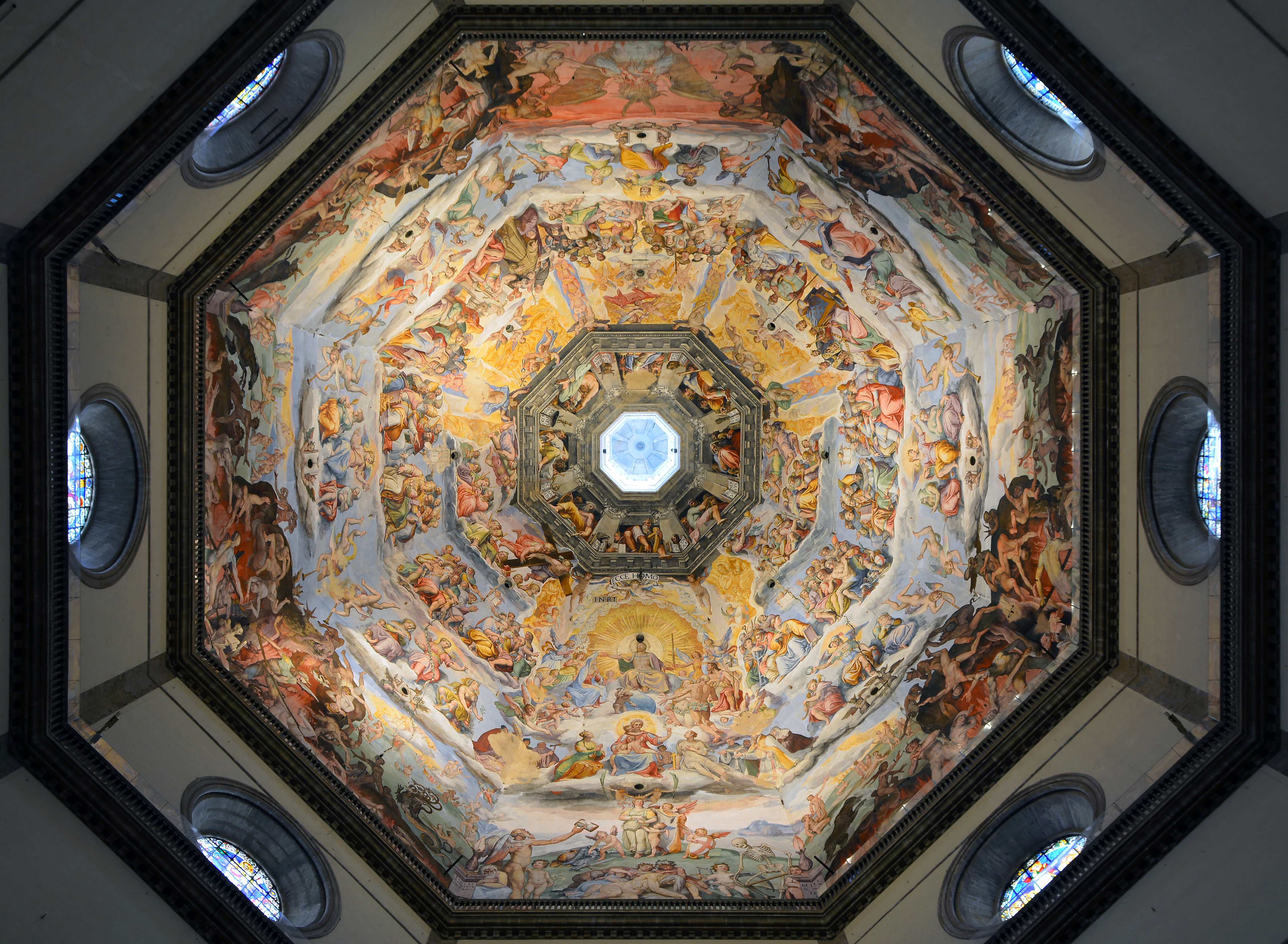
Vòng bích họa lớn nhất thế giới bên trong mái vòm Brunelleschi
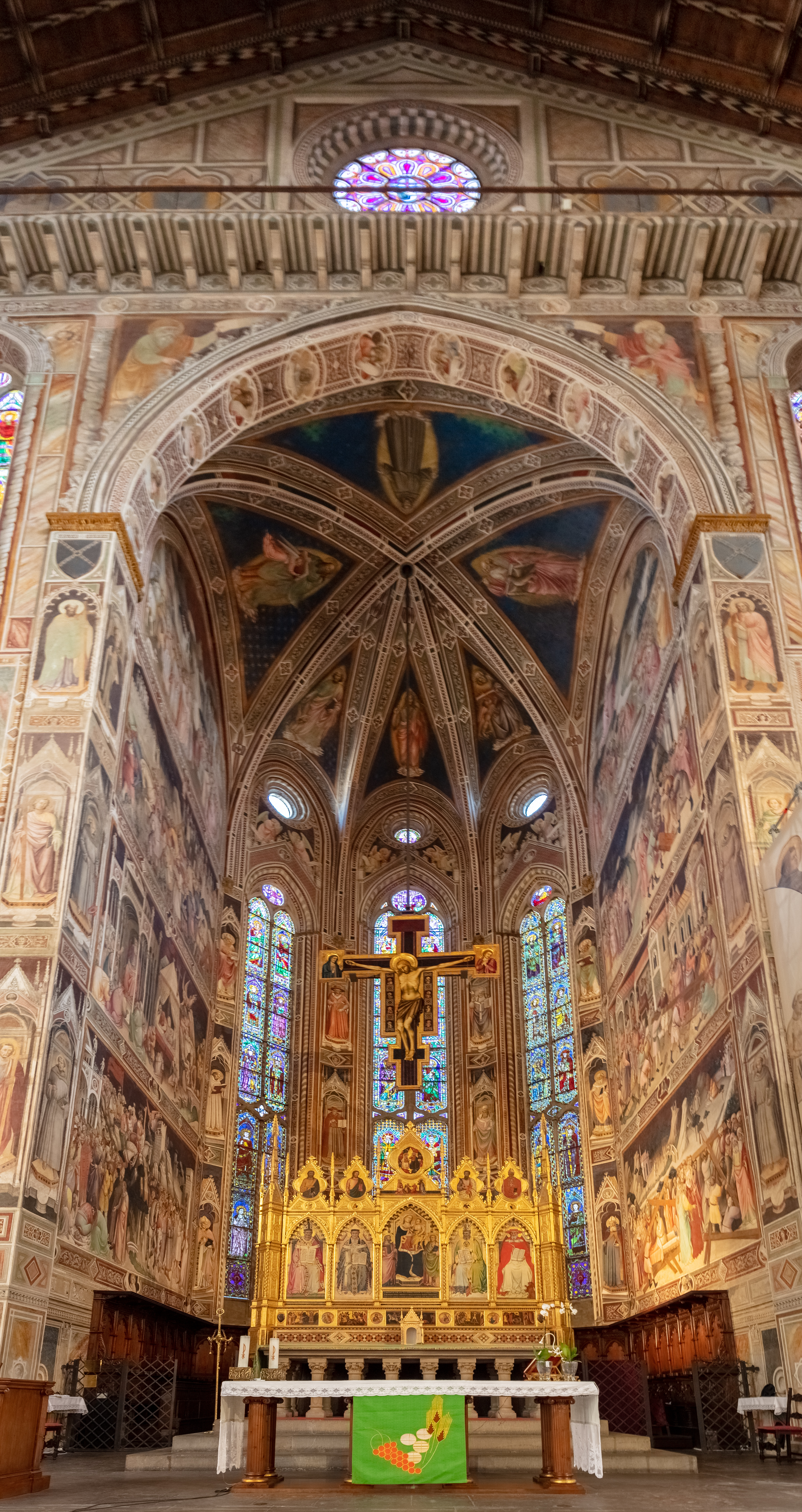
Bên trong Santa Croce
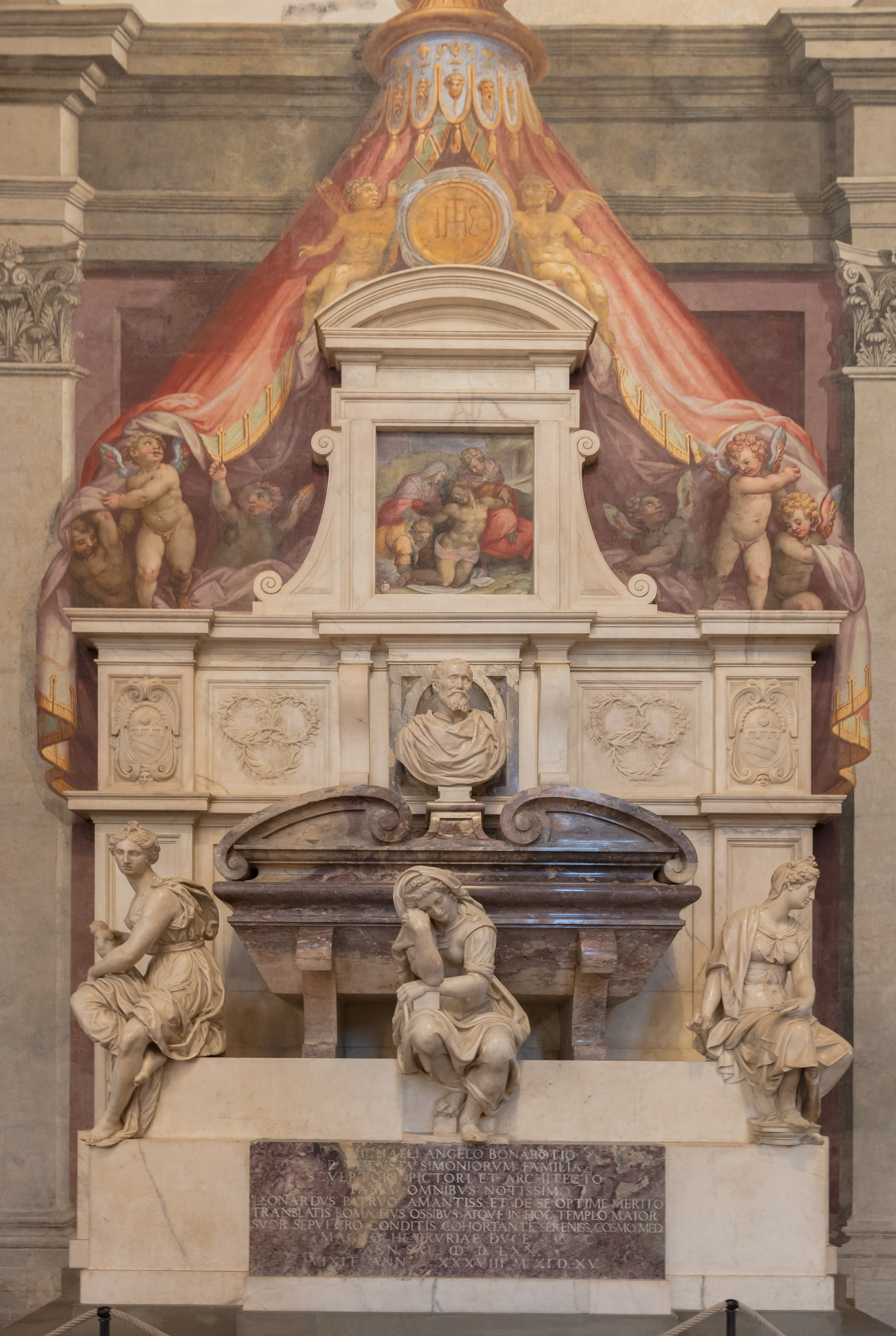
Mộ Michelangelo
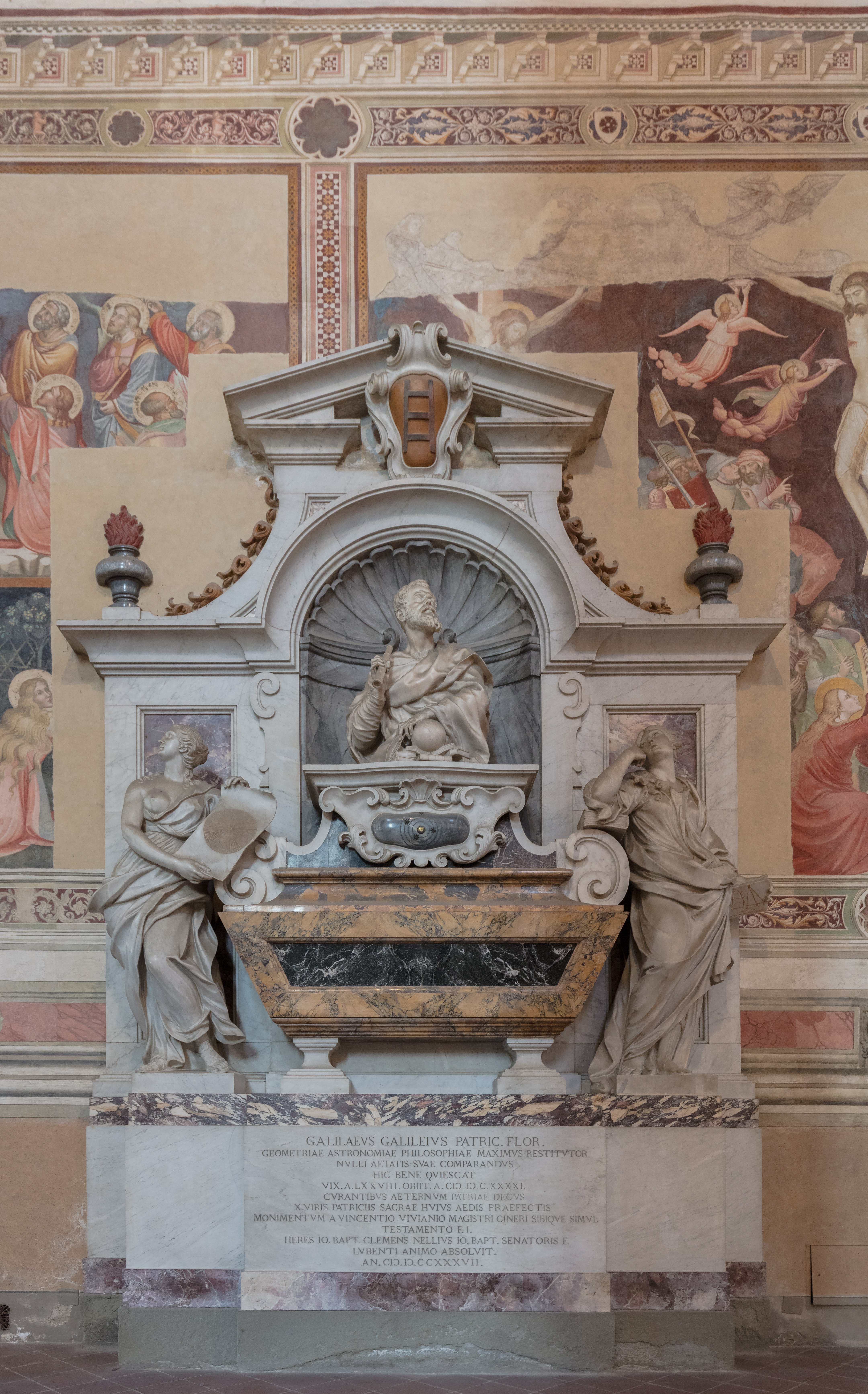
Mộ Galileo

Vô số các công trình nhà thờ nổi tiếng khác tại Firenze cùng những kiệt tác nghệ thuật có thể kể đến như nhà thờ Toàn Thánh (Ognissanti) – một trong những ví dụ đầu tiên của kiến trúc Baroque tại thành phố; Đức Mẹ núi Camêlô (Santa Maria del Carmine) nơi tọa lạc nhà nguyện Cappella dei Brancacci chứa những bức bích họa Phục Hưng nổi bật của Masaccio và Masolino da Panicale và về sau được hoàn thiện bởi Filippino Lippi; nhà thờ Tin Mừng Cực Thánh (Santissima Annunziata), nhà thờ Ba Ngôi Hiển Thánh (Santa Trinita); San Marco; Santa Felicita; Badia Fiorentina; San Gaetano; San Miniato al Monte; Tu viện Firenze (Certosa di Firenze), vân vân.

### Đền đài, cung điện và dinh thự

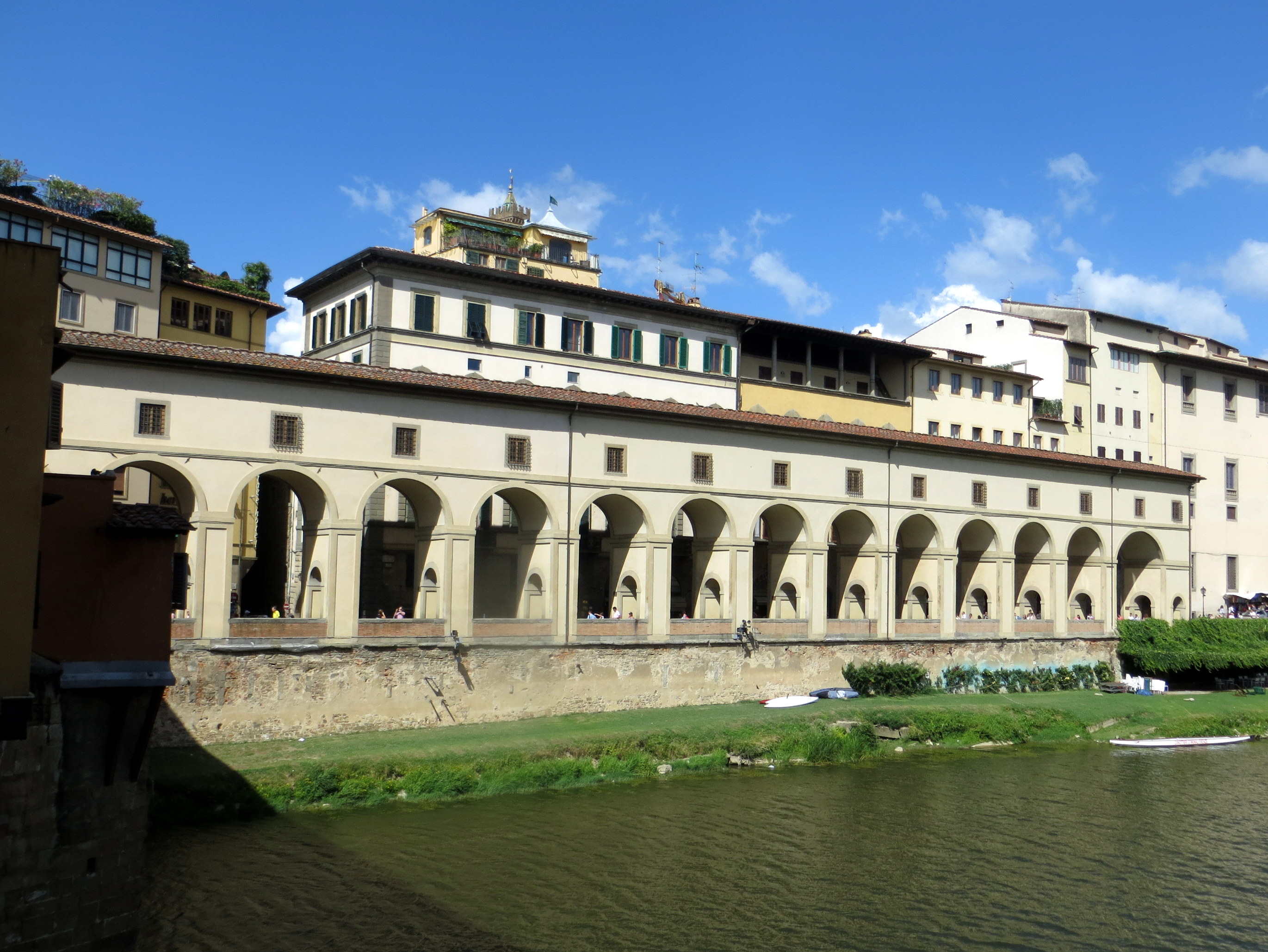
Dãy Hành lang Vasari (Corridoio Vasariano) nhìn từ Ponte Vecchio.

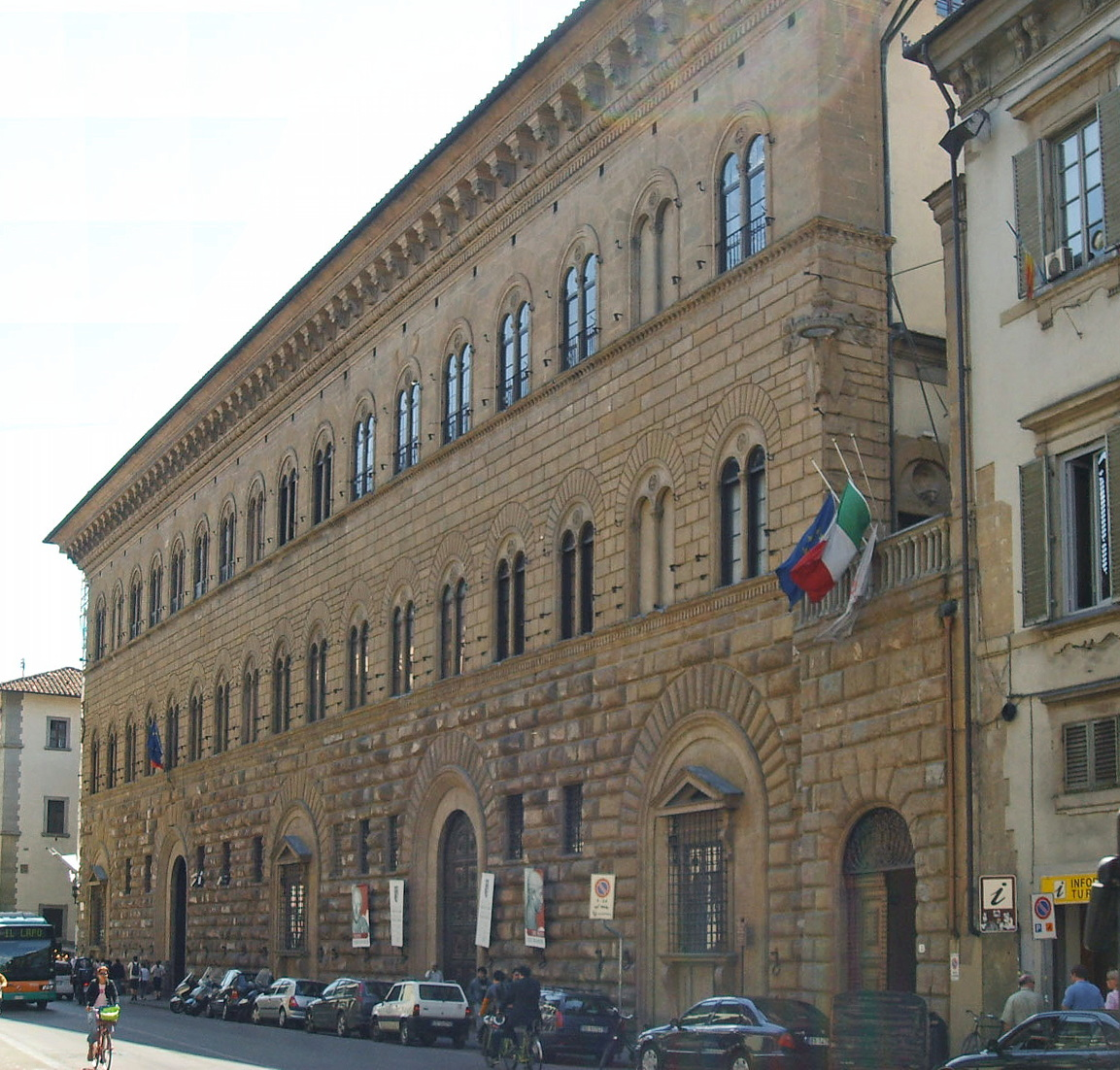
Palazzo Medici

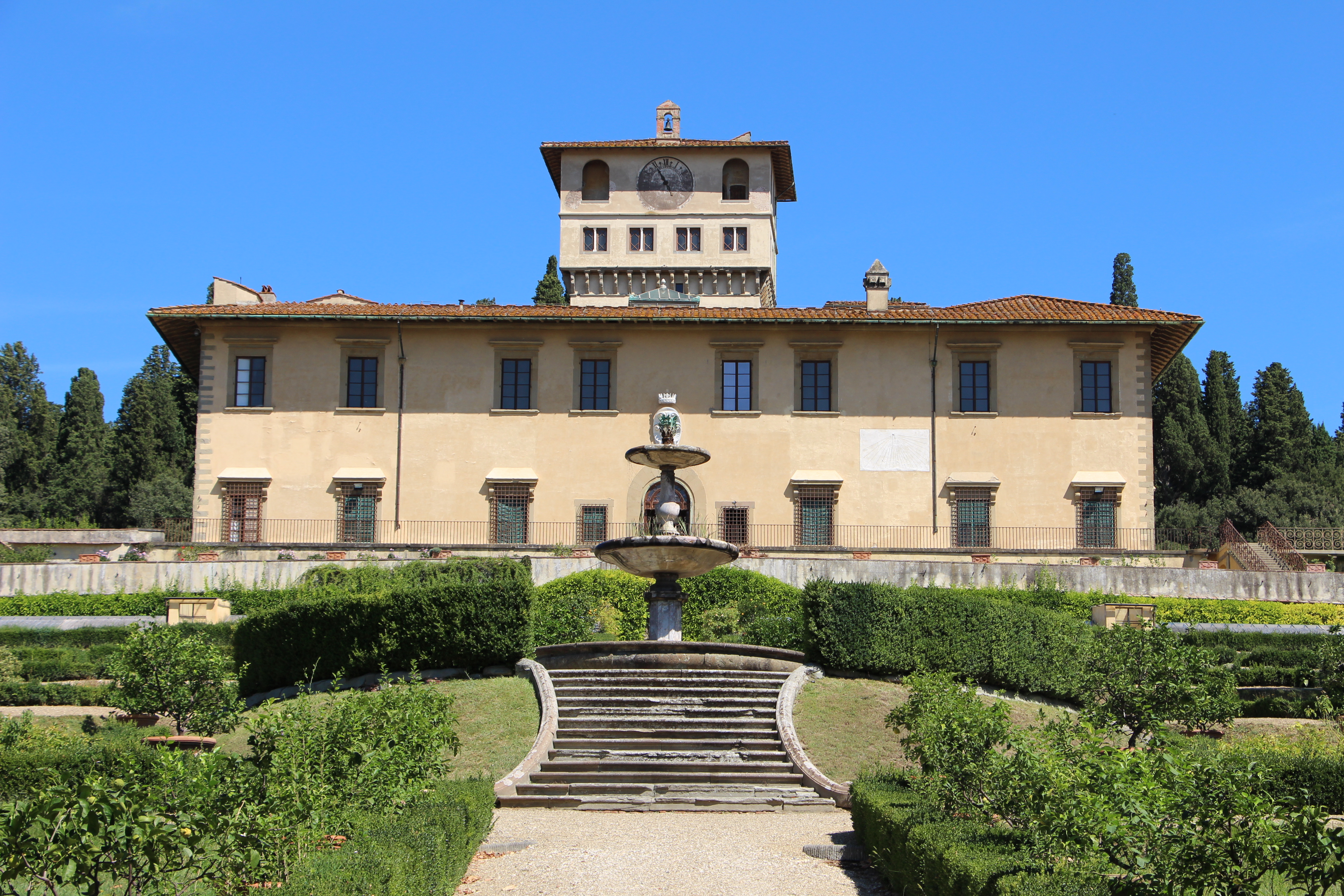
Villa La Petraia – một trong những biệt thự Nhà Medici.

Firenze có nhiều cung điện và các tòa nhà từ các thời đại khác nhau. Palazzo Vecchio (Cung điện Cũ) là tòa thị chính của thành phố đồng thời cũng là một bảo tàng nghệ thuật. Cung điện–pháo đài có mái vòm theo phong cách La Mã đồ sộ này nhìn ra Quảng trường trung tâm Signoria với bản sao bức tượng David của Michelangelo cũng như sảnh trưng bày các bức tượng điêu khắc (Loggia dei Lanzi) liền kề. Ban đầu được gọi là Cung điện Signoria, theo tên của cơ quan cầm quyền của Cộng hòa Firenze, và cũng mang một số tên khác như Điện Nhân Dân (Palazzo del Popolo), Điện Giáo Trưởng (Palazzo dei Priori) và Điện Công Tước (Palazzo Ducale), tương ứng với các công năng của cung điện trong từng giai đoạn lịch sử của nó. Tòa nhà có tên như hiện tại là do Công tước Medici chuyển đến cung điện mới hơn là Palazzo Pitti ở phía bên kia của dòng sông Arno. Palazzo Vecchio được liên kết với Uffizi và Palazzo Pitti thông qua dãy Hành lang Vasari và Ponte Vecchio.
Cung điện Medici tên đầy đủ là Palazzo Medici Riccardi, do Michelozzo di Bartolomeo thiết kế cho Cosimo de' Medici, là một công trình lớn khác và được xây dựng từ năm 1445 đến 1460. Nó là tòa nhà nổi tiếng xây bằng đá bao gồm gạch mộc và gỗ tần bì. Ngày nay, nó là trụ sở chính của Thành phố đô thị Firenze và là nơi chứa các bảo tàng và cũng như Thư viện Riccardiana. Cung điện Strozzi là một ví dụ về kiến trúc dân dụng mộc mạc bằng đá lấy cảm hứng từ Cung điện Medici, nhưng với tỷ lệ hài hòa hơn. Ngày nay, cung điện được sử dụng cho các cuộc triển lãm quốc tế như triển lãm đồ cổ hàng năm (được thành lập với tên Biennale dell'Antiquariato năm 1959), trình diễn thời trang và các sự kiện văn hóa nghệ thuật khác. Đây cũng là trụ sở của Viện quốc gia về Phục Hưng (Istituto Nazionale del Rinascimento) và thư viện Gabinetto Vieusseux nổi tiếng.
Các cung điện đáng chú ý khác bao gồm Palazzo Rucellai, được thiết kế bởi Leone Battista Alberti trong khoảng thời gian từ 1446 đến 1451 và một phần do Bernardo Rossellino; Palazzo Davanzati, nơi có bảo tàng nhà cổ Firenze; Cung điện Bảo hiểm Generali (Palazzo delle Assicurazioni Generali), được thiết kế theo phong cách Tân Phục Hưng vào năm 1871; Palazzo Spini Feroni ở Quảng trường Ba Ngôi Hiển Thánh Santa Trinita là một cung điện lịch sử thuộc tư nhân có từ thế kỷ 13, và là sở hữu của nhà thiết kế giày Salvatore Ferragamo từ những năm 1920; cũng như nhiều công trình khác, bao gồm Palazzo Borghese, Palazzo di Bianca Cappello, Palazzo Antinori, và tòa nhà Hoàng gia Santa Maria Novella.
Trên những ngọn đồi và vùng ngoại ô xung quanh Firenze có một số dinh thự và khu vườn lịch sử của Nhà Medici và được UNESCO công nhận là di sản thế giới. Chúng là những biệt thự nằm trong khu vực đô thị của Firenze, một số thường xuyên mở cửa cho công chúng tham quan trong khi những biệt thự khác thuộc sở hữu tư nhân.

### Bảo tàng và phòng trưng bày

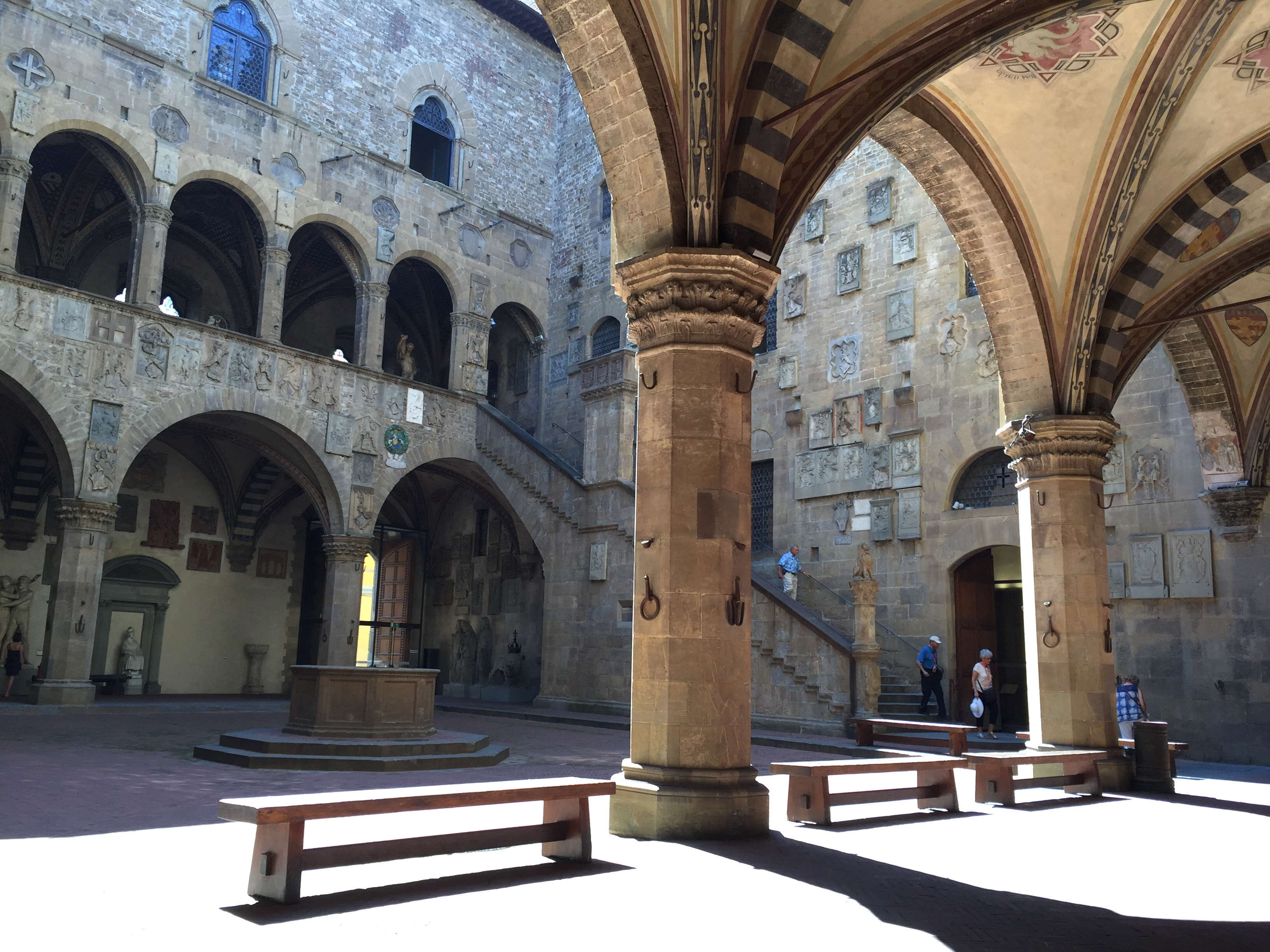
Cung điện Bảo tàng quốc gia Bargello.

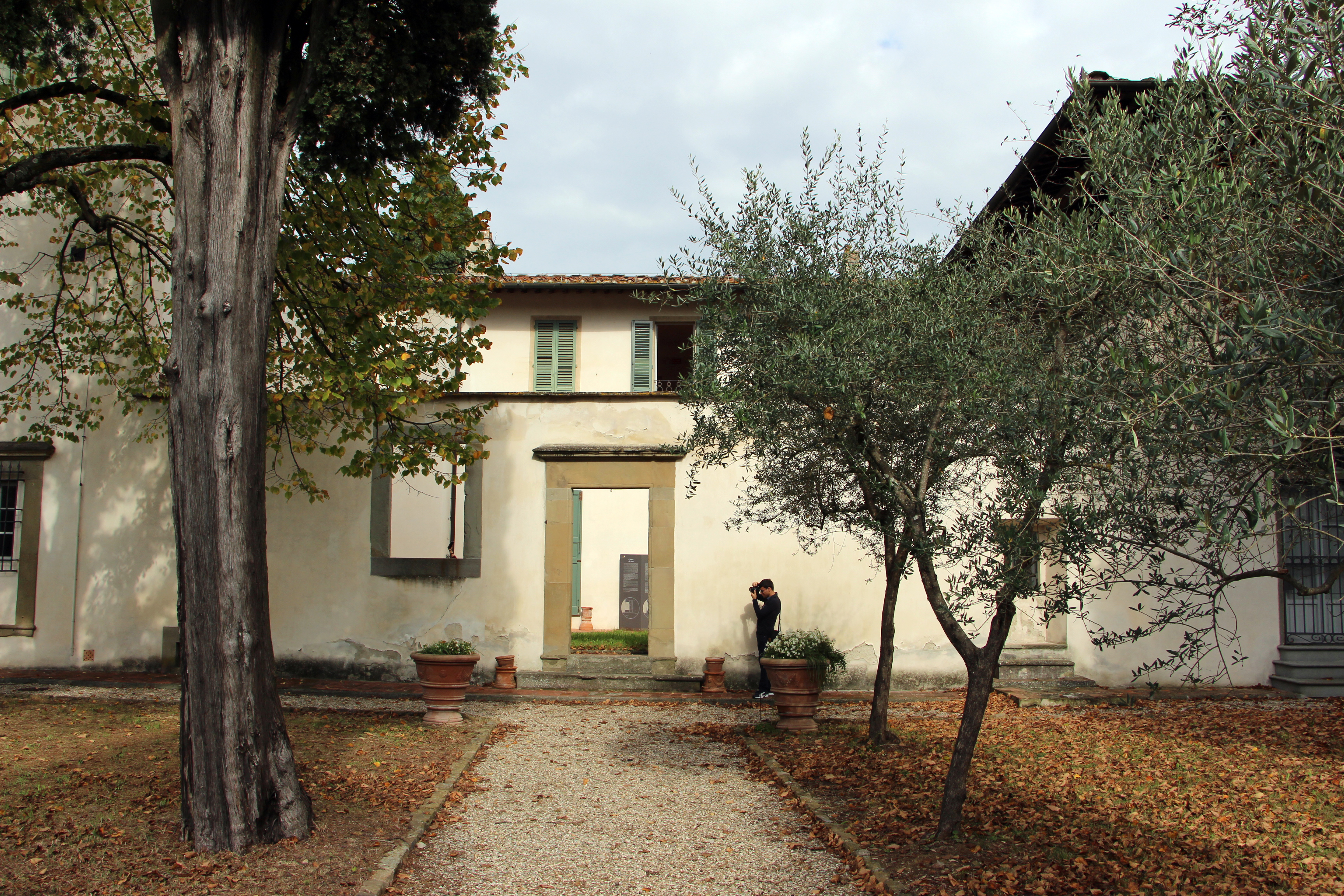
Villa Il Gioiello – căn nhà của Galileo Galilei, nơi nhà bác học thiên tài bị giam lỏng đến cuối đời – nay là một bảo tàng.

Firenze có nhiều viện bảo tàng và phòng trưng bày nghệ thuật, nơi trưng bày một số tác phẩm nghệ thuật quan trọng nhất của thế giới. Thành phố này là một trong những trung tâm nghệ thuật và kiến trúc Phục Hưng được bảo tồn tốt nhất trên thế giới và có mức độ tập trung rất cao về nghệ thuật, kiến trúc và văn hóa. Trong danh sách xếp hạng 15 bảo tàng nghệ thuật Ý được ghé thăm nhiều nhất, 1/3 trong số đó có sự góp mặt của các bảo tàng tại Firenze. Uffizi là bảo tàng nghệ thuật thời kỳ Phục Hưng danh giá nhất của nước Ý, đồng thời là bảo tàng nghệ thuật được viếng thăm nhiều nhất tại quốc gia này. Nơi đây bao gồm bộ sưu tập đồ sộ về nghệ thuật Firenze lẫn quốc tế. Phòng trưng bày được khớp nối trong nhiều hội trường, được phân loại theo các trường phái và thứ tự thời gian. Ra đời từ các bộ sưu tập nghệ thuật của gia tộc Medici tích lũy qua nhiều thế kỷ, Uffizi lưu giữ các tác phẩm nghệ thuật của nhiều nghệ sĩ vĩ đại như Giotto, Leonardo da Vinci, Michelangelo, Raffaello, Tiziano, Caravaggio, và nhiều họa sĩ nổi tiếng khác. Hành lang Vasari là một phòng trưng bày khác, là chuỗi phòng đi bộ treo có hành trình dài 1 km được xây dựng nối Palazzo Vecchio tới Cung điện Pitti đi ngang qua Uffizi và băng qua cầu Ponte Vecchio.
Nhà triển lãm Học viện Galleria dell'Accademia lưu giữ bộ sưu tập của Michelangelo, bao gồm cả bức tượng gốc David. Đây là bảo tàng nghệ thuật được viếng thăm nhiều thứ hai của Ý chỉ sau Uffizi. Các bảo tàng và phòng trưng bày khác bao gồm Bargello, nơi tập trung các tác phẩm điêu khắc của các nghệ sĩ bao gồm Donatello, Giambologna và Michelangelo.; Bảo tàng Khảo cổ Quốc gia lưu giữ các vật phẩm bao gồm các đồ tạo tác của Ai Cập cổ đại, Etrusca và La Mã.
Cung điện Pitti chứa một phần bộ sưu tập tư nhân trước đây của gia tộc Medici. Ngoài bộ sưu tập Medici, các phòng trưng bày của cung điện còn chứa nhiều tác phẩm thời Phục Hưng, bao gồm một số tác phẩm của Raffaello và Tiziano, các bộ sưu tập lớn về trang phục, xe ngựa nghi lễ, đồ bạc, đồ sứ và một phòng trưng bày nghệ thuật hiện đại có niên đại từ thế kỷ 18. Hậu viên của cung điện là Vườn Boboli, được thiết kế cảnh quan công phu và có nhiều tác phẩm điêu khắc.

### Tường thành và cổng thành

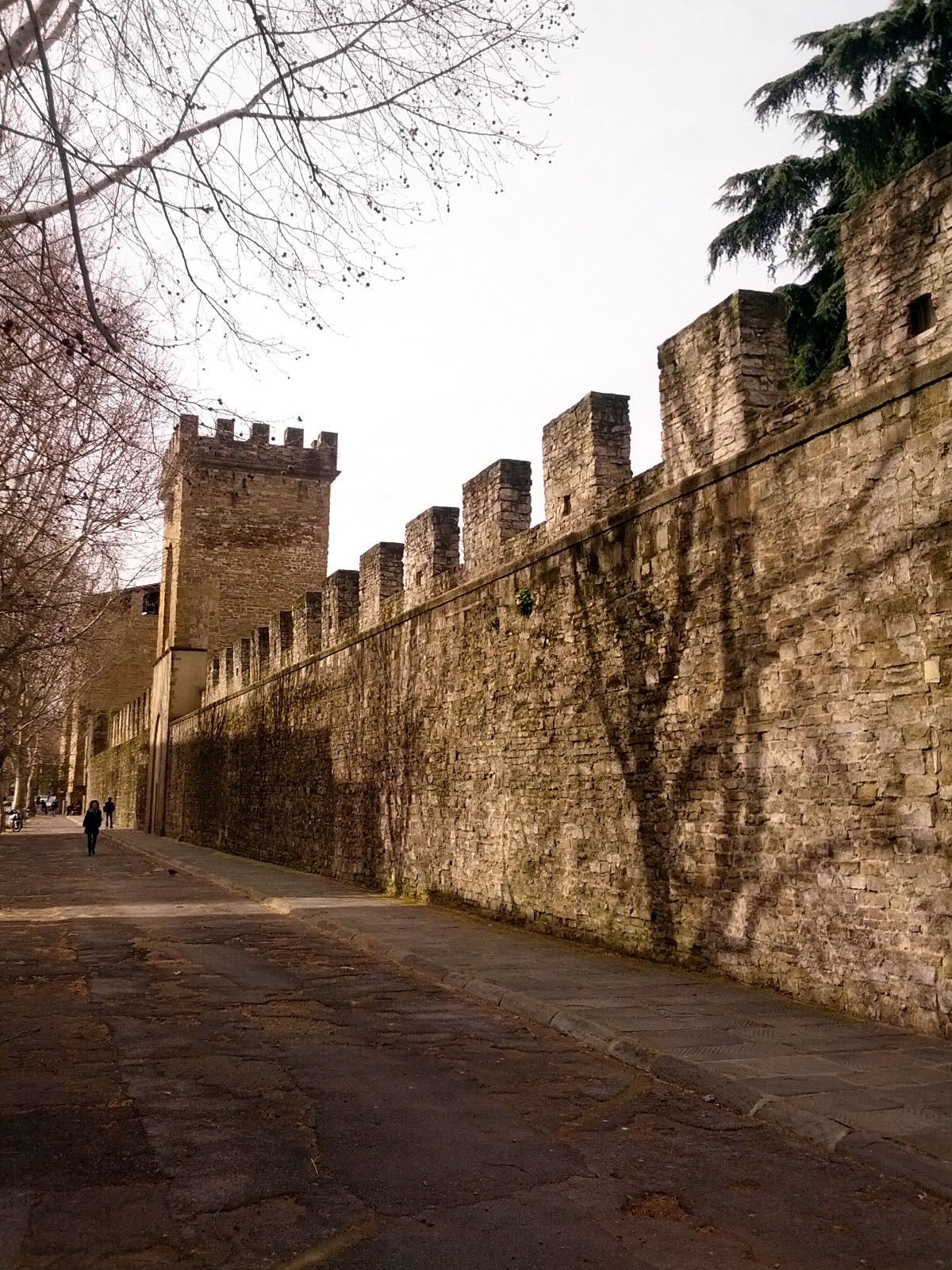
Một đoạn tường thành Firenze.

Tường thành Firenze là tuyến phòng thủ cổ xưa vây quanh địa giới thành phố. Nó được tạo ra cùng với chính bản thân thành phố và đã có tới sáu bố cục thay đổi khác nhau, phiên bản cuối cùng có từ giữa thế kỷ 14 cho đến nay. Những bức tường thành La Mã đầu tiên bao bọc Florentia cổ đại tồn tại suốt gần một thiên niên kỷ, sau đó những bức tường thành mới nối tiếp nhau mở rộng với khoảng thời gian ngày càng ngắn hơn, chứng kiến sự tăng trưởng dân số theo cấp số nhân của Firenze trong sự bùng nổ toàn diện về kinh tế và xã hội. Từ vòng tường thành Caroling (870), nó tiếp tục được mở rộng dưới thời của Matilda xứ Toscana sau hai thế kỷ (1078), rồi chỉ sau một thế kỷ, tường thành thành bang thứ nhất năm 1172 và chỉ sau hơn một trăm năm, tường thành thành bang thứ hai vào năm 1284. Gắn liền phức hợp với hệ thống tường thành là các cổng thành và các tòa tháp quân sự.
Tường thành Firenze ở phần phía bắc sông Arno đã bị phá bỏ trong thế kỷ 19 để tạo ra tuyến đại lộ Circonvallazione phục vụ giao thông hiện đại, chỉ còn lại các cổng thành chính, trong khi phần tường thành phía nam bờ sông chẳng hạn như trong khu vực phường Oltrarno vẫn còn nhìn thấy được và bảo quản tốt.

### Quảng trường, đường phố và không gian xanh

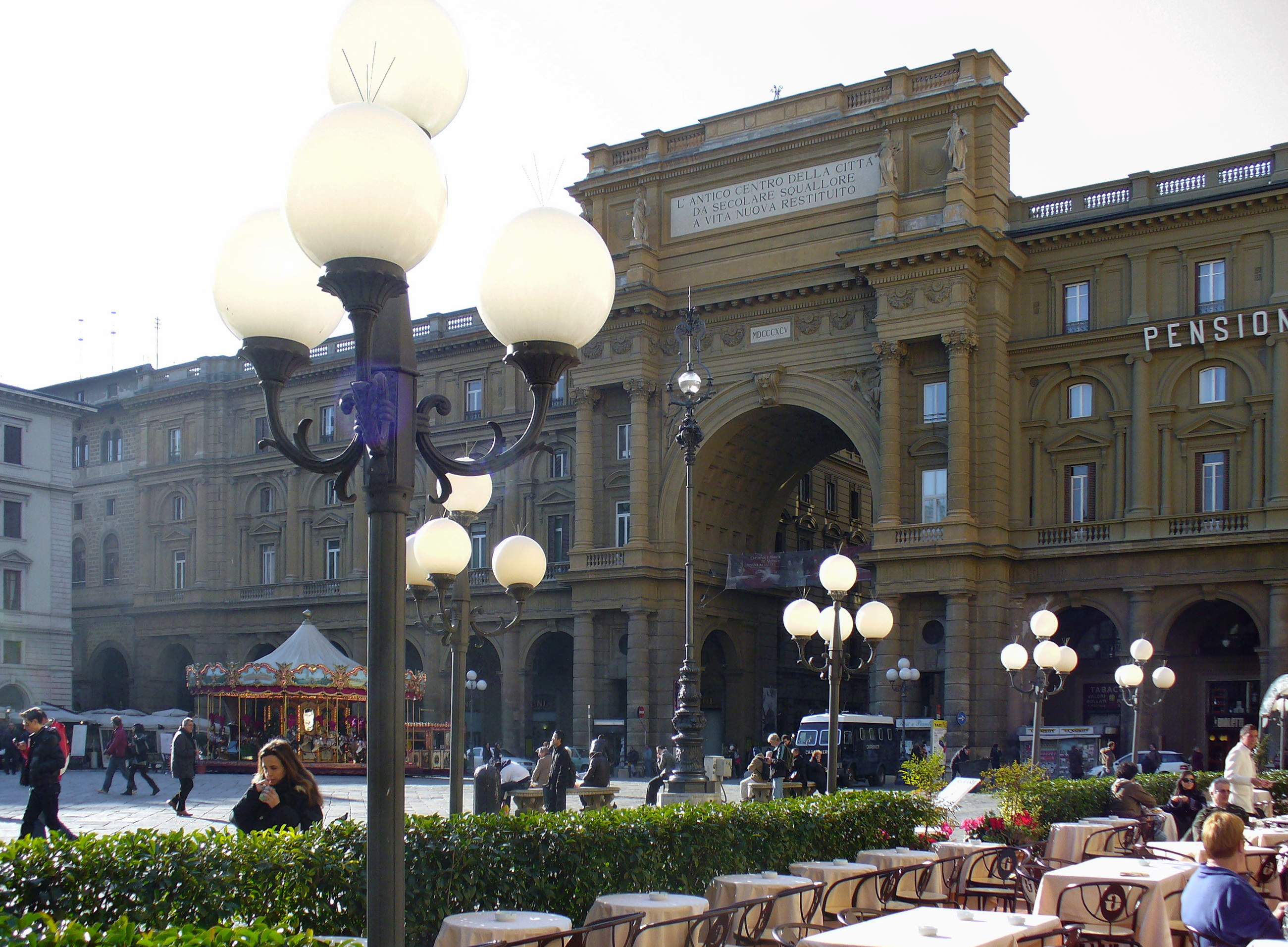
Quảng trường Cộng Hòa, Firenze.

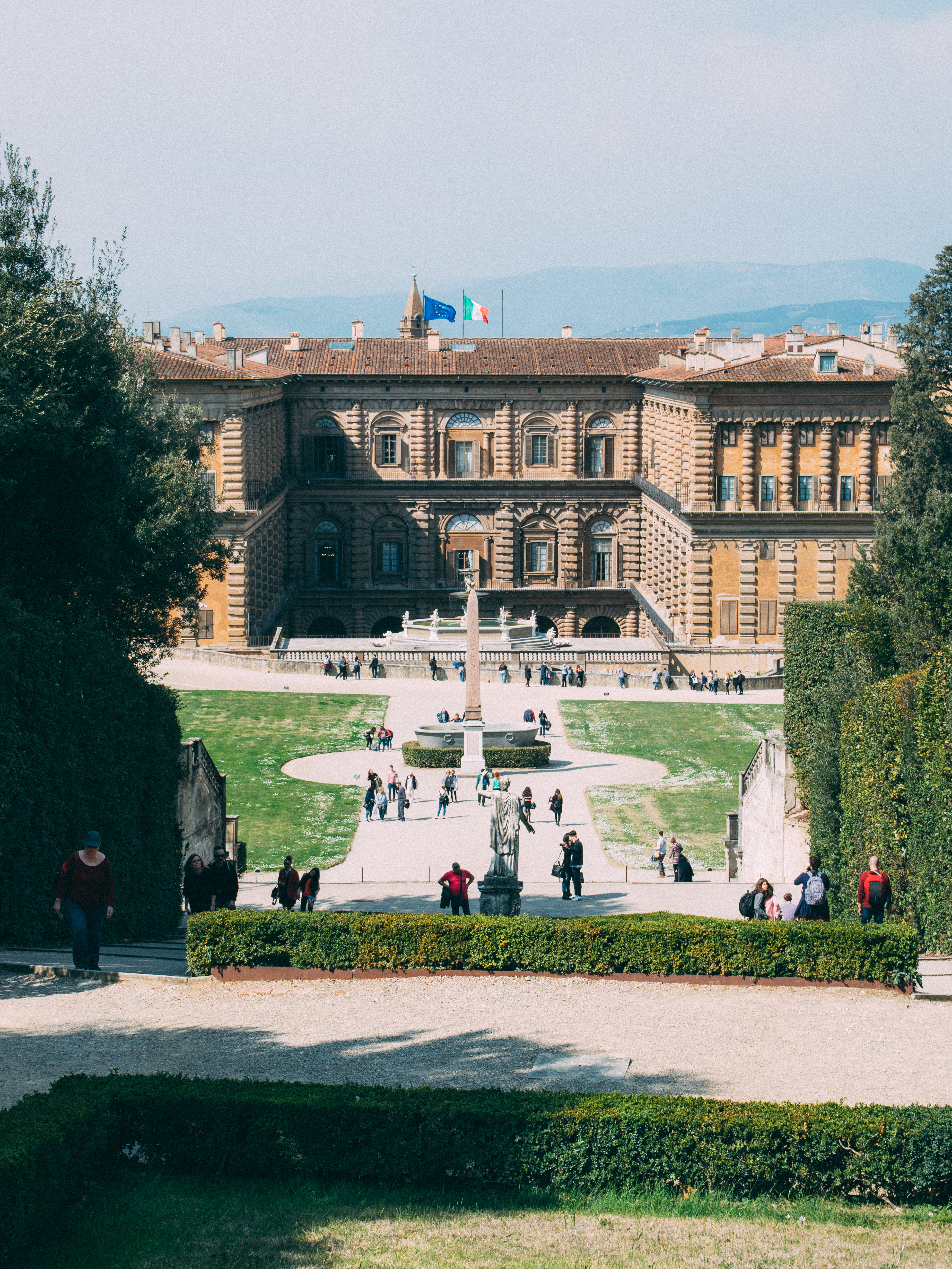
Cung điện Pitti nhìn từ mặt sau và hậu viên của nó, Vườn Boboli.

Không gian đô thị Firenze có nhiều quảng trường lớn (piazze). Quảng trường Cộng Hòa (Piazza della Repubblica) là một quảng trường ở trung tâm thành phố, nơi tọa lạc của các quán cà phê văn hóa và cung điện tư nhân. Trong số các quán cà phê của quảng trường (như Caffè Gilli, Paszkowski hay Hard Rock Cafè), quán cà phê Giubbe Rosse từ lâu đã là nơi gặp gỡ của các nghệ sĩ và nhà văn, đặc biệt là những người theo chủ nghĩa vị lai. Quảng trường Thánh Giá (Piazza Santa Croce) là một quảng trường nổi tiếng khác và là nơi tọa lạc của Vương cung thánh đường Thánh Giá – ngôi đền của những vĩ nhân kiệt xuất lịch sử Ý, đây là một quảng trường hình chữ nhật ở trung tâm thành phố, nơi diễn ra giải môn thể thao Calcio Fiorentino hàng năm. Các quảng trường nổi tiếng khác bao gồm Piazza Santa Trinita, Piazza San Marco, Piazza Santa Maria Novella, Piazza Beccaria và Piazza della Libertà. Đặc biệt Đại quảng trường Michelangelo (Piazzale Michelangelo) tọa lạc trên địa thế ngọn đồi ngay phía Nam dòng sông Arno là một trong những địa điểm thu hút khách du lịch nổi tiếng nhất của Firenze, nơi nhìn ra toàn cảnh thơ mộng của thành phố. Ở giữa đại quảng trường còn có đặt một bản sao bức tượng đồng David của vị bậc thầy đại vĩ nhân Phục Hưng.
Len lỏi và kết nối bên trong bảo tàng sống Firenze chính là các đại lộ và những con phố lịch sử nổi tiếng. Chẳng hạn như Via Camillo Cavour, một trong những con đường chính của khu vực phía bắc trong thành cổ Firenze; Via Ghibellina, một ví dụ điển hình trong những con phố dài nhất ở trung tâm Firenze; Via dei Calzaiuoli, một trong những tuyến phố trung tâm nhất trong thành cổ nối Quảng trường Nhà thờ chính tòa (Piazza del Duomo) đến Quảng trường Tòa thị chính (Piazza della Signoria), uốn lượn song song với Phố Roma và Quảng trường Cộng Hòa; Via de' Tornabuoni, một con phố sang trọng ở trung tâm thành phố đặc trưng bởi sự hiện diện của các cửa hàng thời trang cao cấp; tuyến đại lộ sáu làn xe Viali di Circonvallazione bao quanh phần phía bắc của trung tâm lịch sử; một số đại lộ và tuyến phố nổi tiếng quan trọng khác ở Firenze có thể kể đến như Via Roma, Via degli Speziali, Via de' Cerretani, và Viale dei Colli.
Firenze còn được điểm xuyết bởi một số không gian xanh đô thị, và nổi tiếng nhất trong số đó là Vườn Boboli – hậu viên của Cung điện Pitti. Với diện tích 45 ha, đây là một trong những ví dụ tiêu biểu nhất về khu vườn lịch sử ở Ý. Vườn Boboli kết nối cung điện Palazzo Pitti với pháo dài Forte Belvedere, là một địa điểm nổi tiếng khác. Năm 2022, khu vườn chào đón gần 1,2 triệu du khách, nổi tiếng không chỉ vì giá trị lịch sử và danh lam thắng cảnh mà còn vì bộ sưu tập các tác phẩm điêu khắc, từ thời cổ đại La Mã đến thế kỷ 16 và 17. Nổi tiếng thứ hai là Công viên Cascine (Parco delle Cascine) với 160 ha, đây là công viên công cộng lớn nhất ở Firenze, được phân định tự nhiên bởi sông Arno, sông Mugnone và kênh Macinante. Nơi đây là một địa điểm thể thao công cộng rất nổi tiếng, với nhiều cơ sở thể thao bao gồm sân quần vợt, sân bóng đá, sân đua xe đạp, phòng tập bắn súng, trường bắn cung, chuồng ngựa, bể bơi và hai đường đua. Ngoài các câu lạc bộ và vũ trường, nơi đây còn có tượng đài của hoàng tử Ấn Độ Rajaram Chuttraputti, bức tượng đồng của Vua Vittorio Emanuele II trên lưng ngựa, Kim tự tháp Cascine, giảng đường và Trường Quân sự Hàng không Giulio Douhet. Một số công viên và không gian xanh nổi tiếng khác có thể kể đến là Vườn hoa hồng Firenze (Giardino delle Rose), Vườn Diên Vĩ (Giardino dell'Iris), Vườn Bardini (Giardino Bardini), vân vân.

## Nhân khẩu học
Năm 1200, Firenze là nơi sinh sống của 50.000 người. Đến năm 1300, dân số của thành phố là 120.000 người, với thêm 300.000 người sống ở các vùng phụ cận. Giữa năm 1500 và 1650 dân số là khoảng 70.000.
Tính đến ngày 31 tháng 12 năm 2021, dân số của thành phố là 360.841 người, trong khi Eurostat ước tính có 696.767 người sống ở khu vực đô thị của Firenze. Vùng đô thị Firenze, Prato và Pistoia, được thành lập vào năm 2000 trên diện tích khoảng 4.800 kilômét vuông (1.850 dặm vuông Anh), là nơi sinh sống của 1,5 triệu người. Tại Firenze, 46,8% dân số là nam giới vào năm 2007 và 53,2% là nữ giới. Người chưa thành niên (trẻ em từ 18 tuổi trở xuống) chiếm tổng cộng 14,10% dân số so với người về hưu chiếm 25,95%. Con số này so với mức trung bình của Ý là 18,06% (trẻ vị thành niên) và 19,94% (người trên tuổi hưu). Độ tuổi trung bình của cư dân Firenze là 49 so với tuổi trung bình của người Ý là 42. Trong 5 năm từ 2002 đến 2007, dân số Firenze tăng 3,22%, trong khi toàn nước Ý tăng 3,56%. Năm 2021, tỷ lệ sinh của Firenze là 6,4 ca sinh trên 1.000 dân so với mức trung bình của Ý là 6,8 ca sinh.
Giống như phần còn lại của Ý, hầu hết người dân ở Firenze theo Công giáo Rôma, với hơn 90% dân số thuộc Tổng giáo phận Firenze.

### Nhóm thiểu số và dân nhập cư
Từ nửa sau của thế kỷ 19 khi Firenze trở thành kinh đô lâm thời của Ý khi đó, đã xuất hiện cộng đồng người Anh tại thành phố, và vẫn hiện diện tích cực cho đến ngày nay.
Theo dữ liệu của ISTAT vào ngày 31 tháng 12 năm 2019, khoảng 84,3% cư dân của Firenze là công dân Ý. Dân số ngoại quốc thường trú lên tới 59 567 người, chiếm 15,7% dân số. Nhóm người nhập cư lớn nhất đến từ các nước châu Âu khác (chủ yếu là người Romania và người Albania) chiếm 3,52%, Đông Á (chủ yếu là người Trung Quốc và người Philippines) chiếm 2,17%, người đến từ cả hai lục địa châu Mỹ chiếm 1,41% và Bắc Phi (chủ yếu là người Maroc) chiếm tỷ lệ 0,9%.
| Nhóm người nước ngoài cư trú đông nhất tại Firenze năm 2018 (đơn vị: người) | Nhóm người nước ngoài cư trú đông nhất tại Firenze năm 2018 (đơn vị: người) | Nhóm người nước ngoài cư trú đông nhất tại Firenze năm 2018 (đơn vị: người) | Nhóm người nước ngoài cư trú đông nhất tại Firenze năm 2018 (đơn vị: người) |
| --------------------------------------------------------------------------- | --------------------------------------------------------------------------- | --------------------------------------------------------------------------- | --------------------------------------------------------------------------- |
| 1. Romania                                                                  | 8.461                                                                       | 7. Morocco                                                                  | 1.942                                                                       |
| 2. Trung Quốc                                                               | 6.409                                                                       | 8. Bangladesh                                                               | 1.801                                                                       |
| 3. Peru                                                                     | 5.910                                                                       | 9. Ukraina                                                                  | 1.418                                                                       |
| 4. Albania                                                                  | 5.108                                                                       | 10. Ấn Độ                                                                   | 1.175                                                                       |
| 5. Philippines                                                              | 4.939                                                                       | 11. Ai Cập                                                                  | 1.137                                                                       |
| 6. Sri Lanka                                                                | 2.541                                                                       | 12. Senegal                                                                 | 1.037                                                                       |

## Văn hóa

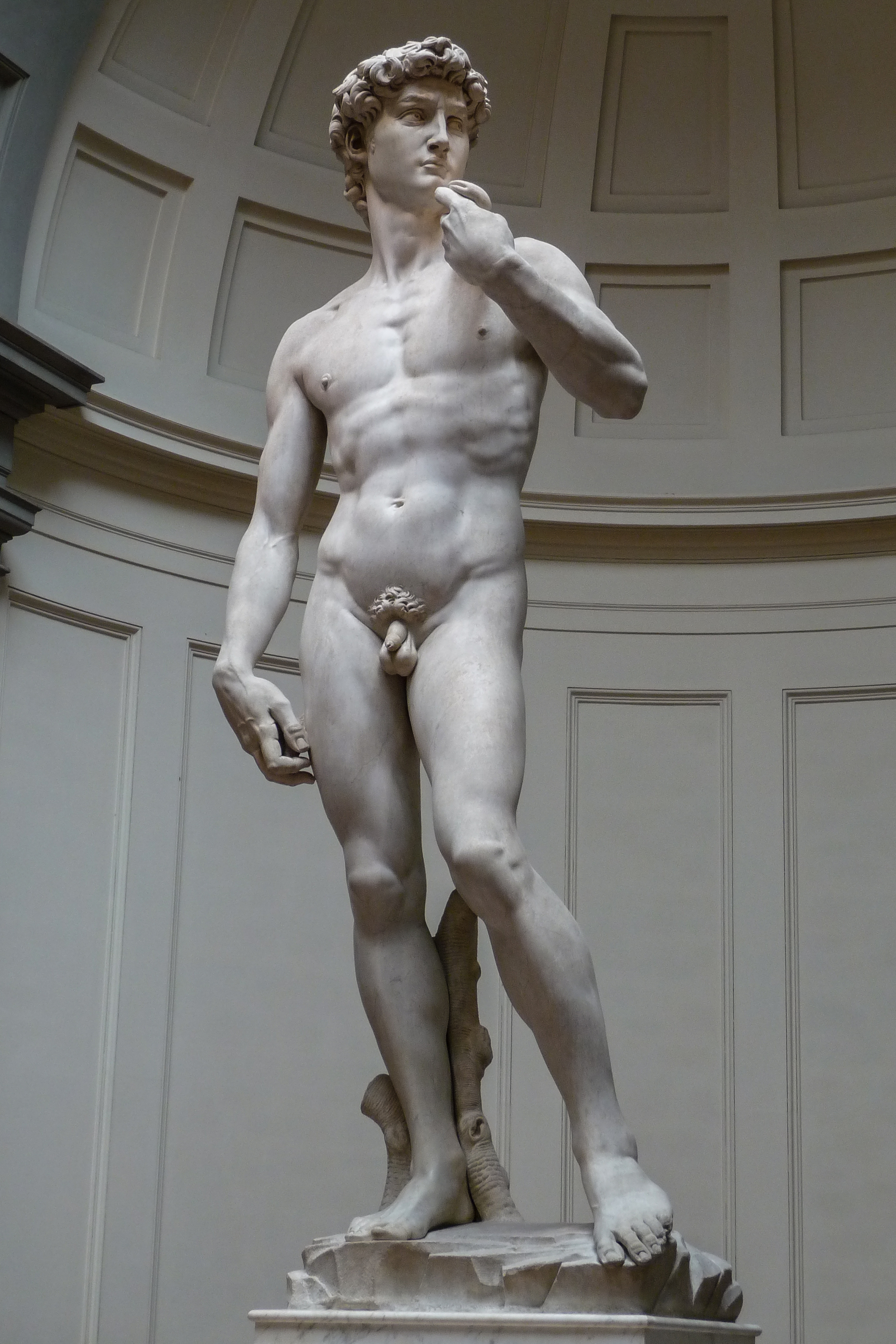
David của Michelangelo (với ánh mắt đang hướng về thủ đô Roma) – kiệt tác điêu khắc Phục Hưng nổi tiếng nhất thế giới, hiện nằm tại Nhà triển lãm Học viện Firenze.

### Nghệ thuật

Sự ra đời của thần Vệ nữ của Sandro Botticelli, Phòng trưng bày Uffizi.

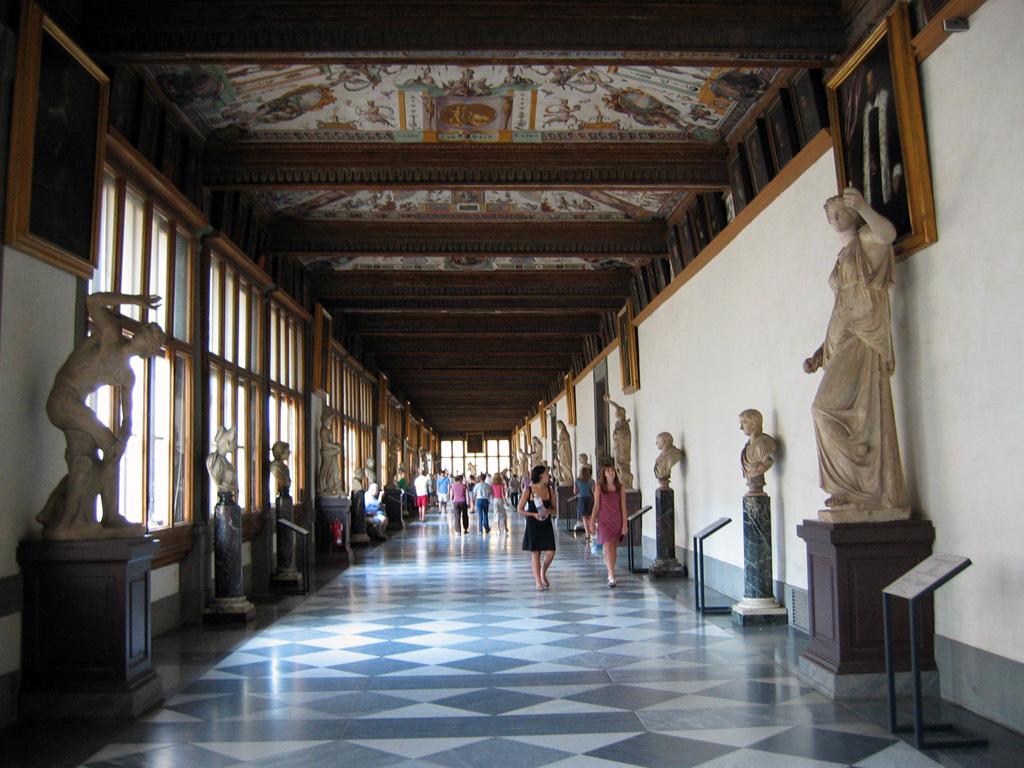
Uffizi – bảo tàng nghệ thuật Phục Hưng danh giá nhất nước Ý và nằm trong top những bảo tàng nghệ thuật được viếng thăm nhiều nhất thế giới.

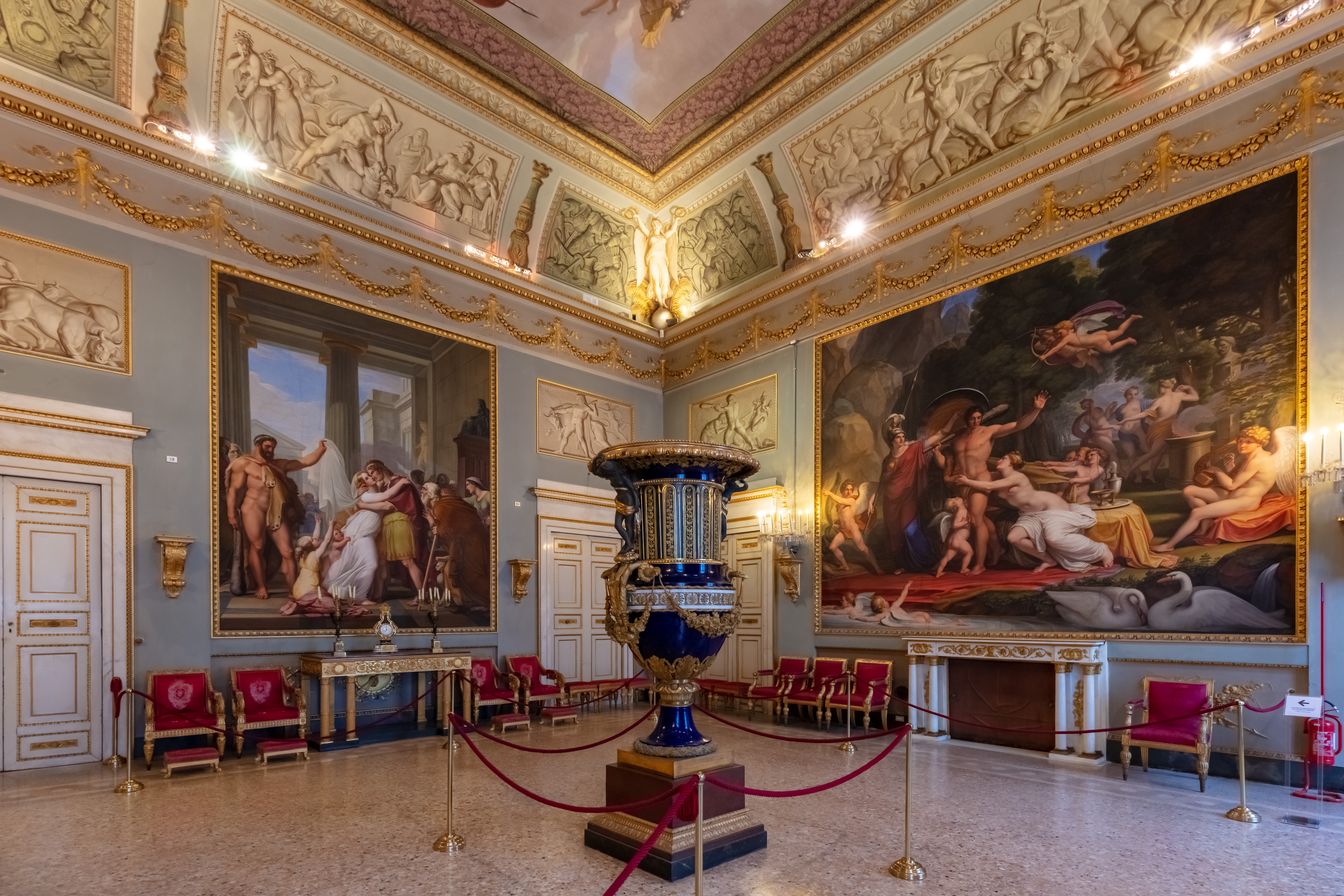
Cung điện Pitti hiện là khu phức hợp bảo tàng lớn nhất ở Firenze.

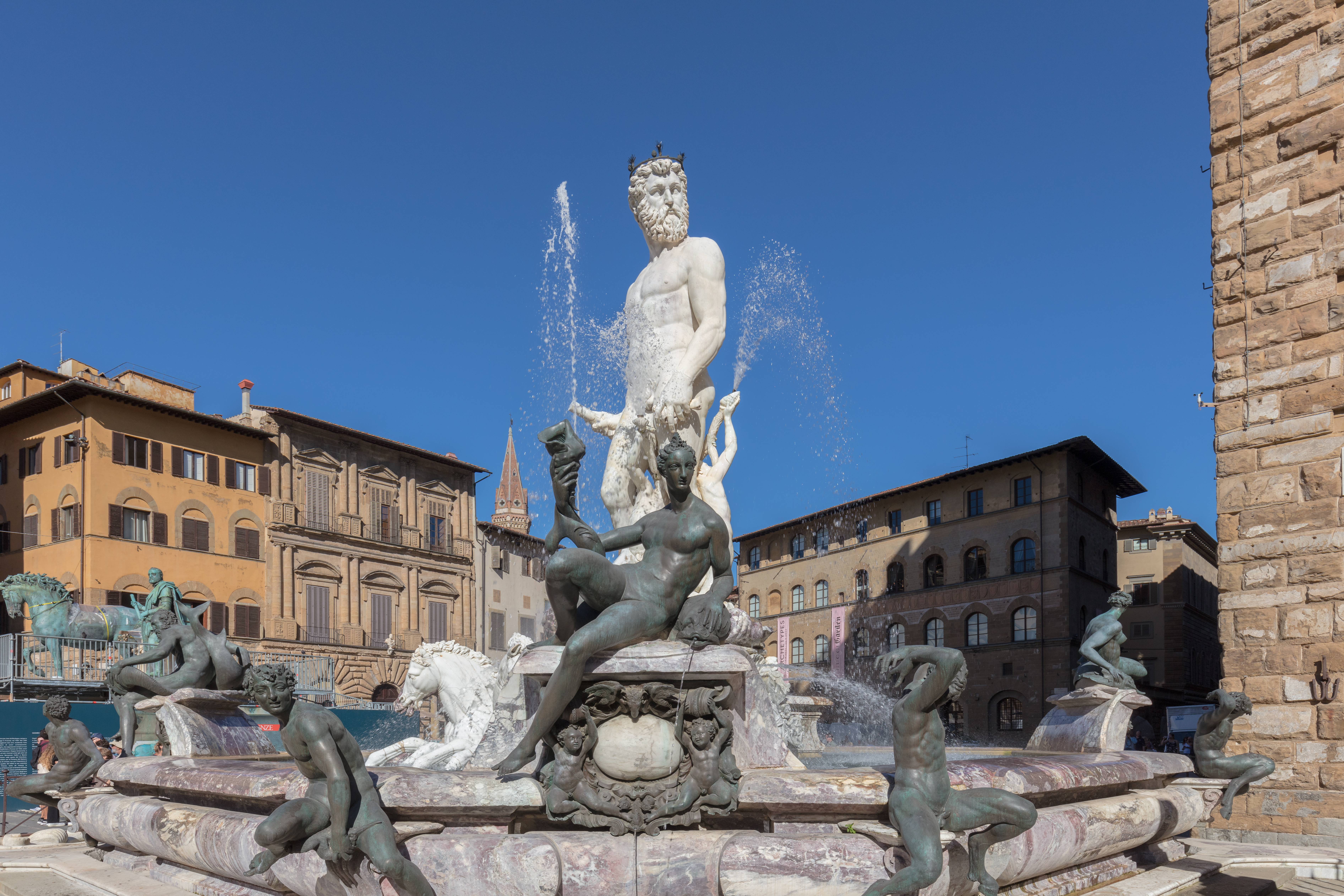
Đài phun nước Neptune với tượng Hải Vương Thần, kiệt tác điêu khắc cẩm thạch của Bartolomeo Ammannati tọa lạc ở điểm cuối của cầu dẫn nước La Mã cổ đại vẫn còn đang hoạt động.

Firenze là mái nhà sản sinh ra nghệ thuật Thượng Phục Hưng, kéo dài từ năm 1450 đến năm 1527. Trong khi nghệ thuật Trung Cổ tập trung cơ bản vào việc kể chuyện Kinh Thánh, thì nghệ thuật Phục Hưng lại tập trung vào chủ nghĩa tự nhiên và cảm xúc con người. Nghệ thuật thời Trung Cổ trừu tượng, theo khuôn khổ công thức và phần lớn được tạo ra bởi các giáo sĩ tu hành thì nghệ thuật thời Phục Hưng mang tính duy lý, toán học, tư tưởng cá nhân, bao gồm phối cảnh tuyến tính và đổ bóng (Chiaroscuro) và được tạo ra bởi các chuyên gia nghệ thuật như Leonardo da Vinci, Donatello, Michelangelo và Raffaello. Tôn giáo vẫn đóng vai trò rất quan trọng, nhưng cùng với thời đại mới này đi kèm sự nhân tính hóa các nhân vật tôn giáo trong nghệ thuật, chẳng hạn như các tác phẩm Trục xuất khỏi Vườn Địa đàng (Cacciata dei progenitori dall'Eden), Ecce Homo, và Madonna Della Seggiola. Con người thời đại này bắt đầu hiểu mình là con người, và điều này được phản ánh trong nghệ thuật. Thời kỳ Phục Hưng đánh dấu sự tái sinh của các giá trị cổ điển trong nghệ thuật và xã hội khi người ta nghiên cứu các bậc thầy cổ đại của thế giới Hy Lạp–La Mã. Nghệ thuật bắt đầu tập trung vào chủ nghĩa hiện thực trái ngược với chủ nghĩa duy tâm.
Cimabue và Giotto, những ông tổ của ngành hội họa Ý, cũng như Arnolfo và Andrea Pisano, những người tạo nên làn sóng đổi mới kiến trúc và điêu khắc; Brunelleschi, Donatello và Masaccio, các bậc trưởng phụ của thời kỳ Phục Hưng, Ghiberti và các thành viên gia tộc Della Robbia, Filippo Lippi và Beato Angelico; Botticelli, Piero della Francesca, Paolo Uccello, Giorgio Vasari, hay những bậc thiên tài hoàn vũ và kỳ nhân dị sĩ như Leonardo da Vinci và Michelangelo cho đến "Thánh hội họa" Raffaello, đều là những con người đã từng sống và hoạt động tại Firenze. Nhiều nghệ sĩ nổi tiếng khác bao gồm Pietro Perugino, Benvenuto Cellini, Pinturicchio, Andrea del Sarto, Benozzo Gozzoli, Domenico Ghirlandaio, Filippo Lippi, Bernardo Buontalenti, Orcagna, Pollaiuolo, Verrocchio, Bronzino, Desiderio da Settignano, Michelozzo, Cosimo Rosselli, Giuliano da Sangallo, Pontormo, Giambologna, Il Sodoma và Peter Paul Rubens.
Các tác phẩm của họ, cùng với tác phẩm của nhiều thế hệ nghệ sĩ khác, được tập trung dày đặc tại một số bảo tàng trung tâm thành phố: như Phòng trưng bày Uffizi, Phòng tranh Palatina trong Cung điện Pitti với các bức tranh của "Thời kỳ Hoàng kim Firenze", Bảo tàng cung điện Bargello – bảo tàng quốc gia đầu tiên của nước Ý với các tác phẩm điêu khắc của Phục Hưng, bảo tàng San Marco với các tác phẩm của Angelico, nhà triễn lãm Học viện, chuỗi nhà nguyện của các thành viên gia tộc Medici. Ngôi nhà Casa Buonarroti với các tác phẩm điêu khắc của Michelangelo, cùng các bảo tàng nổi tiếng khác như Bardini, Horne, Stibbert, Romano, Corsini, Phòng trưng bày Nghệ thuật Hiện đại, Bảo tàng Nhà thờ chính tòa, bảo tàng Đồ bạc và bảo tàng Đá quý. Một số di tích công trình nổi tiếng khác tọa lạc tại Firenze như Nhà rửa tội Firenze với những bức tranh khảm; Nhà thờ chính tòa với các tượng điêu khắc tô điểm của nó, các nhà thờ thời Trung Cổ với các dải bích họa; các cung điện công lẫn tư nhân như: Palazzo Vecchio, Palazzo Pitti, Palazzo Medici Riccardi, Palazzo Davanzati; các tự viện, tu viện, nhà dòng đều là những ngọc bảo đặc sắc quý báu của thành phố. Trong bảo tàng khảo cổ học bao gồm các tài liệu cổ xưa của nền văn minh Etrusca. Trên thực tế, thành phố tràn ngập bầu không khí nghệ thuật đến nỗi một số người trải nghiệm hội chứng Stendhal hay còn gọi là "hội chứng Florence" (tiếng Anh: Florence Syndrome) khi lần đầu tiên họ đặt chân đến Firenze, mà gần đây vào năm 2018 là một du khách bị nhồi máu cơ tim khi đang thưởng thức tác phẩm Sự ra đời của thần Vệ nữ. Các nhân viên y tế tại Firenze đã khá quen ứng phó với những tình huống du khách bị chóng mặt và mất phương hướng sau khi chiêm ngưỡng bức tượng David, những kiệt tác của Phòng trưng bày Uffizi và những bảo vật khác tại thành phố.
Các kiến trúc sư người Firenze như Filippo Brunelleschi (1377–1466) và Leone Battista Alberti (1404–1472) được xem những tổ phụ của cả kiến trúc Phục Hưng lẫn kiến trúc Tân cổ điển.
Công trình Nhà thờ chính tòa Đức Bà Phồn Hoa có trên đỉnh là mái vòm của Brunelleschi đã thống trị đường chân trời Firenze. Người dân đã quyết định bắt đầu khởi công xây dựng nó vào cuối thế kỷ 13, và lúc bấy giờ chưa có thiết kế mái vòm. Dự án do Brunelleschi đề xuất vào thế kỷ 14 là dự án lớn nhất từng được xây dựng vào thời điểm đó và là mái vòm khổng lồ đầu tiên được xây dựng ở châu Âu kể từ hai mái vòm La Mã vĩ đại – Đền Pantheon ở Roma và Hagia Sophia ở Constantinopolis. Mái vòm Santa Maria del Fiore hiện vẫn là tòa mái vòm xây dựng bằng gạch lớn nhất trên thế giới. Trước mặt thánh đường là Nhà rửa tội Thánh Gioan Tẩy Giả thời Trung Cổ. Giao diện trang trí bên ngoài của 2 tòa nhà kết hợp hài hòa thể hiện quá trình chuyển giao từ thời Trung Cổ sang thời Phục Hưng. Trong những năm gần đây, hầu hết các tác phẩm nghệ thuật quan trọng từ Nhà thờ chính tòa, Nhà rửa tội và Tháp chuông Giotto ngay bên cạnh, đã được di dời và thay thế bằng các bản sao, trong khi các bản gốc hiện được lưu giữ trong Bảo tàng Nhà thờ chính tòa, phần phía đông của nhà thờ. Firenze còn sở hữu một số lượng lớn các thánh đường đầy tầm vóc nghệ thuật, chẳng hạn như San Miniato al Monte, San Lorenzo, Santa Maria Novella, Santa Trinita, Santa Maria del Carmine, Santa Croce, Santo Spirito, Santissima Annunziata, Ognissanti và nhiều nhà thờ khác.
Phòng trưng bày hội họa nổi tiếng nhất ở Firenze bao gồm Uffizi và Cung điện Pitti. Hai bộ sưu tập điêu khắc tuyệt vời nằm ở Cung điện Bargello và Bảo tàng Nhà thờ chính tòa. Chúng chứa đầy những tác phẩm của Donatello, Verrochio, Desiderio da Settignano, Michelangelo và những người khác. Nhà triễn lãm Học viện Galleria dell'Accademia có bức tượng gốc David của Michelangelo được xem là tác phẩm điêu khắc nghệ thuật nổi tiếng toàn cầu, cộng với những bức tượng chưa hoàn thành về những người nô lệ mà Michelangelo đã tạo ra cho lăng mộ của Giáo hoàng Giuliô II. Các điểm tham quan nghệ thuật khác bao gồm Tòa thị chính thời Trung Cổ Palazzo Vecchio, Bảo tàng Khảo cổ học, Bảo tàng Lịch sử Khoa học, Cung điện Davanzatti, Bảo tàng Stibbert, Nhà thờ Santa Croce, Bảo tàng Tu viện Santa Maria Novella, Bảo tàng Động vật học La Specola, Bardini và Museo Horne. Ngoài ra còn có một bộ sưu tập các tác phẩm của nhà điêu khắc hiện đại của Marino Marini nằm trong một bảo tàng mang tên ông. Cung điện Strozzi là nơi thường diễn ra những triển lãm đặc biệt.

### Ngôn ngữ

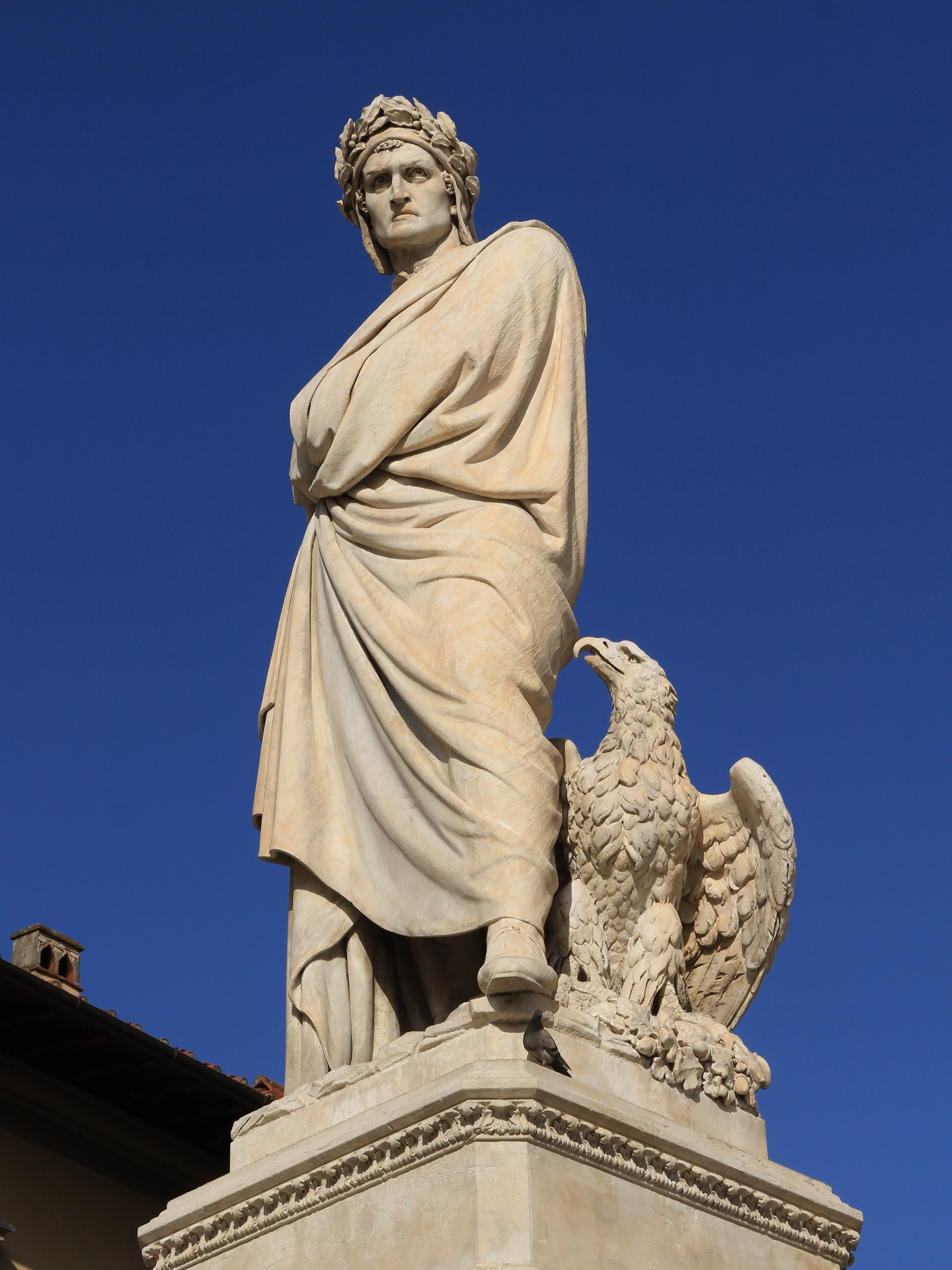
Tượng nhà thơ Dante cha đẻ của tiếng Ý tại Santa Croce, Firenze

Tiếng địa phương Firenze (tiếng Ý: dialetto fiorentino), được nói bởi cư dân Firenze và các vùng lân cận, là phương ngữ vùng Toscana và là ngôn ngữ mẹ đẻ trực tiếp của tiếng Ý hiện đại.
Mặc dù từ vựng và cách phát âm của nó phần lớn giống với tiếng Ý chuẩn nhưng vẫn có một vài sự khác biệt đại đồng tiểu dị, từ điển tiếng Firenze đương đại (Vocabolario del fiorentino contemporaneo) cho thấy xuất hiện sự khác biệt về từ vựng ở các khía cạnh xã hội. Người dân Firenze sở hữu giọng rất dễ nhận biết về mặt ngữ âm bằng tính chất được gọi là "cổ họng vùng Toscana" (gorgia toscana): "c cứng" /k/ giữa hai nguyên âm được phát âm như một âm bật hơi trong họng [h] tương tự như h trong tiếng Việt, ví dụ dico 'Tôi nói' theo phiên âm IPA là [ˈdiːho] thay vì [ˈdiːko] như tiếng Ý, i cani 'những chú chó' sẽ là [iˈhaːni]. Tương tự, t giữa các nguyên âm được phát âm là [θ] như trong "th" trong tiếng Việt, và p giữa các nguyên âm trở thành ma sát hai môi [ɸ]. Các đặc điểm khác bao gồm cách phát âm rút gọn của mạo từ xác định, [i] thay vì "il", làm tăng gấp đôi phụ âm theo sau, do đó, chẳng hạn như il cane 'con chó' được phát âm là [ikˈkaːne] thay vì [il ˈkaːne] trong tiếng Ý.
Dante, Petrarca, và Boccaccio là những người tiên phong trong việc sử dụng thổ ngữ thay vì tiếng Latinh được sử dụng cho hầu hết các tác phẩm văn học vào thời điểm đó.

### Văn học

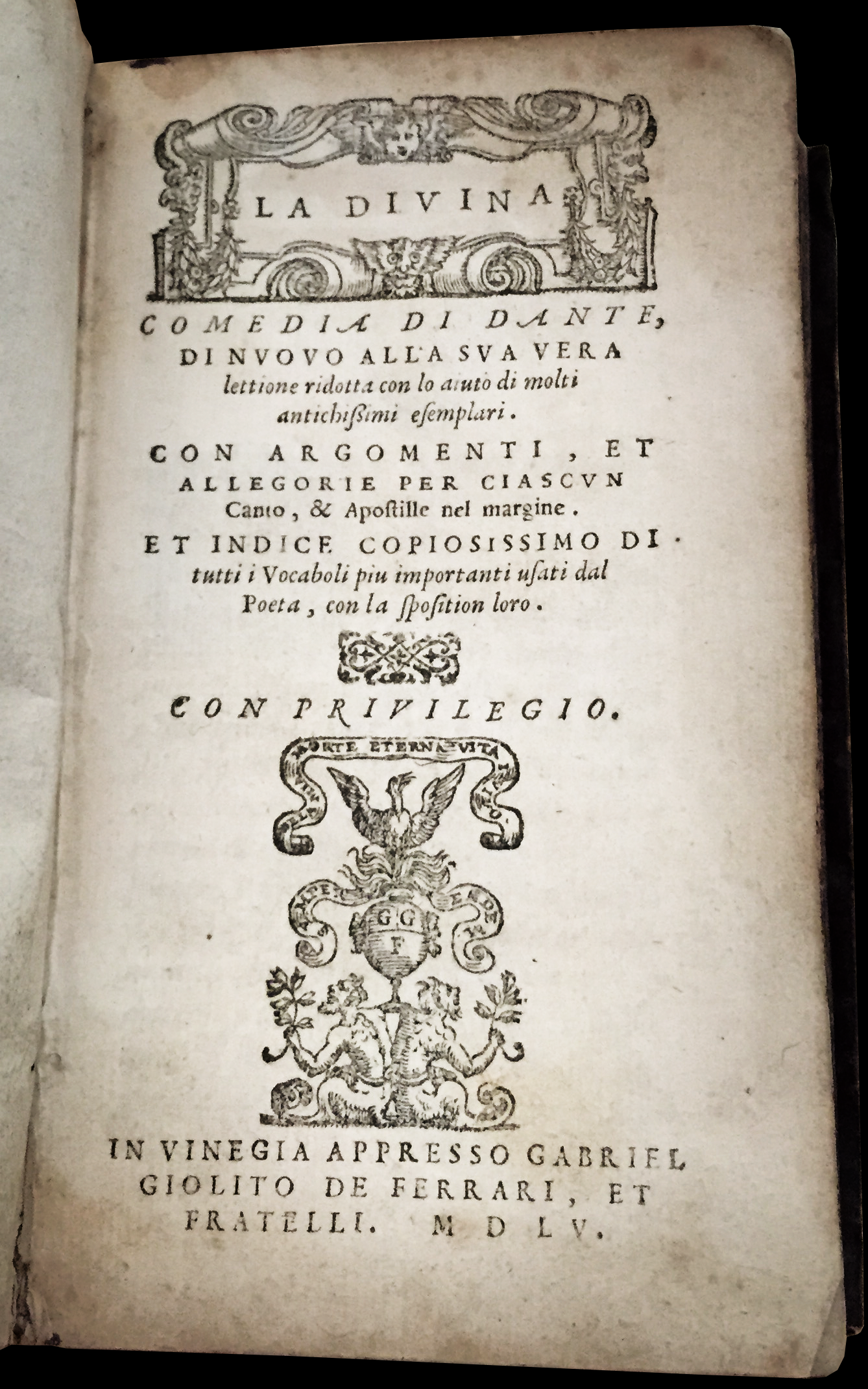
Thần khúc – tác phẩm được xếp vào hàng những bản trường ca ưu việt của nền văn học Ý và vĩ đại nhất của thế giới.

Mặc dù tiếng Latinh lúc bấy giờ là lingua franca của châu Âu và Giáo hội Công giáo trong thời Trung Cổ, các nhà văn như Dante Alighieri và nhiều người khác đã sử dụng ngôn ngữ bản địa của họ là tiếng địa phương Firenze có nguồn gốc từ tiếng Latinh, để sáng tác các tác phẩm vĩ đại nhất của họ. Các tác phẩm văn học lâu đời nhất được viết ở Firenze đã có từ thế kỷ 13. Văn học Firenze nở rộ vào thế kỷ 14, khi không chỉ Dante với tuyệt phẩm Thần khúc Divina Comedia (1306–1321) hay Petrarca, mà cả các nhà thơ như Guido Cavalcanti và Lapo Gianni cũng sáng tác những tác phẩm quan trọng nhất của họ. Trường ca Thần khúc của Dante chủ yếu mô tả chính nhà thơ tham gia một chuyến du hành ngụ ngôn và đạo đức tới Hỏa ngục (Inferno), Luyện ngục (Purgatorio) và Thiên đường (Paradiso), trong thời gian đó, ông gặp nhiều nhân vật thần thoại và những nhân vật có thật trong thời đại của ông hoặc trước đó. Ở trường khúc đầu tiên ông được hướng dẫn bởi nhà thơ La Mã Vergilius, người có niềm tin ngoại đạo phi Kitô giáo đã khiến bản thân bị đày xuống Hỏa ngục, và ở phân đoạn cuối cùng, ông được tham gia cùng với nàng thơ Beatrice Portinari và nàng hướng ông đến Thiên đường.
Vào thế kỷ 14, Francesco Petrarca và Giovanni Boccaccio đã lãnh đạo nền văn học ở Firenze sau cái chết của Dante vào năm 1321. Petrarca là một nhà văn toàn diện, một tác gia và một nhà thơ, đặc biệt được biết đến với tác phẩm Il Canzoniere, hay 'Cuốn sách của những Bài ca', nơi ông gửi gắm tình yêu khôn nguôi của mình dành cho nàng Laura. Phong cách viết của ông từ đó được gọi là "Chủ nghĩa Petrarca". Boccaccio được biết đến nhiều hơn với tác phẩm Mười ngày (Decameron), một câu chuyện hơi nghiệt ngã về Firenze trong trận dịch hạch những năm 1350, tức Cái Chết Đen, khi một số người chạy trốn khỏi thành phố đang bị tàn phá để đến một dinh thự ở vùng nông thôn biệt lập, và dành thời gian ở đó để kể lại những câu chuyện và tiểu thuyết lấy chất liệu từ truyền thống trung đại và đương đại lúc bấy giờ.
Vào thế kỷ 16 trong thời kỳ Phục Hưng, Firenze là thành phố quê hương của nhà văn chính trị và triết gia Niccolò Machiavelli, người có những ý tưởng bàn về thuật trị quốc và quản lý đất nước, được trình bày chi tiết trong tác phẩm Il Principe tức "Quân Vương", lan truyền khắp các tòa án châu Âu và được yêu thích mến mộ trong suốt nhiều thế kỷ, hình thành nên những nguyên tắc chính trị "Chủ nghĩa Machiavelli" nổi tiếng. Ông thường được xem là cha đẻ của triết học chính trị hiện đại và ngành khoa học chính trị.

### Âm nhạc

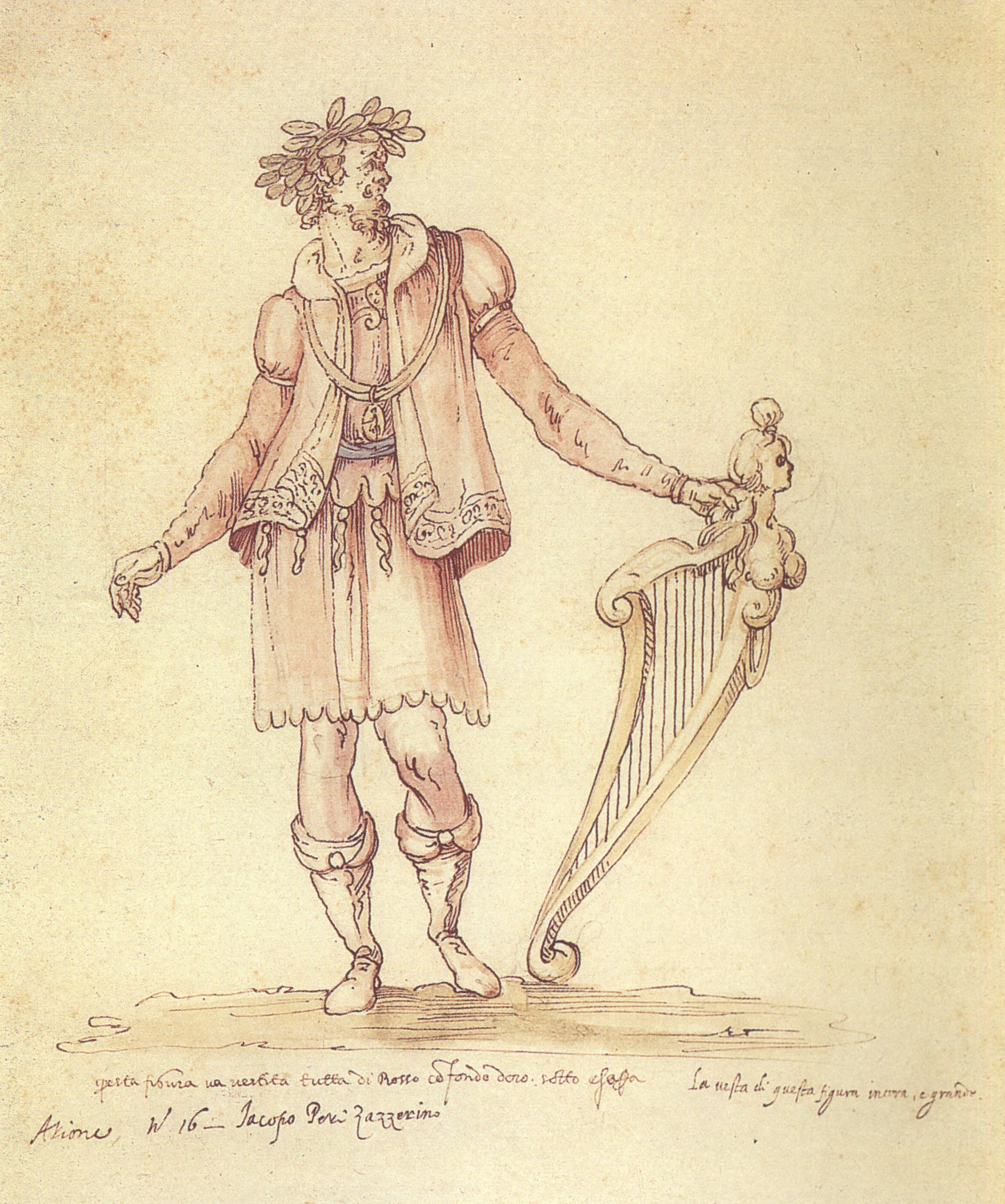
Jacopo Peri được xem là ông tổ phát minh của opera khi vở opera đầu tiên được trình diễn tại Firenze vào 1598.

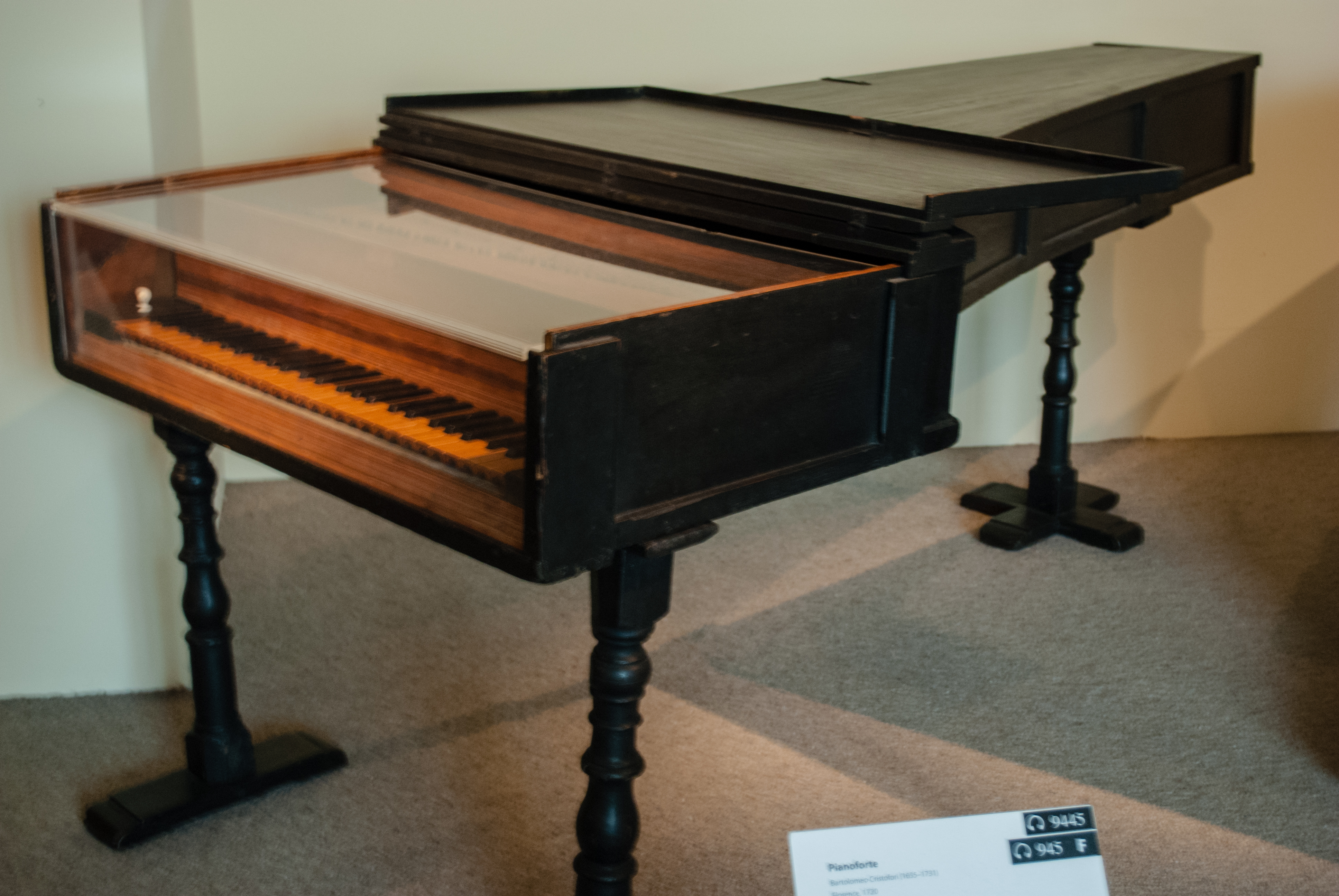
Piano là nhạc cụ nổi tiếng được phát minh tại Firenze bởi Bartolomeo Cristofori vào năm 1709

Firenze đã trở thành một trung tâm âm nhạc trong thời Trung Cổ và âm nhạc cũng như nghệ thuật biểu diễn vẫn là một phần quan trọng trong văn hóa của thành phố. Sự phát triển của các thành phố Bắc Ý trong những năm 1500 đã góp phần ảnh hưởng cho sự nổi bật của Firenze. Trong thời kỳ Phục Hưng, có bốn loại hình bảo trợ âm nhạc trong thành phố đối với cả âm nhạc thiêng liêng và âm nhạc thế tục: chính quyền, tổ chức, giáo hội và tư nhân. Chính tại đây, nhóm nhân văn Camerata Fiorentina đã triệu tập vào giữa thế kỷ 16 và thử nghiệm lồng các câu chuyện thần thoại Hy Lạp vào âm nhạc và dàn dựng biên kịch, hay nói cách khác chính là các vở opera đầu tiên, tạo nền móng và đà lăn bánh không chỉ cho sự phát triển hơn nữa của hình thức opera, mà còn cho sự phát triển sau này của các hình thức "nhạc cổ điển" riêng biệt như giao hưởng và concerto. Sau năm 1600, xu hướng tiếng Ý thịnh hành khắp châu Âu, đến năm 1750, đây là ngôn ngữ chủ đạo của âm nhạc. Nguồn gốc thể loại Madrigal ra đời ở Firenze và Roma đã trở nên phổ biến ở Anh và nhiều nơi khác. Một số thành phố của Ý trở nên "lớn hơn trên bản đồ âm nhạc" so với kích thước thực của chúng, chứng tỏ về sức thu hút và độ phổ biến ở châu Âu lúc bấy giờ. Trong số đó, Firenze trải qua thời kỳ tuyệt vời vào đầu thế kỷ 17 trong làn sóng cách tân âm nhạc–sân khấu, bao gồm cả sự khởi đầu và phát triển rực rỡ của opera.
Opera được phát minh ở Firenze vào cuối thế kỷ 16 khi vở opera Dafne của Jacopo Peri theo phong cách monodia được trình diễn lần đầu tiên. Opera lan rộng từ Firenze tỏa ra khắp Ý và cuối cùng là cả châu Âu. Thanh nhạc trong bối cảnh dàn hợp xướng cũng đã có bản sắc mới vào thời điểm này. Vào đầu thế kỷ 17, hai phương pháp viết nhạc đã được sáng tạo ra, là phương pháp phức điệu thời kỳ Phục Hưng hay còn gọi là Stile antico/Prima prattica và phương pháp đẩy nhanh tốc độ thay đổi phong cách, tiến tới những vinh quang của thời kỳ Baroque hay Stile moderno/Seconda prattica. Stile antico phổ biến hơn ở Bắc Âu và Stile moderno được các nhà soạn nhạc Ý thời bấy giờ thực hành nhiều hơn. Dương cầm tức đàn piano được phát minh tại Firenze vào năm 1709 bởi Bartolomeo Cristofori. Các nhà soạn nhạc và nhạc sĩ từng sống ở Firenze bao gồm Piero Strozzi (1550 – sau 1608), Giulio Caccini (1551–1618) và Mike Francis (1961–2009). Cuốn sách Le Nuove Musiche của Giulio Caccini có ý nghĩa quan trọng trong việc hướng dẫn kỹ thuật thực hành biểu diễn vào thời điểm đó. Cuốn sách đã chỉ định một thuật ngữ mới, được sử dụng vào những năm 1630, được gọi là monodia chỉ sự kết hợp giữa giọng nói và giọng bè đệm basso continuo, đồng thời bao hàm việc thực hành phát âm văn bản theo cách tự do, trữ tình nhưng giống như lời nói. Điều này sẽ xảy ra khi một nhạc cụ, thường là loại bàn phím chẳng hạn như đàn harpsichord, chơi và giữ các hợp âm trong khi ca sĩ nói và hát dòng đơn âm.

### Ẩm thực

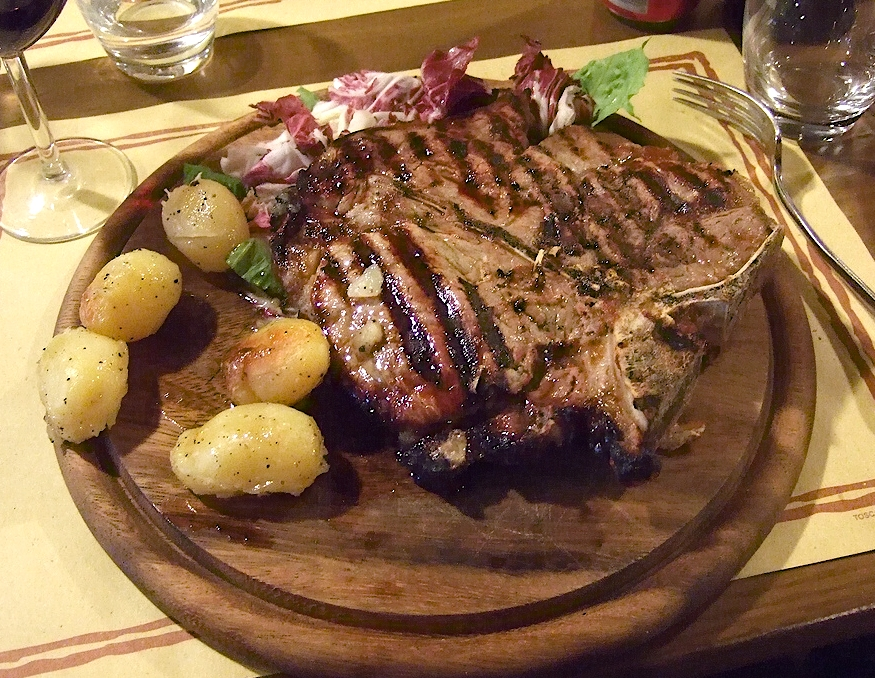
Bò bít tết kiểu Firenze, món ăn nổi tiếng nhất xứ sở.

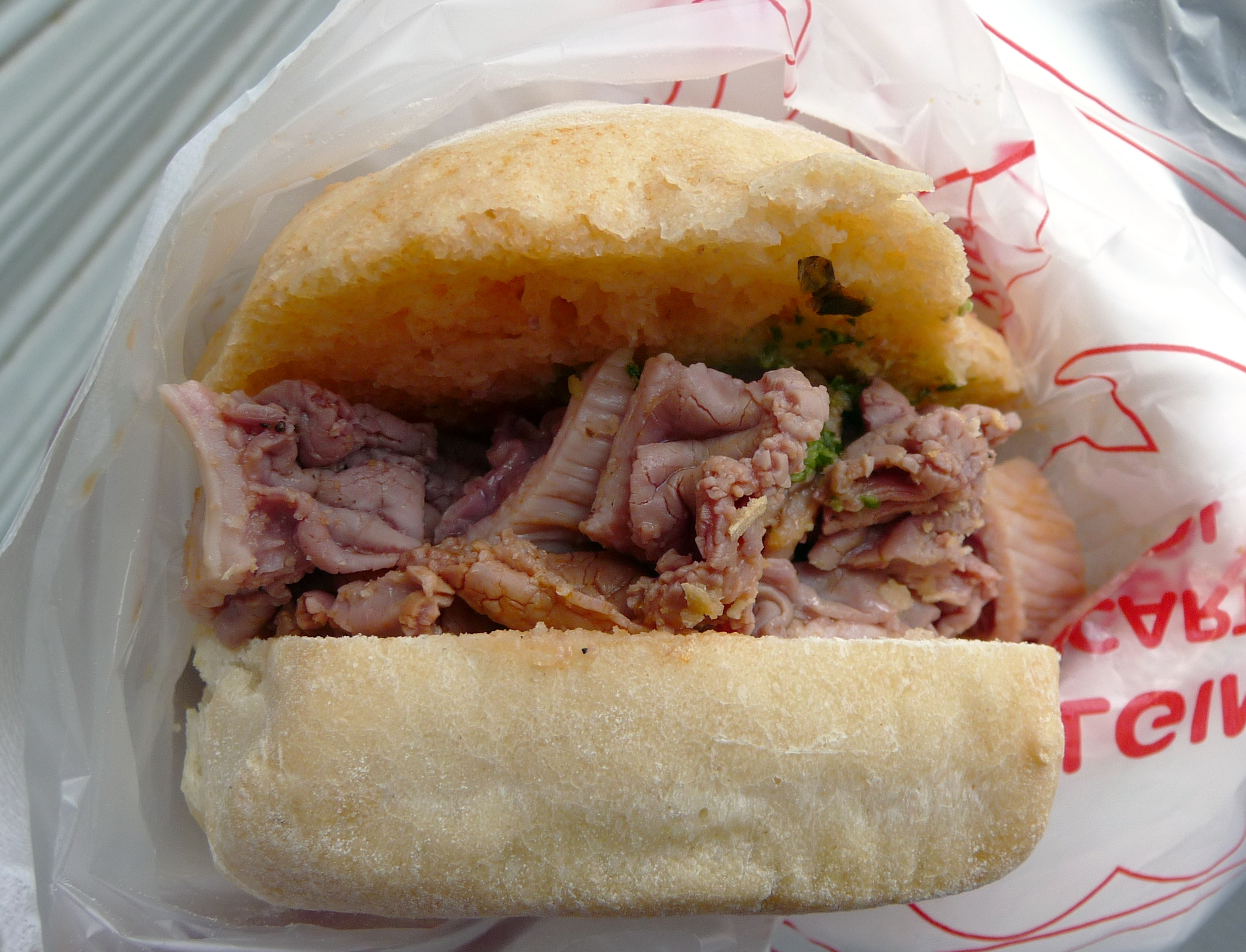
Bánh mì lòng bò Lampredotto, ẩm thực đường phố nổi tiếng nhất của Firenze.

Nền ẩm thực Firenze phát triển từ truyền thống ăn uống bình dân hơn là nền ẩm thực hạng sang. Phần lớn các món ăn được chế biến từ thịt. Theo truyền thống, toàn bộ các phần của con vật sẽ được tiêu thụ; lòng (trippa) và dạ dày (lampredotto) từng rất thường xuyên có trong thực đơn và hiện vẫn được bày bán tại các tiệm và các xe bán dạo khắp đường phố. Món khai vị (antipasti) bao gồm crostini toscani, bánh mì cắt lát tròn phủ pa tê làm từ gan gà và thịt thái lát (chủ yếu là prosciutto và salame, thường ăn kèm với dưa gang khi vào mùa). Bánh mì thiếu muối vùng Toscana điển hình được làm từ men levain tự nhiên, thường có trong các món ăn Firenze, đặc biệt là trong các loại súp như ribollita và pappa al pomodoro, hoặc trong món salad bánh mì và rau tươi gọi là panzanella được phục vụ vào mùa hè.
Món ăn nổi tiếng nhất của Firenze chính là bít tết kiểu Firenze (bistecca alla fiorentina) là loại lớn (kích thước thông thường nên nặng khoảng 1,2 đến 1,5 kg) – là món bít tết sườn chữ T của thịt bò Chianina nấu trên than nóng và phục vụ rất tái, với phiên bản có nguồn gốc gần đây là tagliata, thịt bò chín tái thái lát được phục vụ trên một lớp rau cải lông (rucola), thường có những lát pho mát Parmesan bên trên. Hầu hết các món ăn này thường được phục vụ với dầu ô liu siêu nguyên chất (olio di oliva extravergine) tại địa phương, cũng là một sản phẩm hàng đầu nổi tiếng trên toàn thế giới.
Trong số các món tráng miệng, schiacciata alla fiorentina – một loại bánh mì dẹt màu trắng, là một trong những món phổ biến nhất; nó là một loại bánh rất mềm, được chế biến từ những nguyên liệu cực kỳ đơn giản, đặc trưng của ẩm thực Firenze và đặc biệt được ăn trong Lễ hội hóa trang Carnival của địa phương.
Và thành phần cuối cùng trong nền ẩm thực Firenze không thể thiếu chính là rượu vang địa phương, và nổi tiếng nhất chính là Chianti có từ thế kỷ 14, khi nghề trồng nho phát triển mạnh ở các "ngọn đồi Chianti" xung quanh Firenze. Ngoài Chianti thì các dòng rượu vang khác từ vùng Toscana nơi mà Firenze là thủ phủ trung tâm, cũng rất được ưa chuộng và nổi tiếng trên bản đồ rượu vang toàn cầu.

### Thời trang

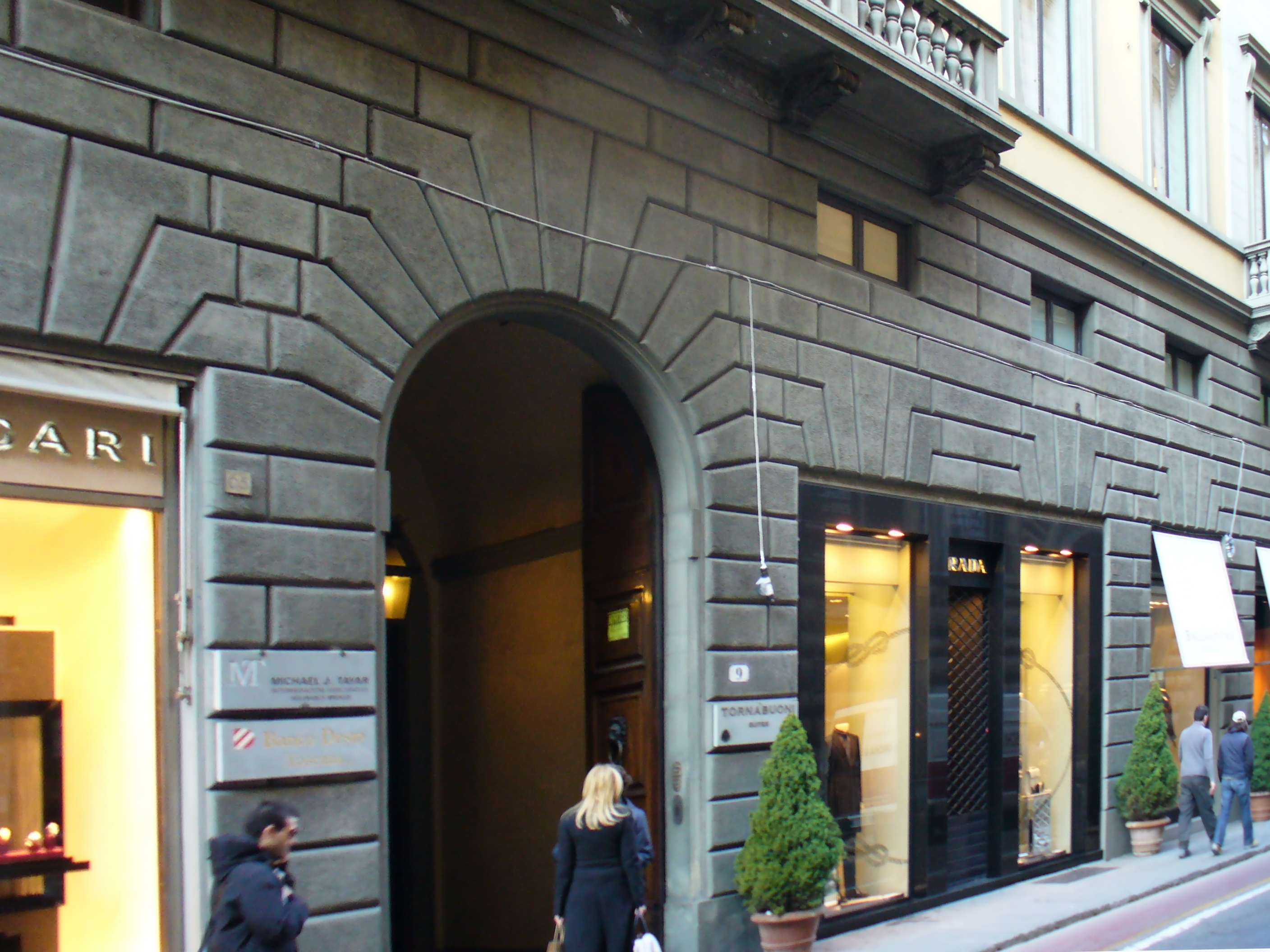
Via de' Tornabuoni – con phố thời trang hàng hiệu nổi tiếng nhất Firenze.

Đến năm 1300, Firenze đã trở thành một trung tâm sản xuất dệt may lớn ở châu Âu. Nhiều gia đình giàu có ở Firenze thời Phục Hưng là những khách hàng rất quan trọng đối với những sản phẩm quần áo cao cấp được sản xuất tại địa phương. Thành phố còn là nơi tọa lạc viện bảo tàng quốc gia đầu tiên của Ý dành riêng cho thời trang và lịch sử của ngành: Bảo tàng Thời trang và Trang phục (Museo della Moda e del Costume), theo dòng lịch sử chi tiết của các kiểu thời trang nối tiếp nhau theo từng thời kỳ với bộ sưu tập lên tới hơn 6000 đồ tạo tác, trong số đó có quần áo cổ, phụ kiện, trang phục sân khấu và điện ảnh có tầm quan trọng lớn đối với khảo cứu tài liệu, và nhiều ví dụ hiện diện uy tín của các nhà tạo mẫu người Ý và nước ngoài như Giorgio Armani, Valentino, Versace. Firenze có thể được xem là nơi khai sinh và là trung tâm sớm nhất của ngành công nghiệp thời trang hiện đại (hậu Thế chiến thứ hai) ở Ý. Các "soirées" Firenze vào đầu những năm 1950 do Giovanni Battista Giorgini tổ chức là chuỗi sự kiện mà một số nhà thiết kế người Ý tham gia trong các buổi trình diễn tập thể và lần đầu tiên thu hút được sự chú ý của quốc tế.
Thương hiệu nổi tiếng toàn cầu Gucci được sáng lập tại Firenze vào năm 1921 và vẫn đặt trụ sở tại thành phố cho đến ngày nay. Firenze cũng là nơi đặt trụ sở các thương hiệu Ý nổi tiếng như Salvatore Ferragamo, Roberto Cavalli và Emilio Pucci. Những thương hiệu hạng sang khác trong ngành thời trang như Prada và Chanel cũng đặt văn phòng và cửa hàng lớn của mình ở Firenze hoặc vùng ngoại ô của thành phố. Phố mua sắm cao cấp chính của Firenze là Via de' Tornabuoni, nơi có các cửa hàng thời trang và nhãn hiệu trang sức lớn đắt tiền, chẳng hạn như Armani và Bulgari. Via del Parione và Via Roma là những con phố khác cũng nổi tiếng với các cửa hàng thời trang cao cấp.

### Lễ hội và truyền thống dân gian

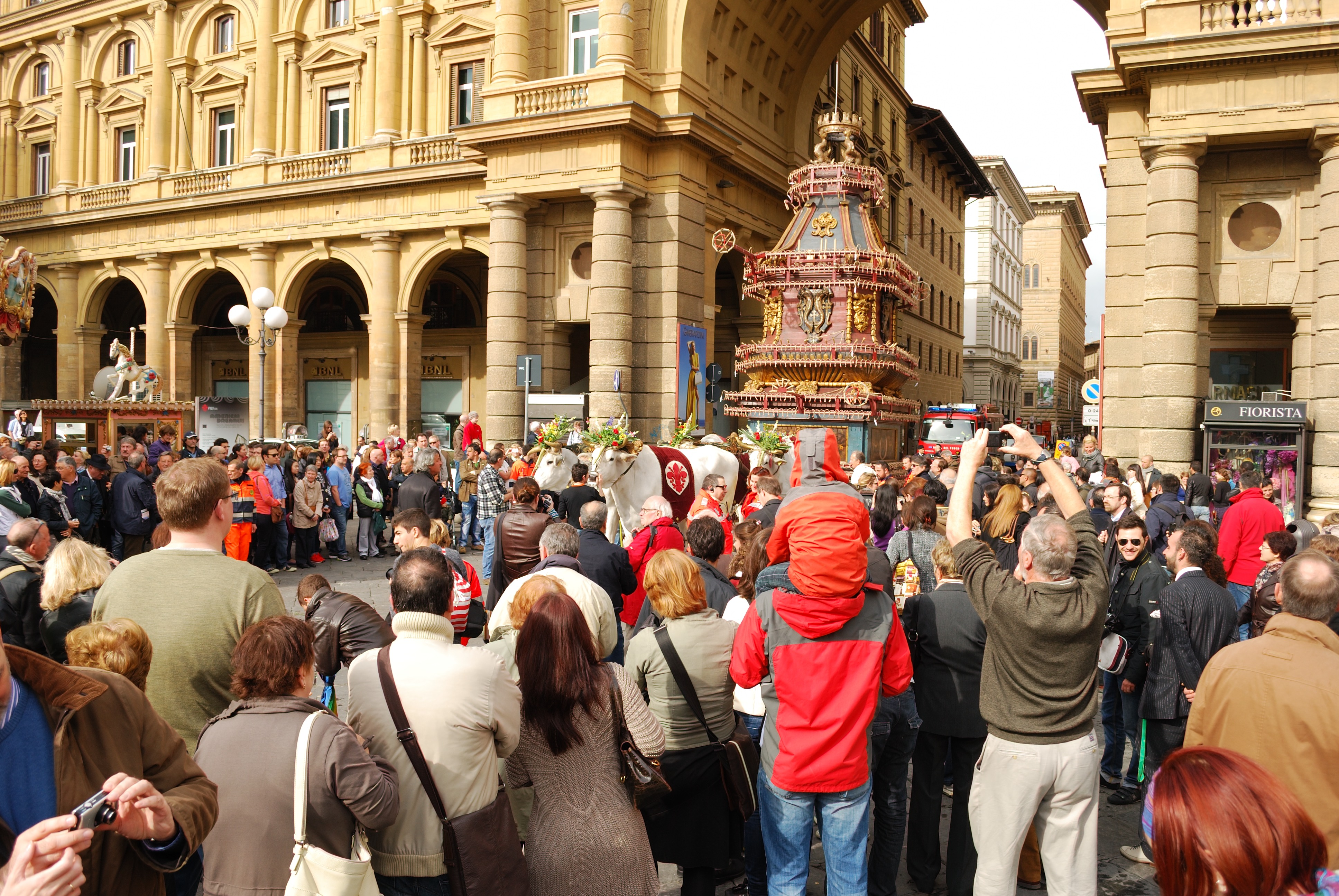
Lễ hội Scoppio del Carro.

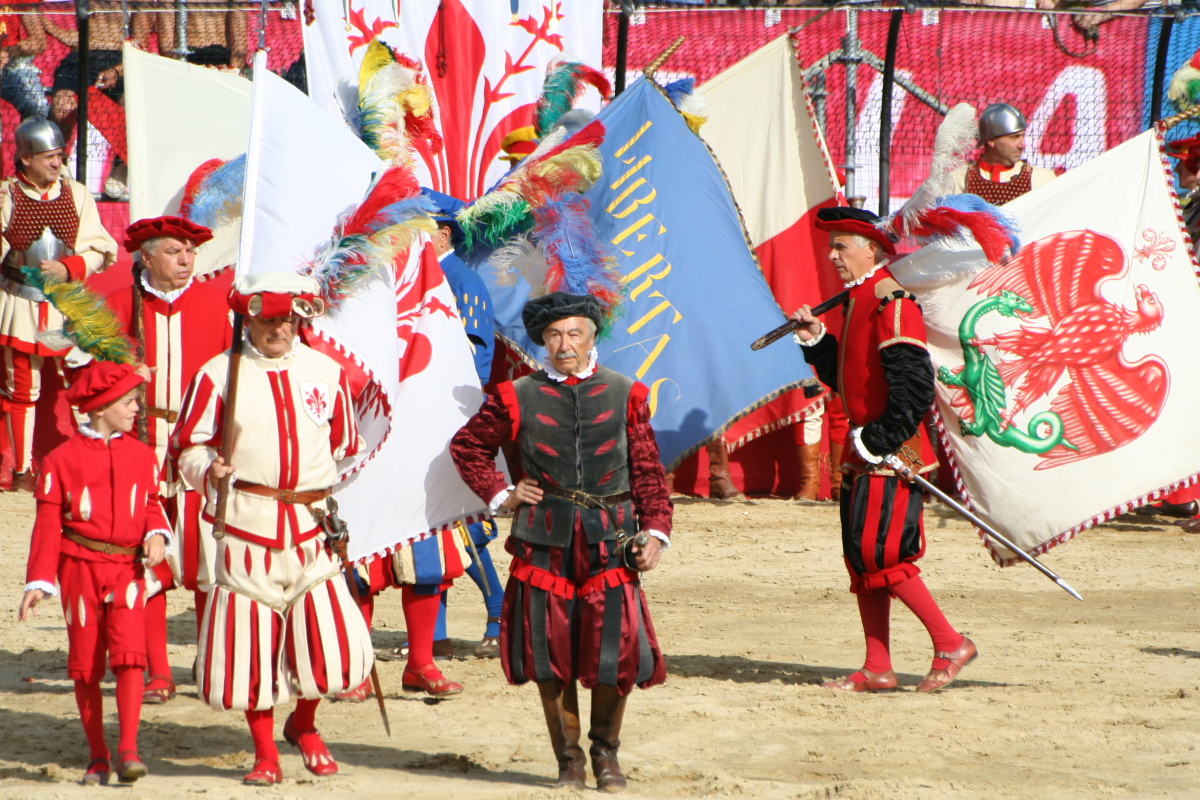
Bóng đá cổ xưa Firenze.

Những lễ hội và truyền thống dân gian nổi tiếng nhất tại Florence là:
- Scoppio del Carro ("Nổ tung cỗ xe") là lễ kỷ niệm cuộc Thập tự chinh lần thứ nhất. Trong ngày lễ Phục Sinh, một cỗ xe đẩy mà người dân Firenze gọi là Brindellone được kéo bởi bốn con bò trắng và đưa đến quảng trường Nhà thờ chính tòa (Piazza del Duomo) đối diện với Nhà rửa tội Thành Gioan Tẩy Giả (Battistero di San Giovanni). Cỗ xe được nối bằng một sợi dây vào bên trong nhà thờ, gần đó có một mô hình chim bồ câu, theo truyền thuyết, là biểu tượng của sự may mắn cho thành phố: vào cuối lễ Phục sinh, chim bồ câu xuất hiện từ gian giữa của Nhà thờ chính tòa và khai hỏa cho pháo hoa bên trong cỗ xe.[196][197]
- Calcio Storico Fiorentino ("Bóng đá cổ xưa Firenze"), đôi khi được gọi là Calcio in costume ("Bóng đá mặc trang phục"), là một môn thể thao truyền thống, được coi là tiền thân của bóng đá, mặc dù cách chơi thực tế gần giống với bóng bầu dục nhất. Sự kiện này bắt nguồn từ thời Trung Cổ, khi các quý tộc quan trọng nhất Firenze vui chơi khi mặc trang phục sáng màu. Trận đấu quan trọng nhất diễn ra vào ngày 17 tháng 2 năm 1530, trong cuộc vây hãm thành Firenze. Ngày hôm đó, quân đội của Giáo hoàng bao vây thành phố trong khi người dân Firenze với sự khinh thường kẻ thù, đã quyết định chơi trò chơi này bất chấp tình hình thực tế bên ngoài. Trò chơi được chơi ở Quảng trường Santa Croce. Một nhà thi đấu tạm thời được xây dựng với khán đài và sân chơi phủ đầy cát. Một loạt các trận đấu được tổ chức vào cuối tháng Sáu và đầu tháng Bảy giữa bốn đội đại diện cho mỗi quartiere (phường) của Firenze. Có bốn đội: Azzurri (xanh trời), Bianchi (trắng), Rossi (đỏ) và Verdi (xanh lá). Azzurri đến từ phường Santa Croce, Bianchi đến từ Santo Spirito, Verdi đến từ San Giovanni và Rossi đến từ Santa Maria Novella.[198][199]

### Phim ảnh, truyền thông và văn hóa đại chúng

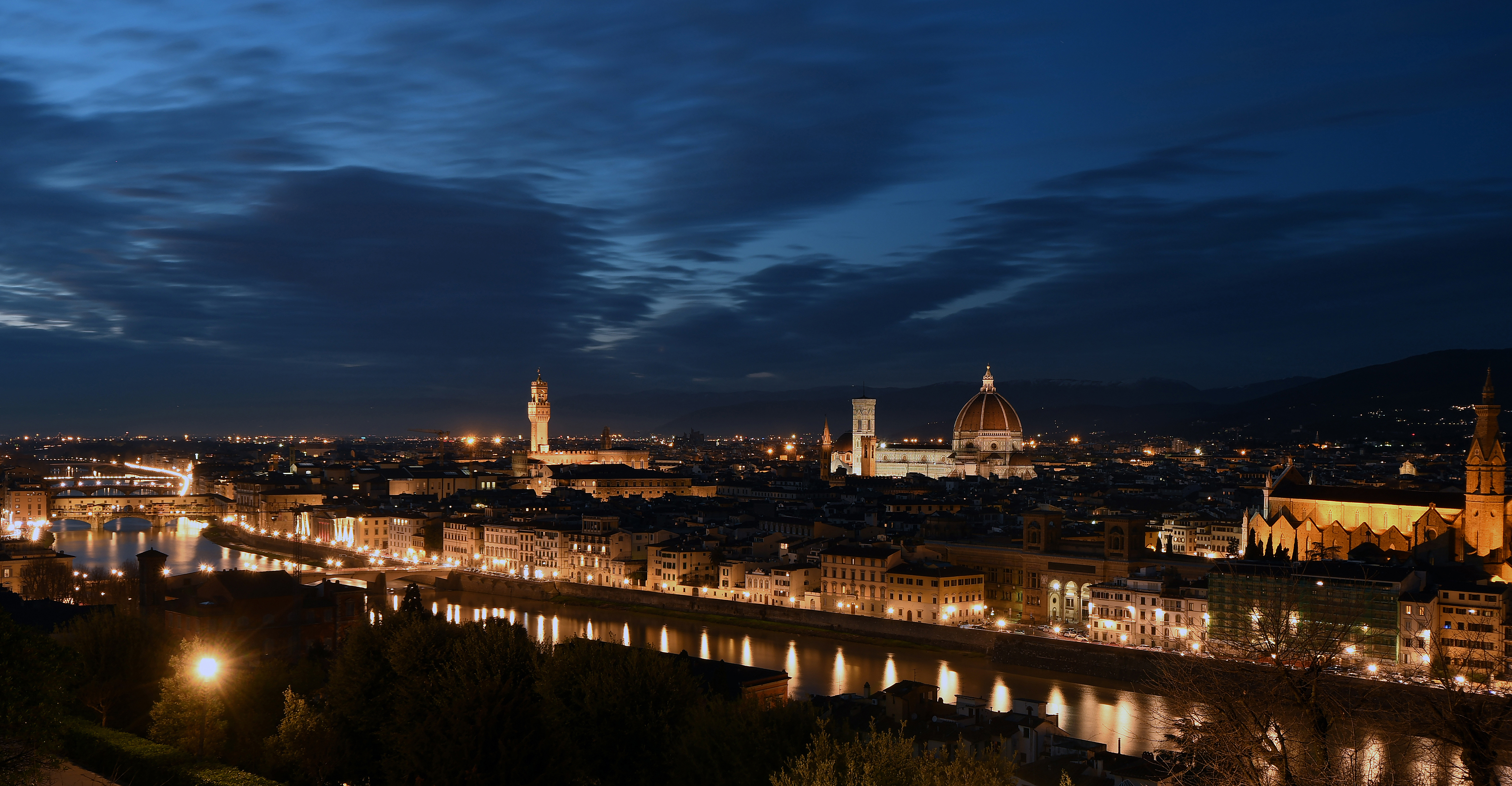
Firenze vào buổi đêm.

Với bề dày lịch sử và tầm ảnh hưởng văn hóa quan trọng trong văn hóa phương Tây, Firenze xuất hiện trong nhiều tác phẩm hư cấu và phim ảnh, bao gồm cả tiểu thuyết và phim ảnh liên quan như Light in the Piazza, The Girl Who Can't Say No, Calmi Cuori Appassionati, A Room with a View, Tea with Mussolini, Virgin Territory. Sự kiện đời thật sát thủ hàng loạt Quái vật thành Firenze đã trở thành nguồn cảm hứng cho cuốn tiểu thuyết Hannibal năm 1991 của nhà văn Thomas Harris, từ đó Firenze trở thành bối cảnh chính trong Hannibal: Kẻ ăn thịt người (2001), phần tiếp theo của bộ phim kinh điển The Silence of the Lambs (1991) cũng như loạt phim truyền hình Hannibal (2013–2015), nơi mà kẻ giết người hàng loạt Bác sĩ Hannibal Lecter (do Anthony Hopkins và Mads Mikkelsen thủ vai) đến cư ngụ và có lòng mến mộ thành phố nghệ thuật Phục Hưng này và xem nó như là nhà của ông. Firenze còn là bối cảnh trong Hỏa ngục (2016) – phần tiếp theo của Mật mã Da Vinci (2006) và Thiên thần và ác quỷ (2009) dựa theo những cuốn tiểu thuyết của nhà văn Dan Brown; Gia tộc Gucci (2021) cũng như loạt phim ăn khách Phi vụ triệu đô của Netflix.
Firenze xuất hiện thành một địa điểm trong các trò chơi điện tử như Assassin's Creed II. Chính thể Cộng hòa Firenze cũng xuất hiện như một quốc gia có thể chơi được trong trò chơi đại chiến lược Europa Universalis IV của hãng Paradox Interactive. Firenze thế kỷ 16 là bối cảnh của bộ truyện tranh manga và phim hoạt hình anime Nhật Bản Arte.
Các tài tử diễn viên nổi tiếng người Ý, chẳng hạn như Roberto Benigni, Leonardo Pieraccioni và Vittoria Puccini là những người tiêu biểu xuất thân từ Firenze.

## Giáo dục

### Đại học và giáo dục bậc cao

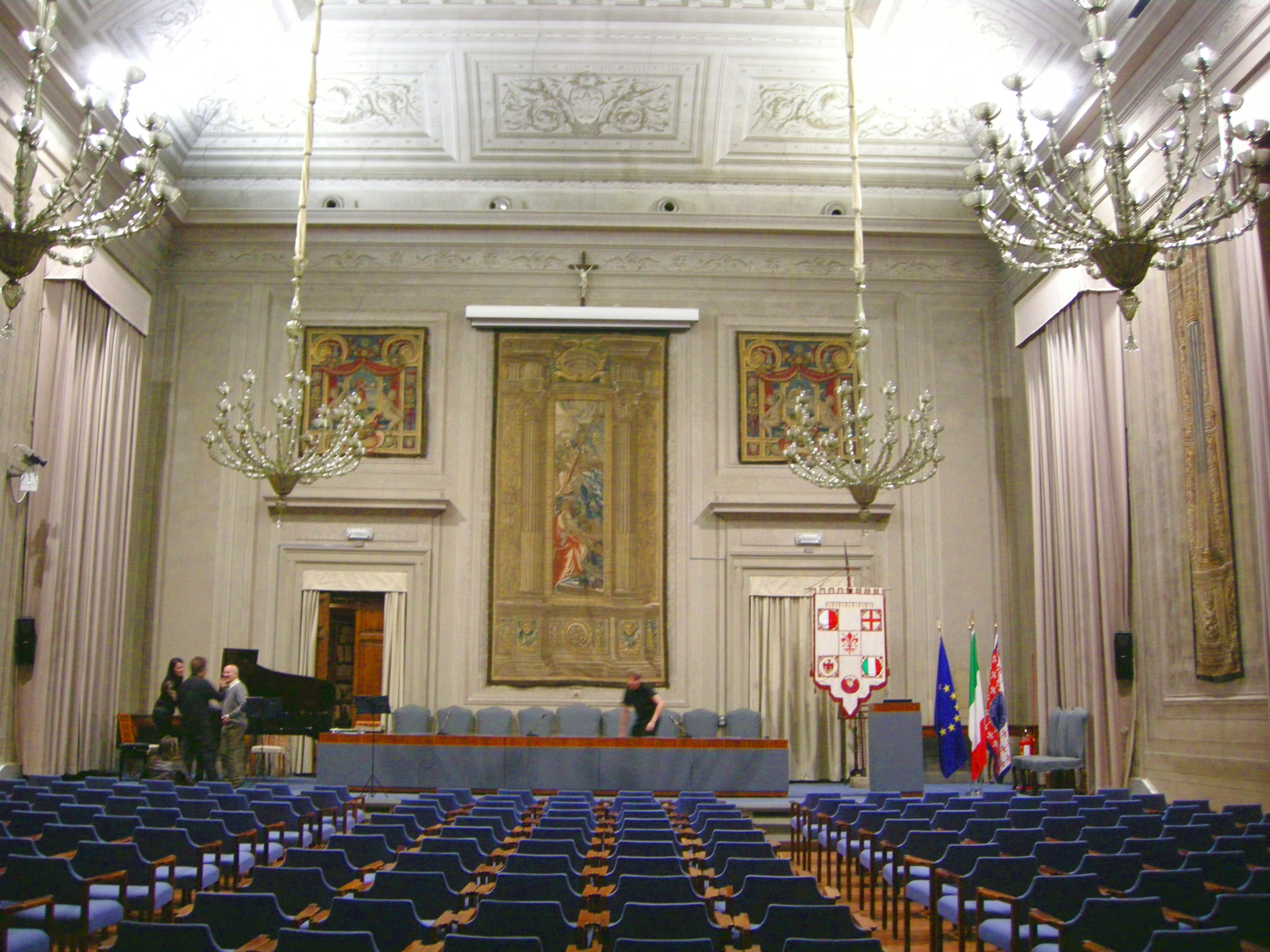
Đại hội trường Hiệu trưởng Đại học Firenze.

Đại học Firenze được thành lập vào năm 1321 và được Giáo hoàng Clêmentê VI công nhận vào năm 1349. Năm 2022, có khoảng 51.000 sinh viên theo học tại đây. Viện Đại học Châu Âu (European University Institute) có trụ sở tại vùng ngoại ô Fiesole từ năm 1976, là một tổ chức quốc tế và cơ quan độc lập của Liên minh châu Âu, được thành lập bởi các quốc gia thành viên để đóng góp cho sự phát triển văn hóa và khoa học trong khoa học xã hội. Một số đại học Mỹ cũng đặt cơ sở tại Firenze. Bao gồm Đại học New York, Marist College, Đại học Pepperdine, Đại học Stanford, Đại học Bang Florida (Florida State University), Đại học Georgetown và Đại học James Madison. Trung tâm Nghiên cứu Phục Hưng Ý thuộc Đại học Harvard có trụ sở tại Villa I Tatti. Trung tâm nghiên cứu nâng cao về nghệ thuật và nhân văn đã được đặt tại ngoại ô Firenze, Fiesole và Settignano từ năm 1961. Có hơn 8.000 sinh viên Hoa Kỳ đăng ký học tại Firenze, mặc dù hầu hết họ đang theo học các chương trình cấp bằng tại Hoa Kỳ. Firenze được xem là khuôn viên đại học Hoa Kỳ lớn nhất trên thế giới bên ngoài lãnh thổ Hoa Kỳ.

### Khám phá và nghiên cứu khoa học

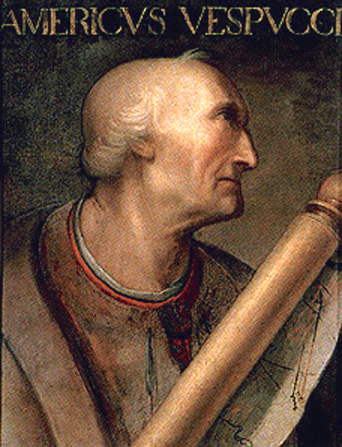
Chân dung Amerigo Vespucci trong Uffizi, nhà hàng hải thám hiểm người Firenze. Tên của ông được đặt cho châu Mỹ tức America.

Firenze từ lâu đã là một trung tâm khoa học quan trọng trong nhiều thế kỷ, đặc biệt là trong thời kỳ Phục Hưng với các nhà bác học như Leonardo da Vinci và Galileo Galilei. Họ được xem là những người đi tiên phong trong việc nghiên cứu quang học, đạn đạo, thiên văn học, giải phẫu học và các ngành khoa học khác. Pico della Mirandola, Leonardo Bruni, Machiavelli và nhiều người khác đã đặt nền móng cho sự hiểu biết khoa học hiện đại.
Người dân Firenze là một trong những nguồn động lực lớn thúc đẩy cho Thời đại Khám phá. Các chủ ngân hàng Firenze đã tài trợ cho Henrique Nhà hàng hải và các nhà thám hiểm người Bồ Đào Nha đi tiên phong trong tuyến đường vòng quanh châu Phi đến Ấn Độ và Viễn Đông cũng như châu Mỹ sau này. Tấm bản đồ do Paolo dal Pozzo Toscanelli người Firenze vẽ (một học trò của Brunelleschi) mà từ đó Cristoforo Colombo dùng để bán "ý tưởng" của mình cho các quân chủ Công giáo Tây Ban Nha và cũng là tấm bản đồ mà Colombo đã sử dụng trong chuyến hành trình đầu tiên của mình. Amerigo Vespucci người Firenze đã phát hiện ra rằng lục địa bên kia Đại Tây Dương mở rộng về phía nam hơn là những kiến thức người châu Âu đã biết, khiến ông tin rằng vùng đất này là một lục địa mới, một luận điểm táo bạo lúc bấy giờ khi các nhà thám hiểm châu Âu vượt qua Đại Tây Dương đều cho rằng họ đã tới được châu Á (hay Ấn Độ theo cách gọi của người thời đó), và cuối cùng "Tân Thế giới" chính thức được đặt theo tên của Vespucci là America thay vì tên của Colombo. Phép chiếu bản đồ Mercator là một phiên bản cải tiến của Toscanelli, có bao gồm đến châu Mỹ.
Hiện nay, các viện nghiên cứu và các khoa bộ môn của đại học nằm trong khu vực Firenze và trong hai cơ sở tại Polo di Novoli và Polo Scientifico di Sesto Fiorentino cũng như trong khu vực của Hội đồng Nghiên cứu Quốc gia (Consiglio Nazionale delle Ricerche). Thành phố cũng là nơi tọa lạc các tổ chức văn hóa uy tín, làm phong phú thêm di sản văn hóa Firenze. Trong đó, Accademia della Crusca (Học viện Cám) là viện nghiên cứu ngôn ngữ Ý quan trọng nhất và là học viện ngôn ngữ học lâu đời nhất trên thế giới. Thư viện Trung tâm Quốc gia tại Firenze (Biblioteca Nazionale Centrale di Firenze) là thư viện lớn nhất tại Ý và là một trong những thư viện quan trọng bậc nhất ở châu Âu. Đây là một trong hai thư viện trung tâm của Ý, bên cạnh Thư viện Trung tâm Quốc gia tại thủ đô Roma.

## Thể thao

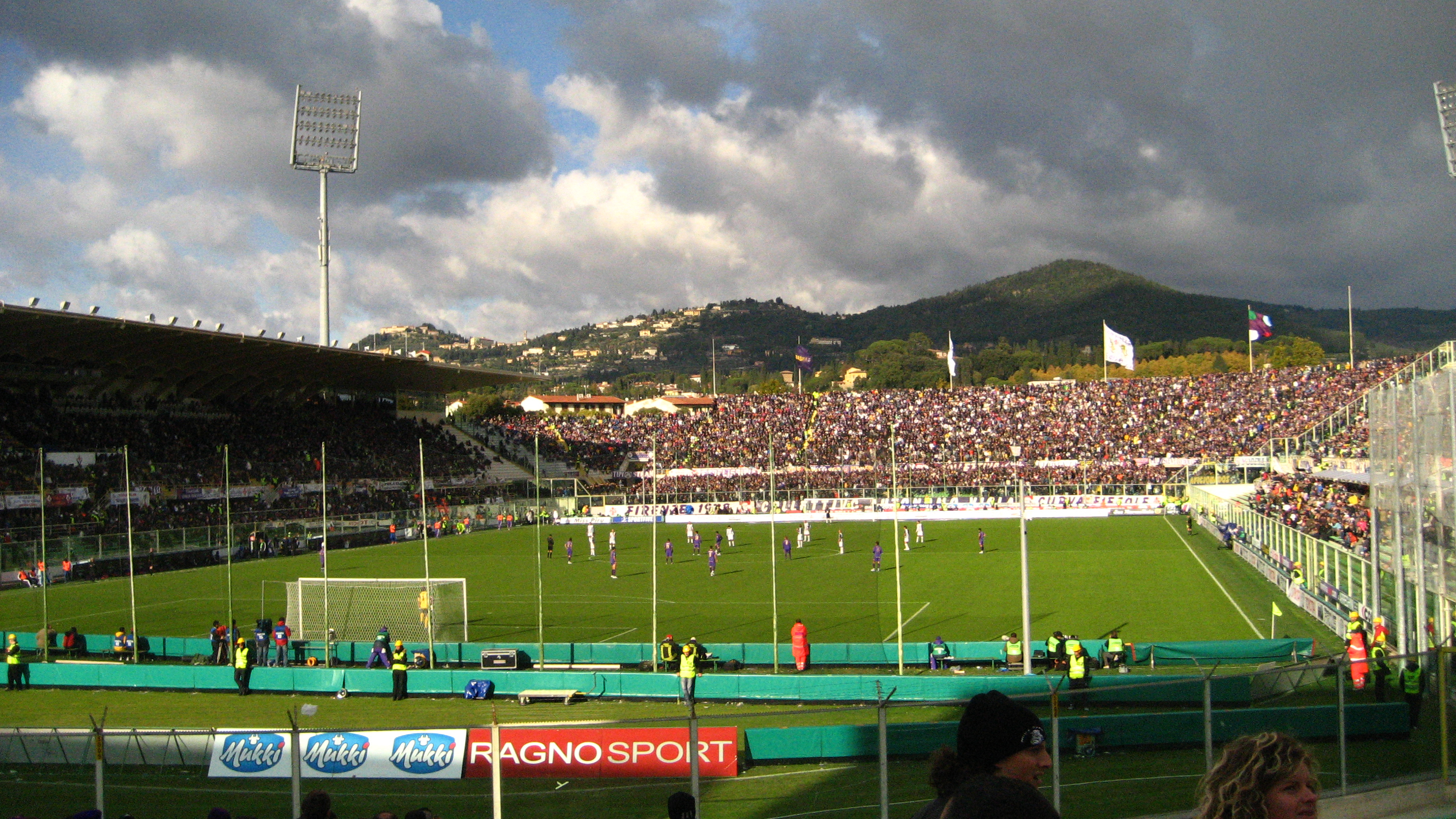
Sân vận động Artemio Franchi – sân nhà của ACF Fiorentina.

ACF Fiorentina hay còn gọi là Fiorentina là đội bóng đá đại diện cho Firenze thi đấu ở Serie A, giải vô địch hàng đầu của hệ thống giải đấu Ý. Fiorentina đã giành được hai chức vô địch Ý, vào năm 1956 và 1969, cùng 6 cúp quốc gia Ý, kể từ khi thành lập vào năm 1926. Họ thi đấu tại Sân vận động Artemio Franchi, với sức chứa 47.282 khán giả. Đội nữ của Fiorentina đã vô địch Giải vô địch bóng đá nữ Ý mùa giải 2016–17.
Firenze là nơi tọa lạc của Centro Tecnico Federale di Coverciano ở khu vực Coverciano, sân tập chính của Đội tuyển bóng đá quốc gia Ý và bộ phận kỹ thuật của Liên đoàn bóng đá Ý.
Firenze là một trong những thành phố đăng cai tổ chức Giải vô địch thế giới đường trường UCI 2013 của bộ môn đua xe đạp. Thành phố cũng đã tổ chức các màn đua của Giro d'Italia, gần đây nhất là vào năm 2017.
Kể từ năm 2017, Firenze cũng có đại diện tại Eccellenza, giải đấu hàng đầu của hệ thống liên đoàn bóng bầu dục liên hiệp ở Ý, bởi câu lạc bộ I Medicei được thành lập vào năm 2015 bằng sự hợp nhất của các đội cấp cao của I Cavalieri (khu Prato) và Firenze Rugby 1931. I Medicei đã giành chức vô địch Serie A mùa giải 2016–17 và được thăng hạng lên Eccellenza trong mùa giải 2017–18.
Rari Nantes Florentia là một câu lạc bộ bóng nước thành công có trụ sở tại Firenze; cả đội nam và nữ của họ đều đã giành được một số chức vô địch Ý và đội nữ cũng đã giành được các danh hiệu châu Âu trong tầm tay.

## Tổ chức hành chính và chính quyền

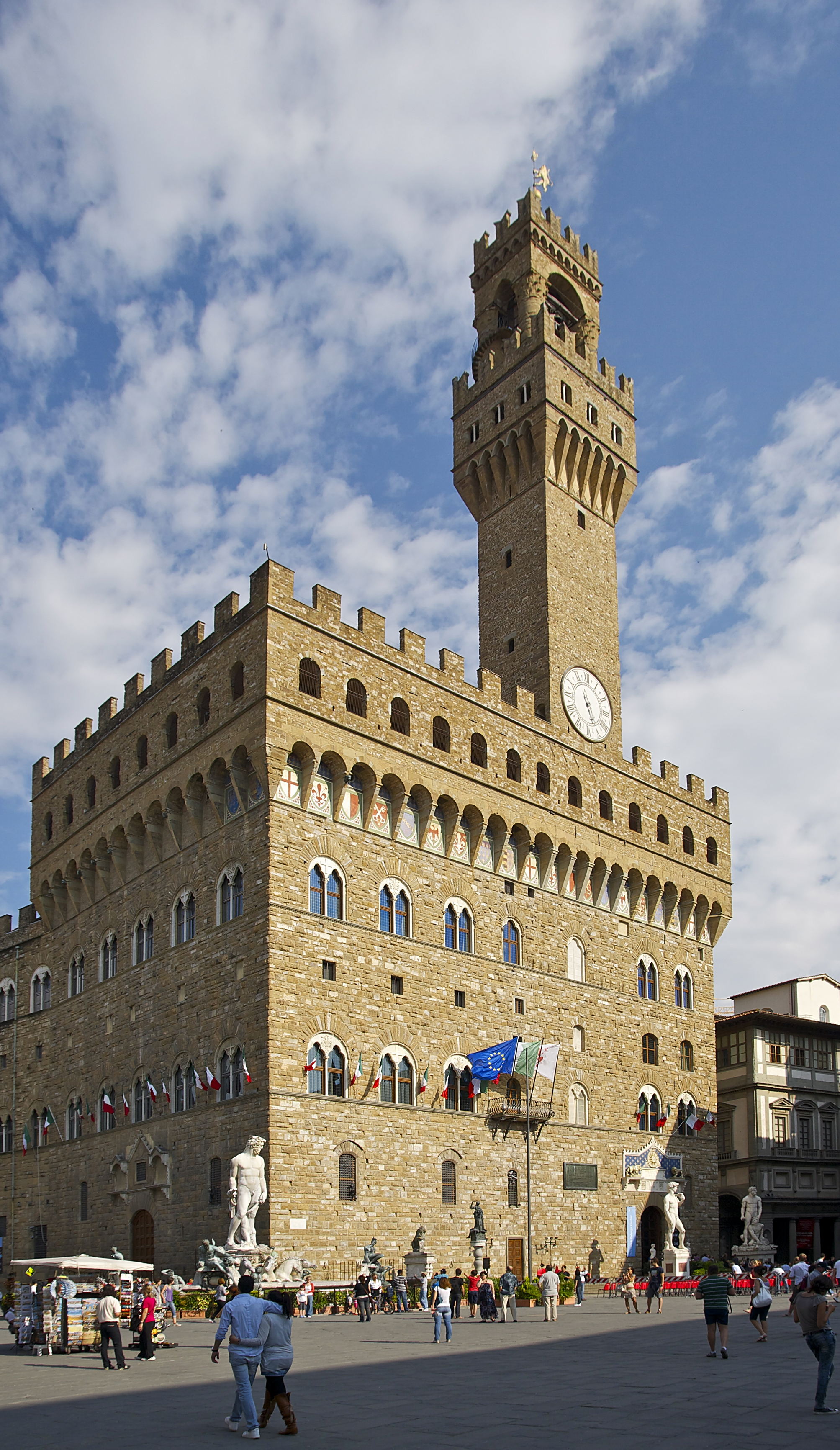
Palazzo Vecchio – Tòa thị chính Firenze, trụ sở chính quyền thành phố.

### Chính quyền các cấp
Tương tự với nhiều thành phố khác ở Ý, Firenze được quản lý bởi định chế một hội đồng và một ủy ban. Hội đồng thành phố (Consiglio comunale) đóng vai trò là cơ quan lập pháp, bao gồm 36 ủy viên hội đồng được bầu 5 năm một lần theo hệ thống tỷ lệ song song với cuộc bầu cử thị trưởng. Cơ quan điều hành là Ủy ban thành phố (Giunta comunale) gồm 7 thẩm định viên, được đề cử và lãnh đạo bởi một thị trưởng được bầu trực tiếp. Cựu Thủ tướng Ý (2014–2016) Matteo Renzi từng là Thị trưởng Firenze từ năm 2009 đến 2014. Thị trưởng hiện tại là Dario Nardella, thuộc Đảng Dân chủ Ý.
Hội đồng thành phố và Ủy ban thành phố Firenze có trụ sở đặt tại Cung điện Signoria (Palazzo della Signoria) – hay còn phổ biến hơn với tên gọi Palazzo Vecchio (Cung điện Cũ), nằm tại Quảng trường Signoria (Piazza della Signoria) trung tâm phố cổ của Firenze.
Thành phố Firenze (Città di Firenze) là tỉnh lỵ của một đơn vị hành chính cấp cao hơn – Thành phố đô thị Firenze (Città metropolitana di Firenze) được thành lập vào ngày 1 tháng 1 năm 2015 và là một trong 14 thành phố đô thị của Ý – đơn vị hành chính tương đương cấp tỉnh, thay thế cho đơn vị hành chính cũ trước đó là tỉnh Firenze (Provincia di Firenze). Thành phố đô thị này có diện tích 3.514 km² và dân số khoảng 1 triệu người, với tổng cộng 41 huyện bao gồm cả tỉnh lỵ Firenze. Trụ sở hành chính Thành phố đô thị Firenze đặt tại Cung điện Medici.
Firenze đồng thời là thủ phủ của vùng Toscana, một trong 20 vùng hành chính của Ý. Chính quyền vùng Toscana đặt trụ sở tại Cung điện Palazzo Guadagni Strozzi Sacrati ở Quảng trường Nhà thờ chính tòa (Piazza del Duomo).

### Phân chia hành chính
Thành phố Firenze hiện tại được chia thành năm Quận hành chính (Quartieri), sau khi thực hiện cải cách thay đổi lớn từ con số 14 quận trước đó vào năm 1990. Mỗi quận được điều hành bởi một Hội đồng quận (Consiglio) và một Quận trưởng, được bầu đồng thời với Thị trưởng thành phố. Sự thành lập, tổ chức, phân chia quận được quản lý bởi Hiến pháp Ý (điều 114). Các quận có quyền cố vấn cho Thị trưởng với các ý kiến không ràng buộc về nhiều chủ đề (như môi trường, xây dựng, sức khỏe cộng đồng, thị trường địa phương) và thực hiện các chức năng nhiệm vụ được Hội đồng thành phố giao cho họ; ngoài ra, các quận được phân bổ nguồn ngân sách tự chủ để chi trả và tài trợ cho các hoạt động ở từng địa phương. 5 quận hành chính hiện tại của Firenze là:
| Quận                                            | Bao gồm các phường/khu | Dân số (người) | Diện tích (km²) | Mật độ (người/km²) | Bản đồ             |
| ----------------------------------------------- | --- | -------------- | --------------- | ------------------ | ------------------ |
| Quận 1 Centro Storico (Trung tâm lịch sử)       | Centro storico, Il Prato, Fortezza da Basso, Viali, San Jacopino, Collina sud e San Gaggio                                                                             | 67.170         | 11,396          | 5.894              | 5 quận của Firenze |
| Quận 2 Campo di Marte (Quảng trường Chiến Thần) | Campo di Marte, Le Cure, Viali, Bellariva, Coverciano, Settignano, Collina nord                                                                                        | 88.588         | 23,406          | 3.784              | 5 quận của Firenze |
| Quận 3 Gavinana-Galluzzo                        | Gavinana, Galluzzo, San Gaggio, Collina sud, Sorgane, Bandino, Paradiso, San Marcellino                                                                                | 40.907         | 22,312          | 1.833              | 5 quận của Firenze |
| Quận 4 Isolotto-Legnaia                         | Isolotto, Legnaia, Argingrosso, Cintoia, I Bassi, La Casella, Le Torri, Mantignano, Monticelli, Pignone, San Lorenzo a Greve, Soffiano, San Quirico, Torcicoda, Ugnano | 66.636         | 16,991          | 3.921              | 5 quận của Firenze |
| Quận 5 Rifredi                                  | Statuto, Romito, Viali, Fortezza da Basso, Rifredi, Careggi, Castello, Collina nord, Novoli, Firenze Nova, Brozzi, Le Piagge, Peretola, Quaracchi, Ponte di mezzo      | 103.761        | 28,171          | 3.683              | 5 quận của Firenze |
| Tổng cộng                                       | 5 quận | 367.062 người  | 102,276 km²     | 3.589 người/km²    | 5 quận của Firenze |

## Kinh tế

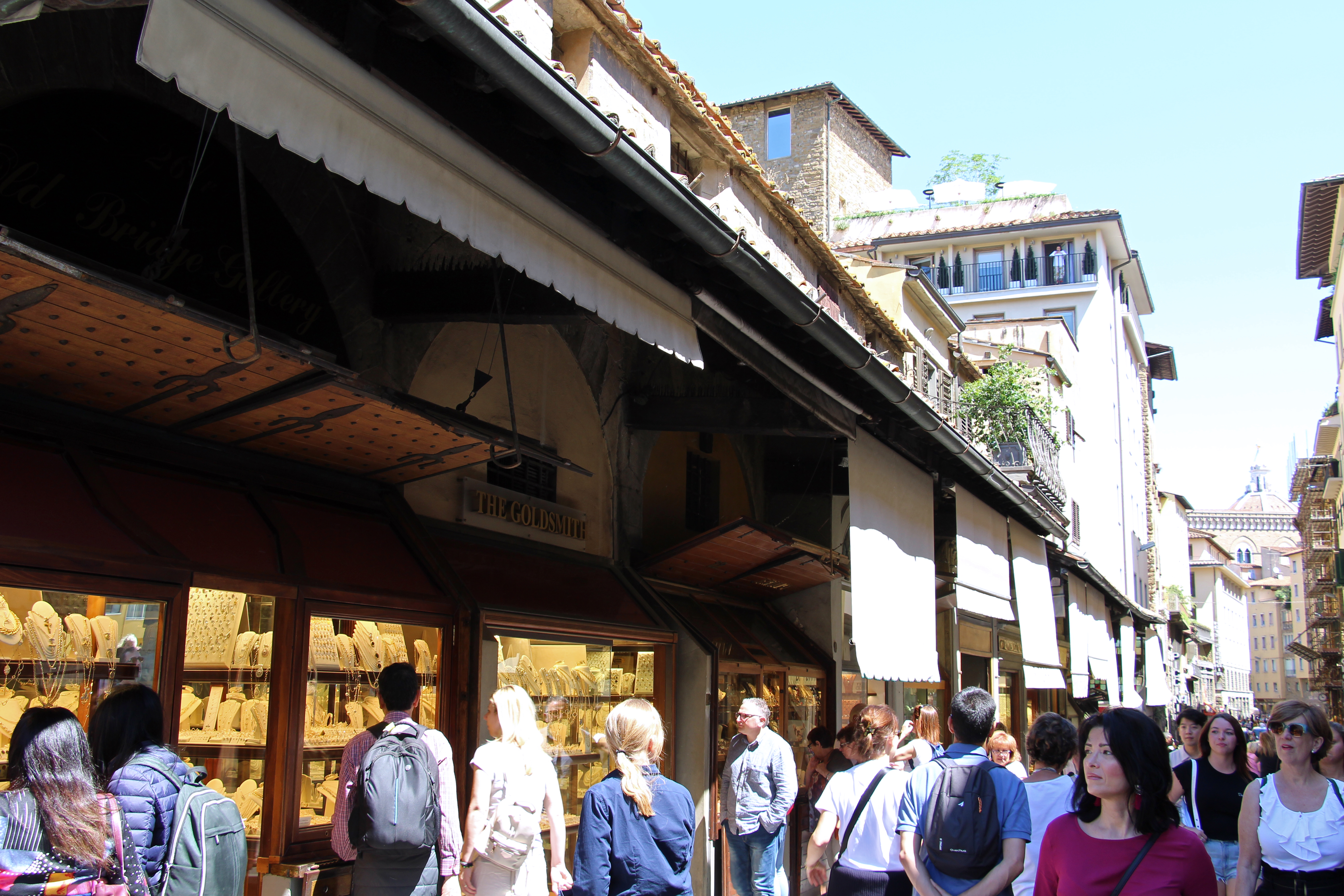
Ponte Vecchio nổi tiếng với các cửa tiệm kim hoàn trang sức hạng sang trải dài trên cầu.

Cho đến nay, du lịch là ngành chiếm tỷ trọng cao nhất trong tất cả các ngành và phần lớn nền kinh tế Firenze phụ thuộc vào nguồn tiền do du khách và sinh viên quốc tế học tập tại thành phố tạo ra. Tuy nhiên, sản xuất và thương mại vẫn đóng vai trò rất quan trọng trong nền kinh tế địa phương.
Firenze là thành phố đón nhận khách du lịch hằng năm nhiều thứ 4 của Ý, xếp sau thủ đô Roma, Venezia và Milano. Tổng giá trị du lịch của thành phố đạt khoảng 2,5 tỷ euro vào năm 2015 và số lượng du khách đã tăng 5,5% so với năm trước. Năm 2013, Firenze được tạp chí Condé Nast Traveler liệt kê ở vị trí thứ hai trong top những điểm đến du lịch tuyệt vời nhất trên thế giới.
Năm 2021, Firenze cũng là thành phố đứng thứ 7 của Ý xét về thu nhập trung bình của người lao động, với con số là €16.686, xếp sau Reggio Emilia và đứng trên Modena.

### Công nghiệp, thương mại và dịch vụ

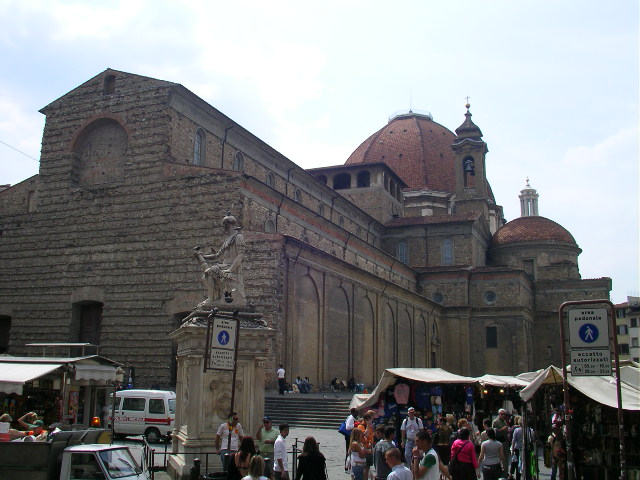
Quần thể Nhà nguyện Medici và khu chợ San Lorenzo nổi tiếng với mặt hàng thuộc da và sản phẩm địa phương.

Firenze là một trong những trung tâm sản xuất và thương mại lớn ở Ý, nơi có các khu liên hợp công nghiệp ở ngoại ô sản xuất đủ loại hàng hóa, từ đồ nội thất, hàng cao su, hóa chất và thực phẩm. Tuy nhiên, các sản phẩm truyền thống và địa phương, chẳng hạn như đồ cổ, đồ thủ công mỹ nghệ, đồ thủy tinh, hàng da, đồ tái tạo nghệ thuật, đồ trang sức, đồ lưu niệm, đồ kim loại và đồ sắt tinh xảo, giày dép, phụ kiện và quần áo thời trang cao cấp cũng chiếm ưu thế trong cấu trúc kinh tế của Firenze. Thu nhập của thành phố phụ thuộc một phần vào các dịch vụ và lợi ích thương mại và văn hóa, chẳng hạn như hội chợ hàng năm, các ấn phẩm sân khấu và nhạc kịch, triển lãm nghệ thuật, lễ hội và trình diễn thời trang. Công nghiệp nặng và máy móc cũng góp phần mang lại thu nhập. Ở Nuovo Pignone, vẫn còn nhiều nhà máy và các doanh nghiệp công nghiệp vừa và nhỏ chiếm ưu thế. Các quận và khu vực đô thị công nghiệp Firenze-Prato-Pistoia được gọi là 'Nước Ý thứ ba' vào những năm 1990, do xuất khẩu hàng hóa và ô tô chất lượng cao (đặc biệt là xe Vespa) cũng như sự thịnh vượng và năng suất của các doanh nhân Firenze. Một số ngành công nghiệp này thậm chí còn sánh ngang với các khu công nghiệp truyền thống ở Emilia-Romagna và Veneto do lợi nhuận và năng suất cao.
Trong quý 4 năm 2015, ngành chế tạo tăng 2,4% và xuất khẩu tăng 7,2%. Các lĩnh vực hàng đầu bao gồm kỹ thuật cơ khí, thời trang, dược phẩm, thực phẩm và rượu vang. Trong năm 2015, các hợp đồng lao động dài hạn đã tăng 48,8%, được thúc đẩy bởi việc giảm thuế trên toàn quốc.

### Du lịch

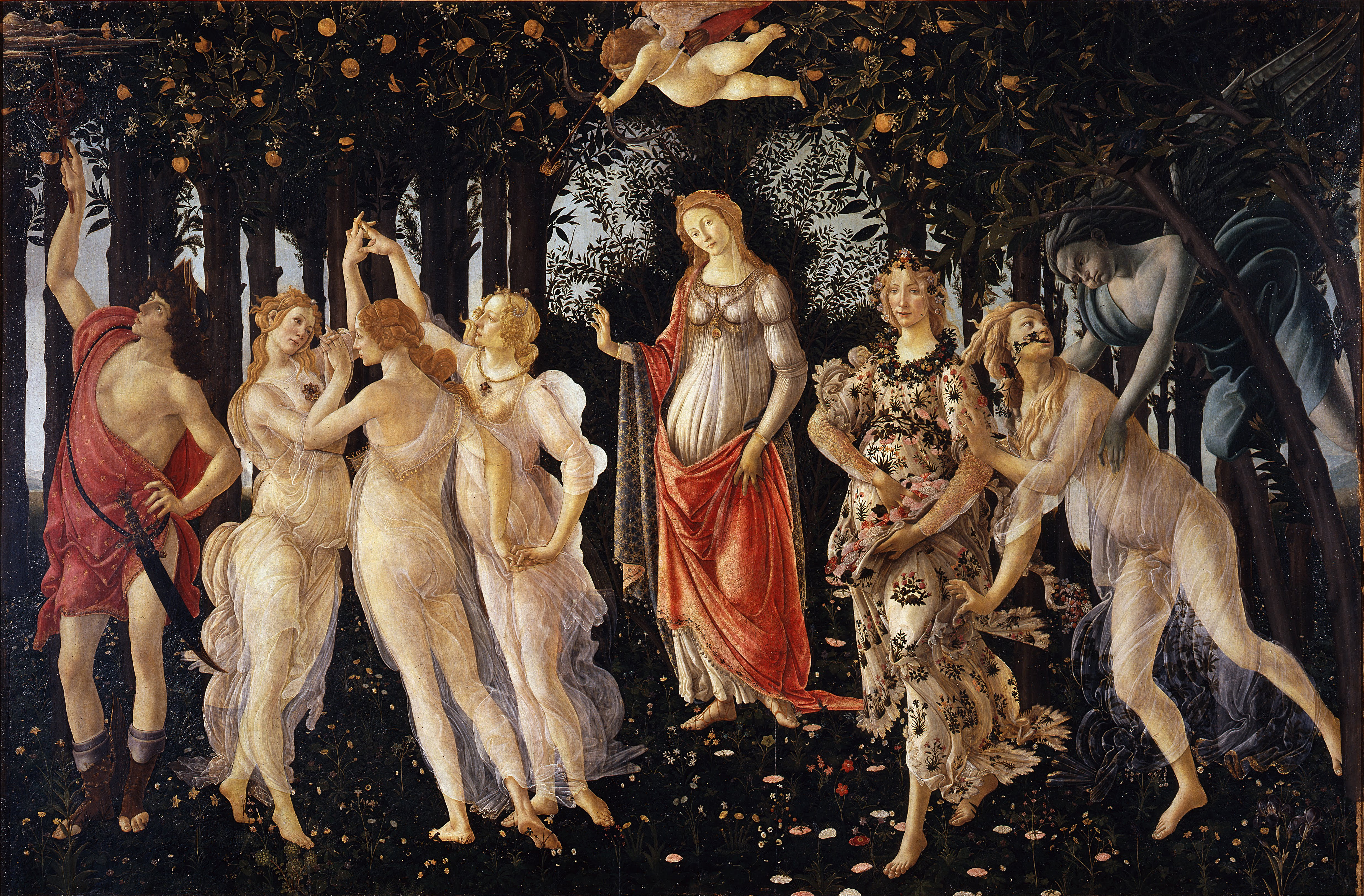
Tác phẩm Primavera nổi tiếng của Botticelli tại Phòng trưng bày Uffizi.

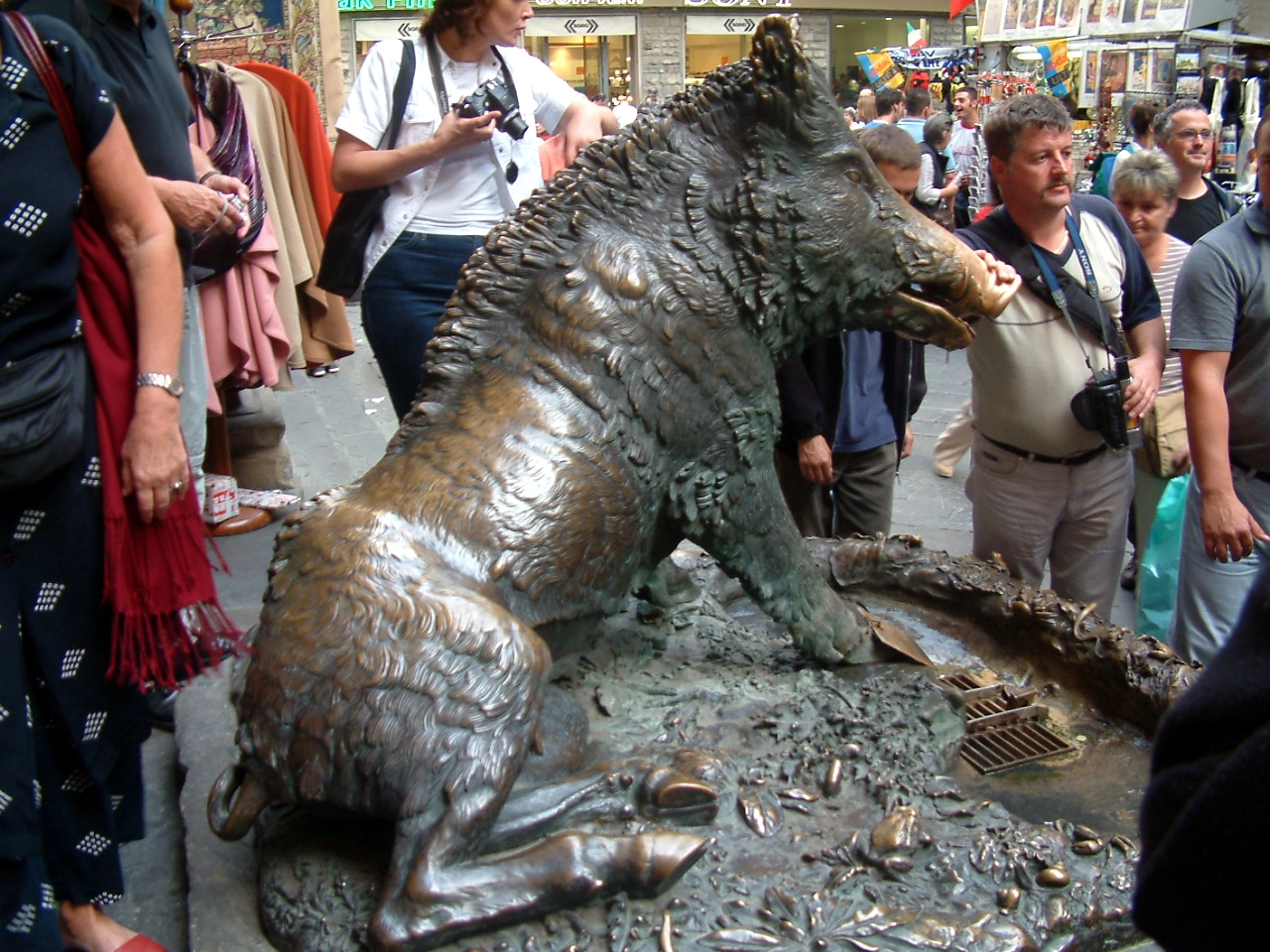
Khách du lịch đổ xô đến Đài phun nước Porcellino.

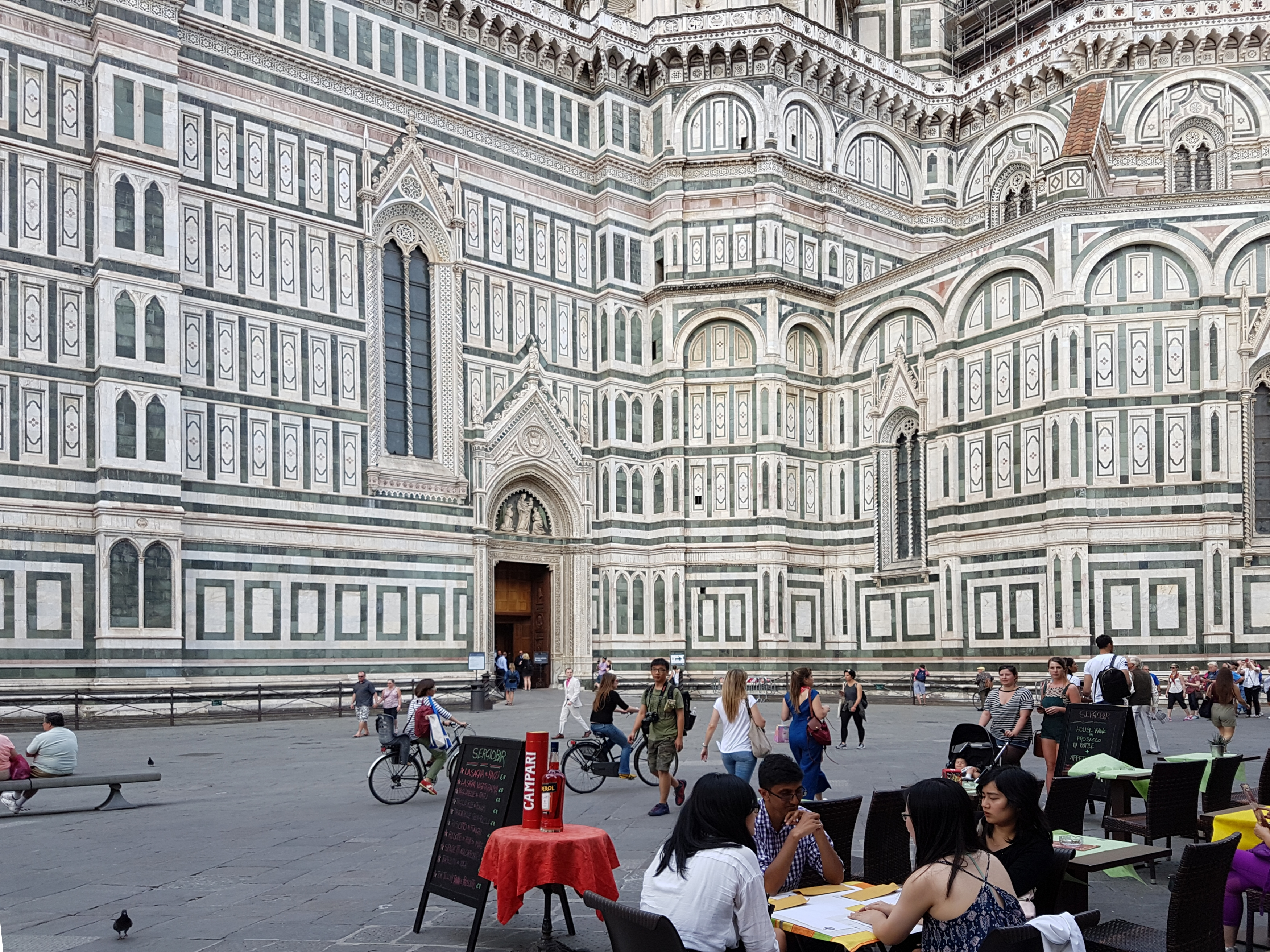
Các hàng quán phục vụ du khách tại Piazza del Duomo.

Du lịch là mảng ngành quan trọng nhất của thành phố, đặc biệt là khu vực trung tâm. Từ khoảng tháng 4 đến tháng 10 hằng năm thường là mùa du lịch cao điểm khi mà lượng du khách còn đông hơn dân số địa phương. Vé vào cửa các bảo tàng như Uffizi và Nhà triễn lãm Học viện thường xuyên cháy vé và các đoàn nhóm lớn thường xuyên xếp hàng dài tại vương cung thánh đường Santa Croce và Santa Maria Novella, cả hai nơi đều thu phí vào cửa. Vé vào Uffizi và Nhà triễn lãm Học viện có thể được mua trực tuyến trước khi đến thăm. Năm 2015, độc giả của Condé Nast Travel đã bình chọn Firenze là thành phố du lịch tốt nhất tại châu Âu. Năm 2017, độc giả của tạp chí Travel + Leisure đã xếp thành phố này là điểm đến đứng vị trí thứ nhất trong danh sách các địa điểm du lịch yêu thích của họ. Các nghiên cứu của Euromonitor International đã kết luận rằng du lịch thiên hướng khám phá văn hóa lịch sử đang tạo ra sự gia tăng đáng kể chi tiêu trên khắp châu Âu, và Firenze luôn thuộc nhóm đứng đầu bảng trong khía cạnh này.
Firenze được xem là nơi có mật độ tập trung nhiều nghệ thuật nhất trên thế giới (tương ứng với quy mô của nó). Do đó, du lịch văn hóa đặc biệt phát triển mạnh, với các bảo tàng danh giá thế giới như Uffizi đã đón nhận hơn 4 triệu lượt khách tham quan vào năm 2022. Các cơ sở trung tâm hội nghị của thành phố đã được tái cấu trúc trong những năm 1990 và thường xuyên tổ chức các cuộc triển lãm, hội nghị, cuộc họp, diễn đàn xã hội, buổi hòa nhạc và các sự kiện khác quanh năm.
Năm 2016, Firenze có 20.588 phòng khách sạn tại 570 cơ sở. Khách quốc tế sử dụng 75% số phòng; khoảng 18% trong số đó đến từ Mỹ. Năm 2014, thành phố có 8,5 triệu lượt lưu trú qua đêm. Báo cáo của Euromonitor vào năm 2022 cho thấy rằng thành phố được xếp hạng thứ 21 trong top 30 thành phố được ghé thăm nhiều nhất trên thế giới, với hơn 5 triệu lượt khách trong năm.
Du lịch mang lại nguồn doanh thu lớn cho Firenze, nhưng cũng tạo ra một số vấn đề nhất định. Ponte Vecchio, khu chợ San Lorenzo và Santa Maria Novella là nơi thường xuyên xảy ra nạn móc túi. Toàn Thành phố đô thị Firenze đón khoảng 13 triệu du khách mỗi năm và vào mùa cao điểm, hệ quả là các địa điểm nổi tiếng có thể trở nên quá đông đúc. Năm 2015, Thị trưởng Dario Nardella bày tỏ lo ngại về việc du khách đến bằng xe buýt và chỉ lưu lại vài giờ, tiêu ít tiền nhưng góp phần đáng kể vào tình trạng quá tải. "Không hề có chuyến thăm bảo tàng nào, đến chỉ để chụp vài bức ảnh ở quảng trường, quay lại lên xe buýt và sau đó đến Venezia... Chúng tôi không muốn những khách du lịch như vậy", ông nói.
Theo Nardella, một số khách du lịch thiếu tôn trọng di sản văn hóa của thành phố. Vào tháng 6 năm 2017, ông cho thiết lập một chương trình phun nước vào các bậc thang của các thánh đường để ngăn khách du lịch chiếm dụng những khu vực đó làm điểm dã ngoại. Trong khi đánh giá cao lợi ích của du lịch, ông tuyên bố rằng đã có "sự gia tăng trong số những người ngồi xuống bậc thềm các nhà thờ, ăn thức ăn của họ và để rác vương vãi xuống đất", ông giải thích. Để thúc đẩy việc bán các món ăn truyền thống, thị trưởng đã ban hành luật năm 2016 yêu cầu các nhà hàng sử dụng các sản phẩm đặc trưng của vùng Toscana và từ chối đơn xin mở một cửa tiệm của McDonald's tại Quảng trường Nhà thờ chính tòa.
Vào tháng 10 năm 2021, Firenze lọt vào danh sách cho giải thưởng Thủ đô Du lịch Thông minh của Ủy ban châu Âu năm 2022 cùng với Bordeaux, Copenhagen, Dublin, Ljubljana, Palma de Mallorca và Valencia.

### Sản xuất ẩm thực và rượu vang

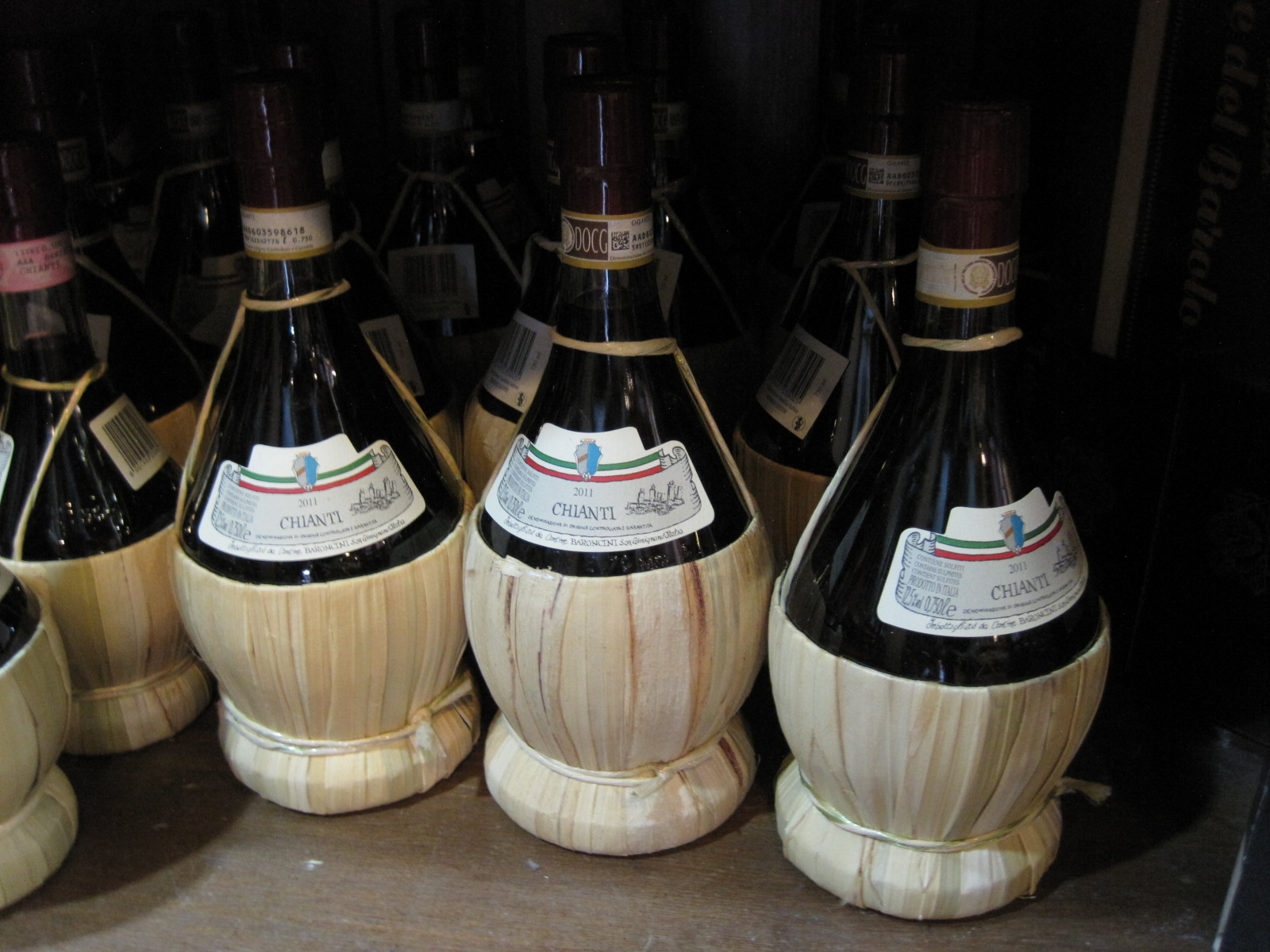
Rượu vang Chianti trong các chai fiasco truyền thống.

Ẩm thực và rượu vang Ý từ lâu đã là một mặt hàng chủ lực quan trọng của nền kinh tế Firenze. Vùng vang Chianti nằm ngay phía nam thành phố và giống nho Sangiovese của địa phương nổi tiếng thế giới không chỉ trong các loại rượu vang Chianti Classico mà còn trong nhiều hỗn hợp Supertuscan được phát triển gần đây. Trong vòng 32 km (20 dặm) về phía tây là khu vực vang Carmignano, cũng là nơi sinh trưởng của giống nho đỏ có nguồn gốc sangiovese đầy hương vị. Vùng vang Chianti Rufina nổi tiếng, tách biệt về mặt địa lý và lịch sử với vùng Chianti chính, cũng cách Firenze vài km về phía đông. Thời gian gần đây, vùng vang Bolgheri (cách Firenze khoảng 150 km hay 93 dặm về phía tây nam) đã trở nên nổi tiếng với dòng vang đỏ "Super Tuscan" như Sassicaia và Ornellaia.
Trong vùng đô thị Firenze, ngành nông nghiệp chiếm 6,4% GDP của khu vực với hơn 7.000 công ty hoạt động trong lĩnh vực nông sản thực phẩm. Tính đến quý 3 năm 2019, có hơn 400 doanh nghiệp trẻ hoạt động trong lĩnh vực này, chiếm 6,8% tổng số trên địa bàn đô thị.

## Giao thông

### Đường bộ

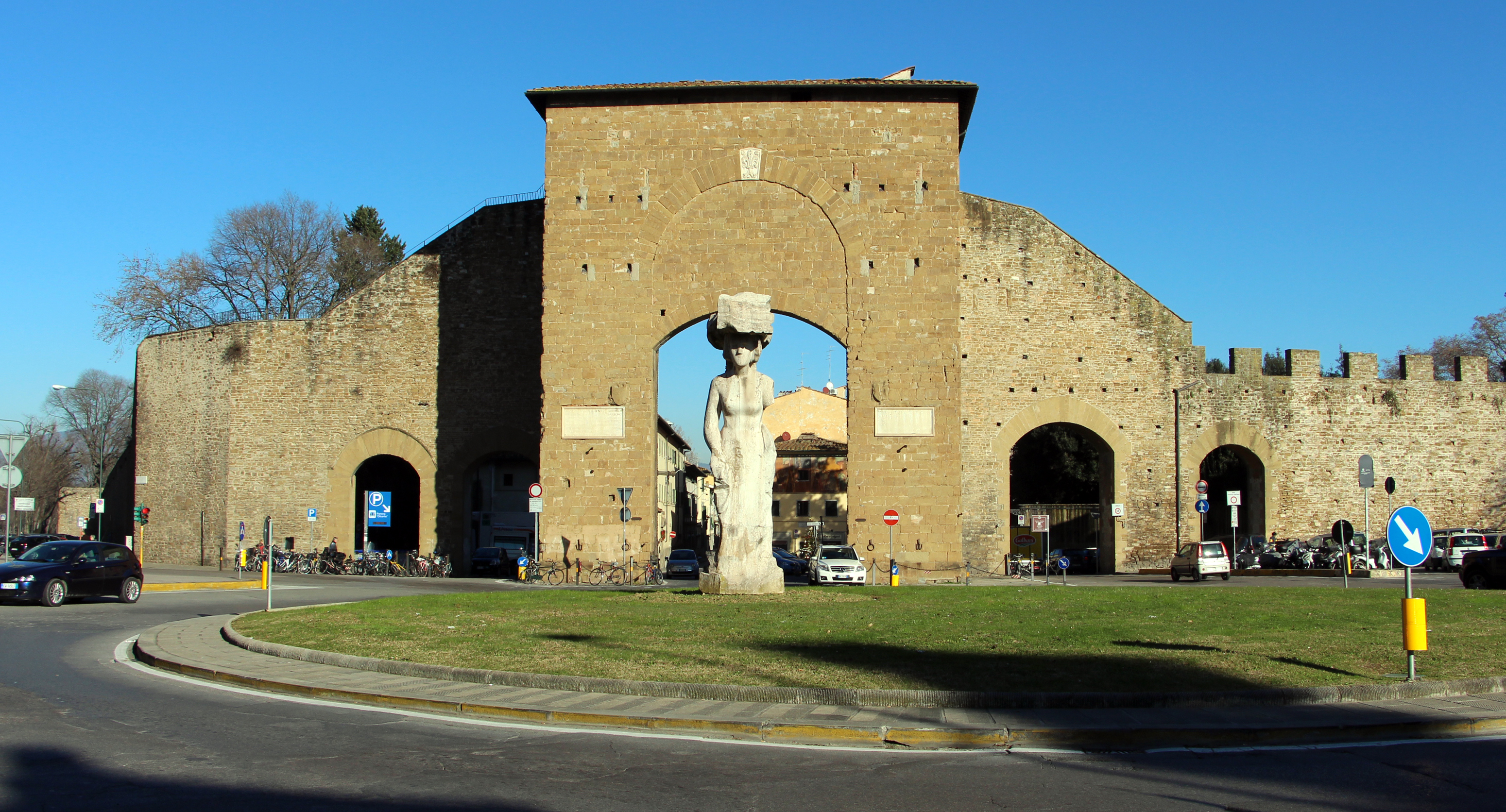
Porta Romana – cổng thành cực Nam của thành cổ Firenze, hướng về thành Roma.

Firenze là một trong những ngã ba đường quan trọng của quốc gia, nhờ vào vị trí lịch sử chiến lược từ thời Cộng hòa La Mã – nằm ở giữa tuyến đường nối thành Roma với vùng phương Bắc. Nơi đây được kết nối bởi một số cao tốc trọng điểm, mà quan trọng nhất là Autostrada A1 – đường cao tốc lâu đời nhất của châu Âu và dài nhất ở Ý kết nối thủ phủ của 2 miền Bắc Nam là Milano và Napoli cùng thủ đô Roma. A11 là tuyến cao tốc quốc gia chạy từ Firenze về phía tây dọc theo sông Arno để đến Pisa – và từ đó kết nối với vùng duyên hải tây bắc của đất nước.
Trong nội ô Firenze, khu trung tâm lịch sử Firenze không cho xe cộ qua lại, mặc dù xe buýt, taxi và cư dân có giấy phép phù hợp vẫn được phép đi vào. Khu vực này thường được gọi là ZTL (Zona Traffico Limitato), được chia thành nhiều tiểu khu. Do đó, cư dân của một khu vực sẽ chỉ có thể lái xe trong khu vực của họ và có lẽ một số khu vực lân cận. Ô tô không có giấy phép được phép vào sau 7:30 tối hoặc trước 7:30 sáng. Các quy tắc này thay đổi trong mùa hè là thời điểm đông khách du lịch, đặt ra nhiều hạn chế hơn về những chỗ mà người ta có thể ra vào.

### Đường sắt

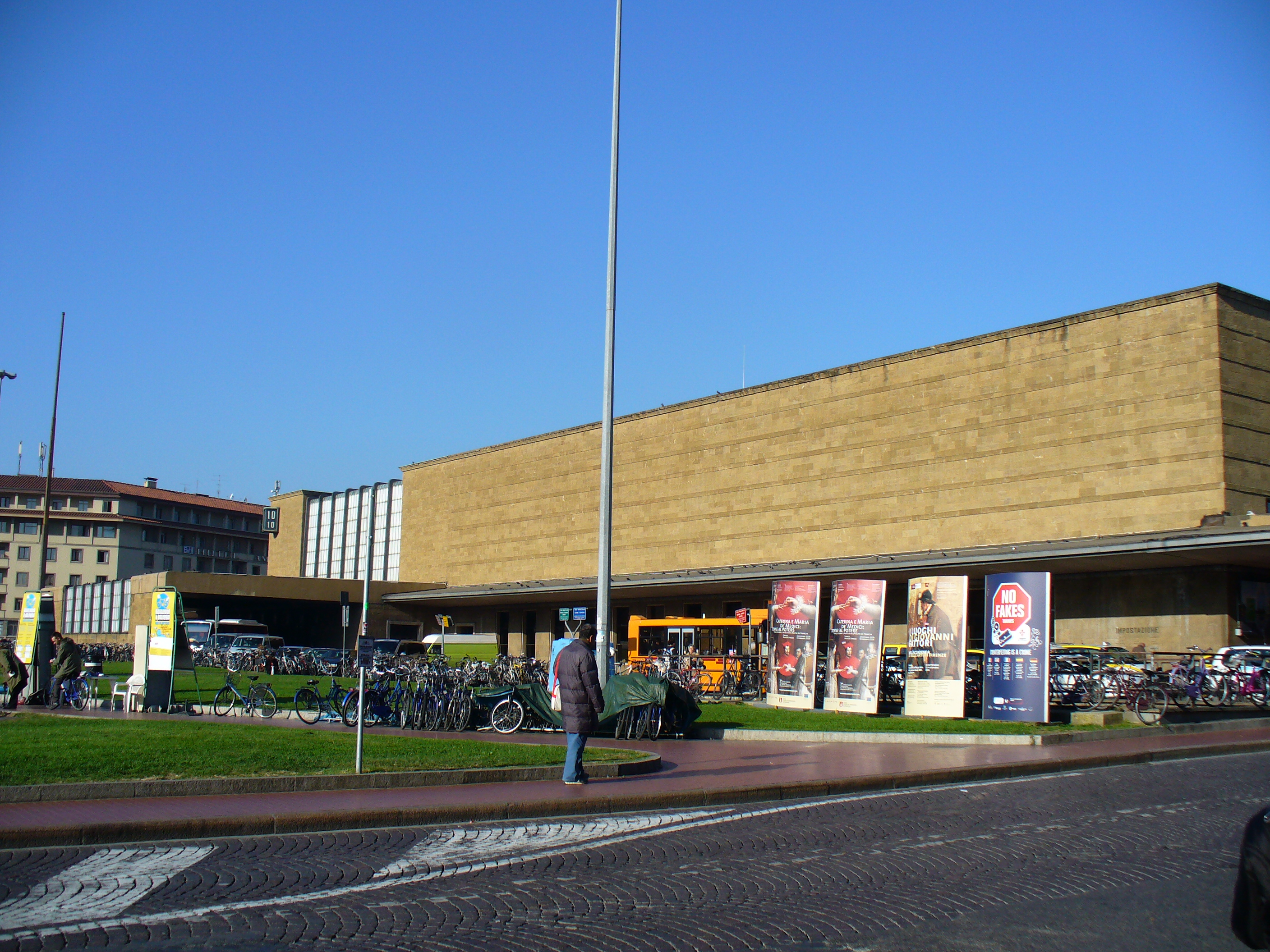
Firenze Santa Maria Novella – nhà ga chính trung tâm của Firenze.

Firenze Santa Maria Novella là nhà ga đường sắt quốc gia và quốc tế chính ở Firenze và có khoảng 59 triệu lượt hành khách sử dụng mỗi năm. Tòa nhà do Giovanni Michelucci thiết kế, được xây dựng theo phong cách chủ nghĩa duy lý Ý và là một trong những tòa nhà theo trường phái duy lý lớn ở Ý. Nó nằm ở Quảng trường Nhà ga (Piazza della Stazione), gần pháo đài Fortezza da Basso, một kiệt tác của kiến trúc quân sự thời Phục Hưng, và tuyến đại lộ Viali di Circonvallazione, và phía trước Vương cung thánh đường Đức Bà Tân Hoa Santa Maria Novella – nguồn gốc mà nhà ga này được đặt tên. Cũng như nhiều chuyến tàu cao tốc đến các thành phố lớn của Ý, Firenze được phục vụ bởi các chuyến tàu dịch vụ ngủ qua đêm quốc tế để đến Munich và Viên do hãng đường sắt của Áo ÖBB khai thác.
Vé tàu phải được xác nhận trước khi lên tàu. Bến xe buýt chính nằm cạnh nhà ga Santa Maria Novella. Công ty đường sắt quốc gia Ý Trenitalia điều hành các chuyến tàu giữa các nhà ga trong thành phố và đến các thành phố khác trên khắp nước Ý và châu Âu. Ga trung tâm Santa Maria Novella nằm cách quảng trường Piazza del Duomo và Nhà thờ chính tòa Đức Bà Phồn Hoa khoảng 500 m (1.600 ft) về phía tây bắc. Bên cạnh đó thành phố còn có 2 nhà ga quan trọng khác là Firenze Campo di Marte và Firenze Rifredi. Hầu hết các tuyến tàu lân cận phổ biến nhất là Firenze–Pisa, Firenze–Viareggio và Firenze–Arezzo (dọc theo tuyến chính đến Roma). Các tuyến đường sắt địa phương khác kết nối Firenze với Borgo San Lorenzo ở khu vực Mugello (đường sắt Faentina) và Siena.
Một nhà ga đường sắt cao tốc mới đang được xây dựng và được ký hợp đồng đưa vào hoạt động vào năm 2015. Nó được lên kế hoạch kết nối với sân bay Vespucci, ga trung tâm Santa Maria Novella và với trung tâm thành cổ bằng tuyến thứ hai của Tramvia. Công ty kiến trúc Foster + Partners và Lancietti Passaleva Giordo & Associati đã thiết kế nhà ga xe lửa mới này.

### Hàng không

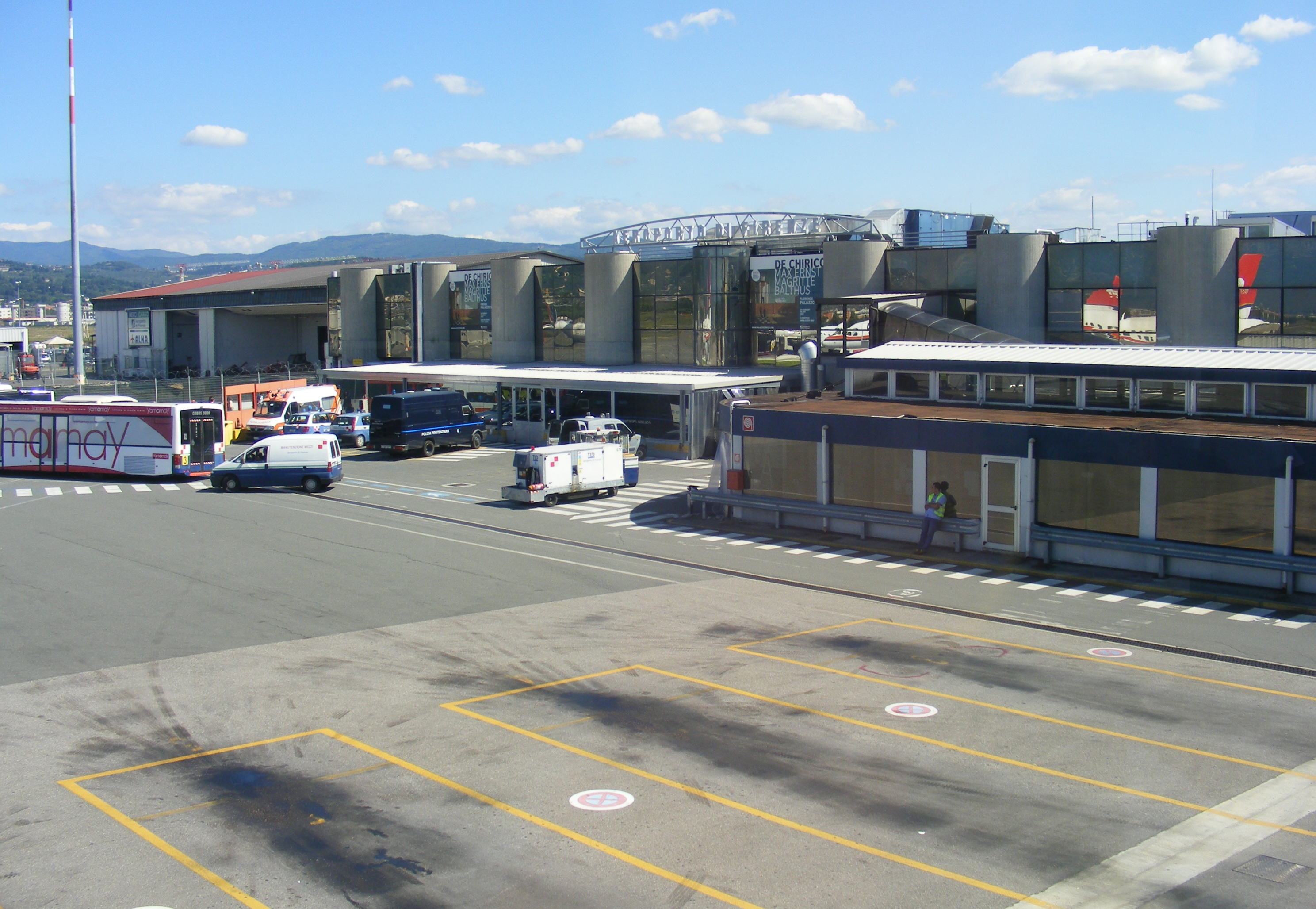
Sân bay Firenze Peretola Amerigo Vespucci.

Sân bay Peretola (IATA: FLR, ICAO: LIRQ, tiếng Ý: Aeroporto di Firenze-Peretola) hay tên chính thức là Sân bay Amerigo Vespucci – đặt tên theo nhà hàng hải thám hiểm nổi tiếng người Firenze, là sân bay quốc tế của thành phố và là một trong hai sân bay chính của vùng Toscana. Mặc dù là thủ phủ của vùng tuy nhiên sân bay tại Firenze lại không được sử dụng rộng rãi bởi các hãng hàng không phổ biến. Do vậy đây là sân bay Toscana bận rộn thứ hai về lượng hành khách xếp sau Sân bay quốc tế Galileo Galilei ở Pisa.

### Tuyến đường xe đạp và thuê xe

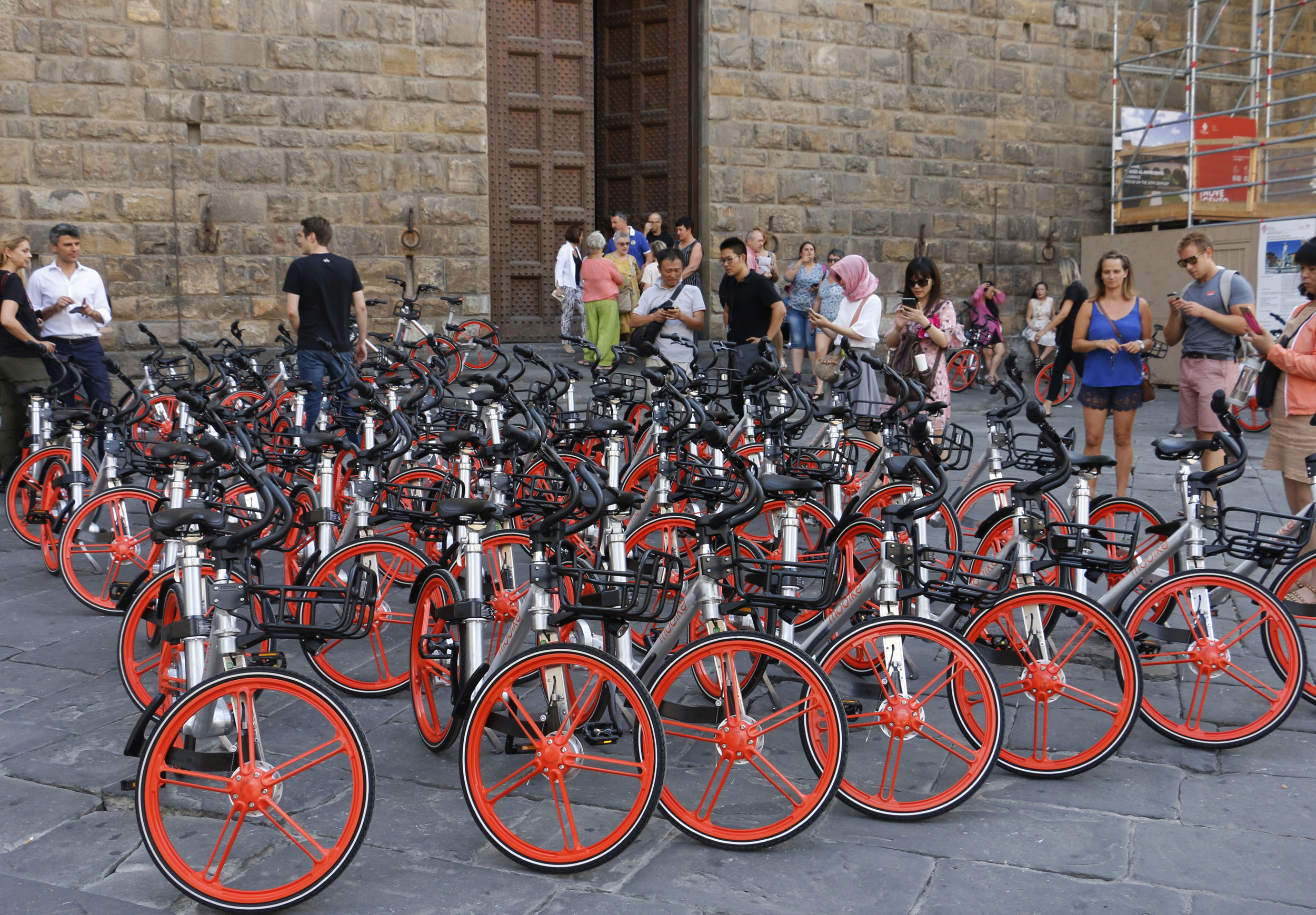
Xe đạp công cộng tại Palazzo Vecchio.

Firenze là thành phố khá thân thiện dành cho người đi xe đạp. Các con đường và làn đường dành cho xe đạp ôm lấy khu vực xung quanh trung tâm lịch sử Firenze với một số nhánh thường không được liên tục với nhau. Tuyến đường hiện tại dài khoảng 90 km, mặc dù tình hình không ngừng được thay đổi và cải thiện. Khu vực Quận 2 Campo di Marte được quy hoạch đặc biệt tốt. Tất cả các khu vực dành cho người đi bộ rộng lớn trên các phố trung tâm đều có thể đi qua bằng xe đạp, kết nối với các đường dành riêng cho xe đạp qua phố Via Cavour, cũng như các công viên chính của thành phố.
Trong thành phố có nhiều dịch vụ cho thuê xe hơi và xe đạp công cộng như các app Car sharing, Car2go, SharenGo, Enjoy, Bike Sharing, Gobee Bike, Mobike, Taxi.

### Phương tiện công cộng

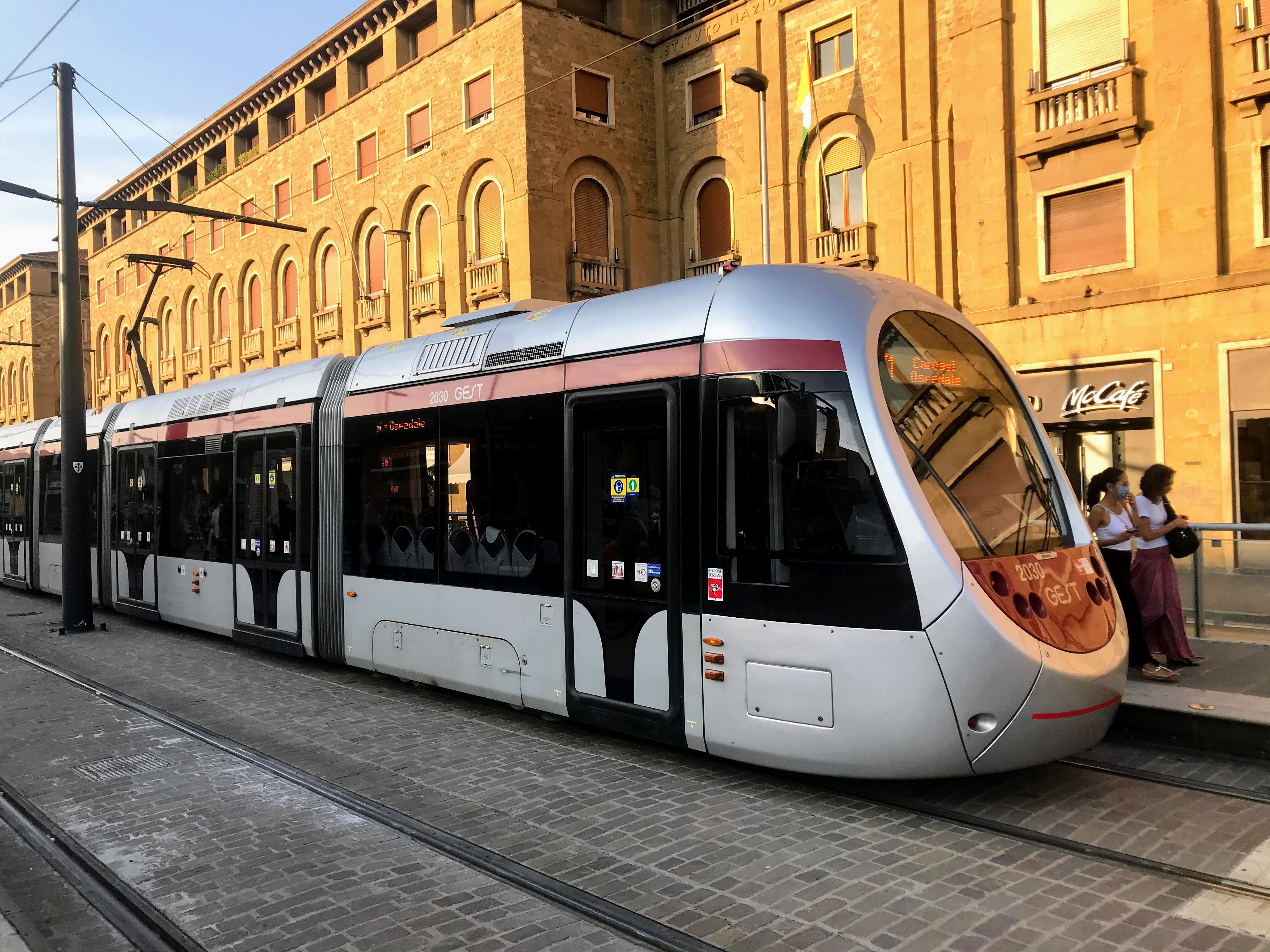
Tuyến tàu điện nổi mặt phố (tramvia) nối nhà ga trung tâm Santa Maria Novella đến Bệnh viện đại học Careggi.

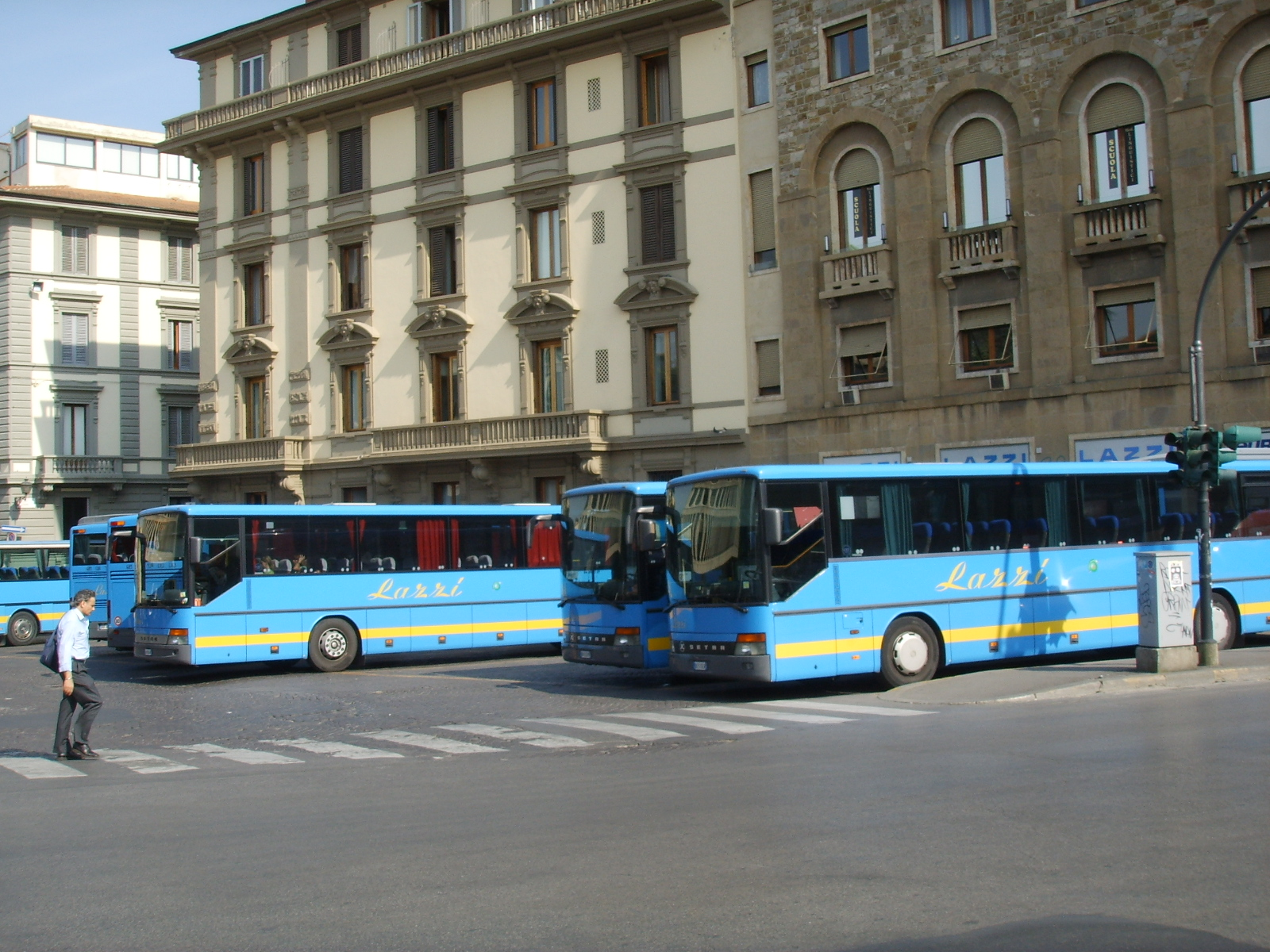
Bến xe liên tỉnh tại Quảng trường Piazza Adua.

ATAF (Azienda Trasporti dell'Area Fiorentina) là công ty công cộng điều hành mạng lưới giao thông công cộng chính trong thành phố. Vé cá nhân, hoặc thẻ gọi là Carta Agile với nhiều chuyến đi, được mua trước và phải được xác thực một lần khi tham gia phương tiện công cộng. Những vé này có thể được sử dụng trên xe buýt, tàu điện nổi mặt phố và tàu hỏa địa phương di chuyển giữa các nhà ga đường sắt trong địa giới thành phố.
Kể từ ngày 1 tháng 11 năm 2021, phương tiện giao thông công cộng địa phương tại Firenze chuyển giao do Autolinee Toscane vận hành – công ty tư nhân quản lý các tuyến xe buýt ở các thành phố và vùng ngoại ô ở Toscana với mạng lưới giao thông 24.527 km và hơn 110 triệu km hành trình di chuyển hàng năm. Hiện tại đây cũng là nhà điều hành duy nhất trong lĩnh vực giao thông công cộng của toàn bộ vùng Toscana, và vì vậy vé phương tiện công cộng chung đơn nhất của Autolinee Toscanee tại Firenze có thể dùng để tham gia phương tiện công cộng ở những thành phố khác thuộc Toscana chẳng hạn như Pisa.
Bốn tuyến xe buýt điện lưu thông trên các tuyến phố hạn chế trong khu vực trung tâm phố cổ lịch sử. Di chuyển bên trong khu vực này bị hạn chế rất nhiều do không có phương tiện giao thông công cộng bổ sung, buộc du khách phải thường xuyên đi bộ một quãng đường dài.
Trong nỗ lực giảm thiểu ô nhiễm không khí và lưu lượng xe hơi trong thành phố, một mạng lưới tàu điện nổi nhiều tuyến có tên là Tramvia đang được xây dựng. Tuyến đầu tiên bắt đầu hoạt động vào ngày 14 tháng 2 năm 2010 và kết nối nhà ga trung tâm Santa Maria Novella với vùng ngoại ô phía tây nam là phường Scandicci, dài 7,4 km và có 14 điểm dừng. Sau đó vào năm 2018 tuyến trạm này đã mở rộng đến khu vực Careggi – bệnh viện đại học quan trọng nhất của Firenze. Việc xây dựng tuyến thứ hai bắt đầu vào ngày 5 tháng 11 năm 2011, việc xây dựng đã bị dừng lại do khó khăn của các nhà thầu và được khởi động lại vào năm 2014 với tuyến mới khai trương vào ngày 11 tháng 2 năm 2019. Tuyến thứ hai này kết nối sân bay Amerigo Vespucci với trung tâm thành phố. Việc mở rộng tuyến 2 và các dự án tuyến tương lai khác đang được phát triển và đưa mạng lưới tram này lên tới khoảng 40 km cơ sở hạ tầng, với dự kiến khoảng là 86 triệu hành khách. Theo kế hoạch của chính quyền thành phố Firenze, việc xây dựng hoàn chỉnh và đưa vào vận hành dự kiến vào năm 2030.
Lượng thời gian trung bình mà mọi người dành để đi lại bằng phương tiện công cộng ở Firenze, chẳng hạn như đến và đi từ nơi làm việc, vào một ngày trong tuần là 59 phút. 13% người sử dụng phương tiện công cộng tham gia vào hệ thống trung bình 2 tiếng mỗi ngày. Khoảng thời gian trung bình mà mọi người đợi tại một điểm dừng hoặc nhà ga dành cho phương tiện công cộng là 14 phút, trong khi trung bình 22% hành khách chờ hơn 20 phút mỗi ngày. Khoảng cách trung bình mọi người thường đi trong một chuyến đi bằng phương tiện công cộng là 4,1 km, trong khi 3% số hành khách di chuyển hơn 12 km theo một hướng.

## Quan hệ quốc tế

### Cơ quan ngoại giao và tổ chức quốc tế

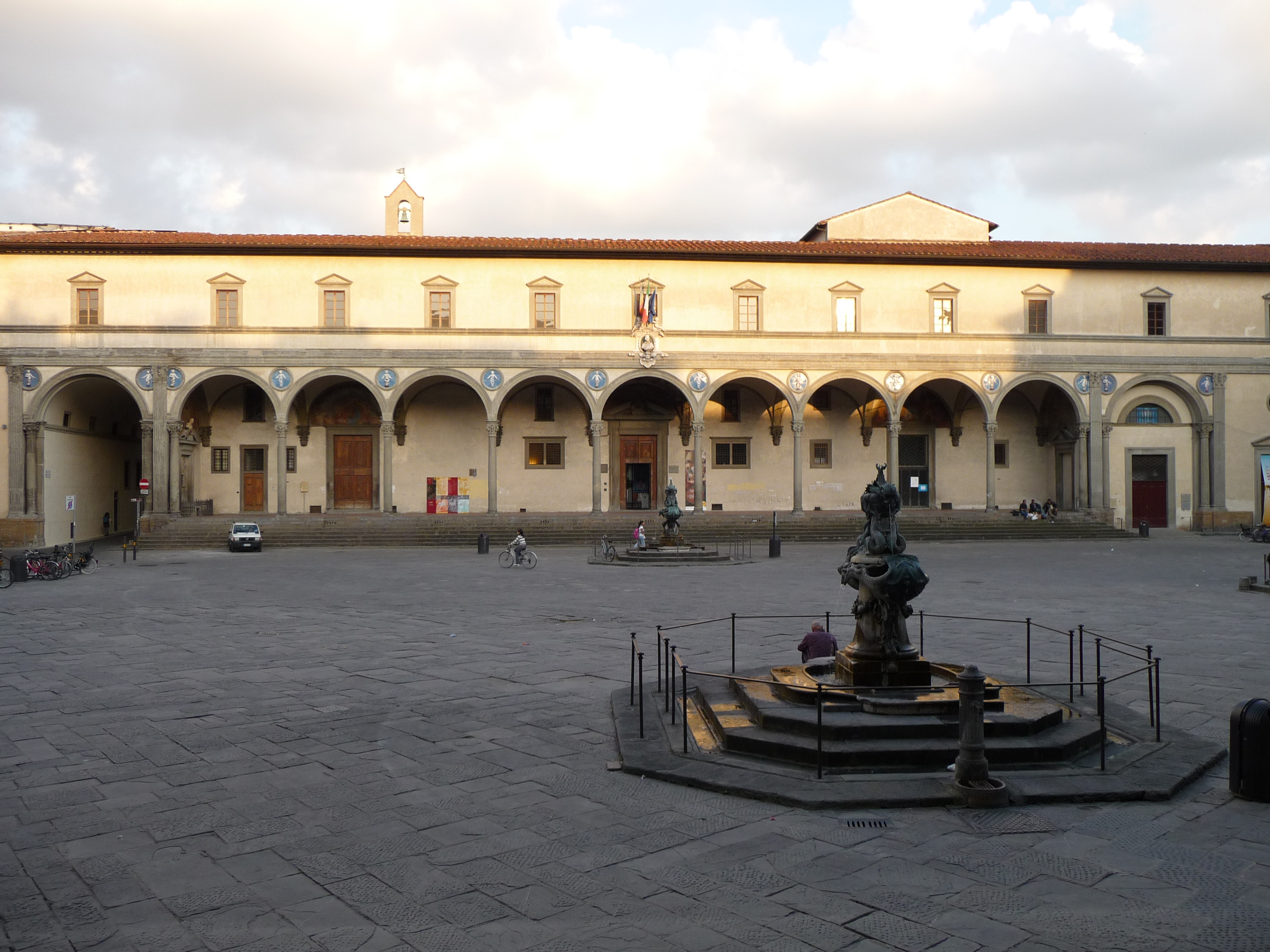
Trung tâm Nghiên cứu Innocenti trực thuộc Quỹ Nhi đồng Liên Hợp Quốc UNICEF.

Hiện có 63 cơ quan đại diện ngoại giao nước ngoài tại Firenze, trong đó bao gồm 3 tổng lãnh sự quán (Consolato Generale, của Hoa Kỳ, Trung Quốc và Peru), 9 tổng lãnh sự quán danh dự (Consolato Generale Onorario) và 51 lãnh sự quán danh dự (Consolato Onorario) thuộc các nước.
Trung tâm Nghiên cứu Innocenti có trụ sở tại Firenze là cơ quan nghiên cứu chính của Quỹ Nhi đồng Liên Hợp Quốc UNICEF trong lĩnh vực chăm sóc trẻ em, được thành lập với mục đích phổ biến các khảo sát, số liệu thống kê và các phương pháp hay nhất cho các văn phòng của UNICEF.

### Thành phố kết nghĩa
Firenze đã chính thức kết nghĩa với những thành phố sau:
- Bethlehem, Palestine[288]
- Philadelphia, Pennsylvania, Hoa Kỳ[288]
- Reims, Pháp từ 1954 (3 tháng 7)[288]
- Kassel, Đức từ 1958[288]
- Fes, Morocco từ 1961 (7 tháng 9)[288]
- Edinburgh, Scotland, Vương quốc Anh từ 1965 (28 tháng 5)[288]
- Kyoto, Nhật Bản từ 1965 (22 tháng 9)[288]
- Kyiv, Ukraina từ 1967 (27 tháng 7)[288]
- Dresden, Đức từ 1978 (30 tháng 5)[288]
- Nam Kinh, Trung Quốc từ 1980 (22 tháng 2)[288]
- Salvador, Brazil từ 1991 (30 tháng 5)[288]
- Sydney, Úc từ 1991 (3 tháng 8)[288]
- Thành phố Kuwait, Kuwait từ 1991 (29 tháng 11)[288]
- Turku, Phần Lan từ 1992 (12 tháng 2)[288]
- Nazareth, Israel từ 1996 (25 tháng 3)[288]
- Isfahan, Iran từ 1998 (29 tháng 5)[288]
- Riga, Latvia từ 2000 (5 tháng 9)[288]
- Tirana, Albania từ 2001 (10 tháng 1)[288]
- Puebla, Mexico từ 2005 (19 tháng 9)[288]
- Valladolid, Tây Ban Nha từ 2007 (21 tháng 1)[288]
- Budapest, Hungary từ 2008 (17 tháng 5)[288][289]
- Pozzallo, Ý từ 2019 (25 tháng 3)[288][290]

### Quan hệ đối tác
- Arequipa, Peru[288]
- Tallinn, Estonia[288]
- Ninh Ba, Trung Quốc[288]
- Mauthausen, Áo[288]
- Gifu, Nhật Bản từ 1978[288]
- Kraków, Ba Lan từ 1985[288]
- Malmö, Thụy Điển từ 1989[288]
- Cannes, Pháp từ 1991[288]
- Providence, Rhode Island, Hoa Kỳ từ 1998[288]
- Porto-Vecchio, Pháp từ 2007[288]

## Danh nhân văn hóa Firenze

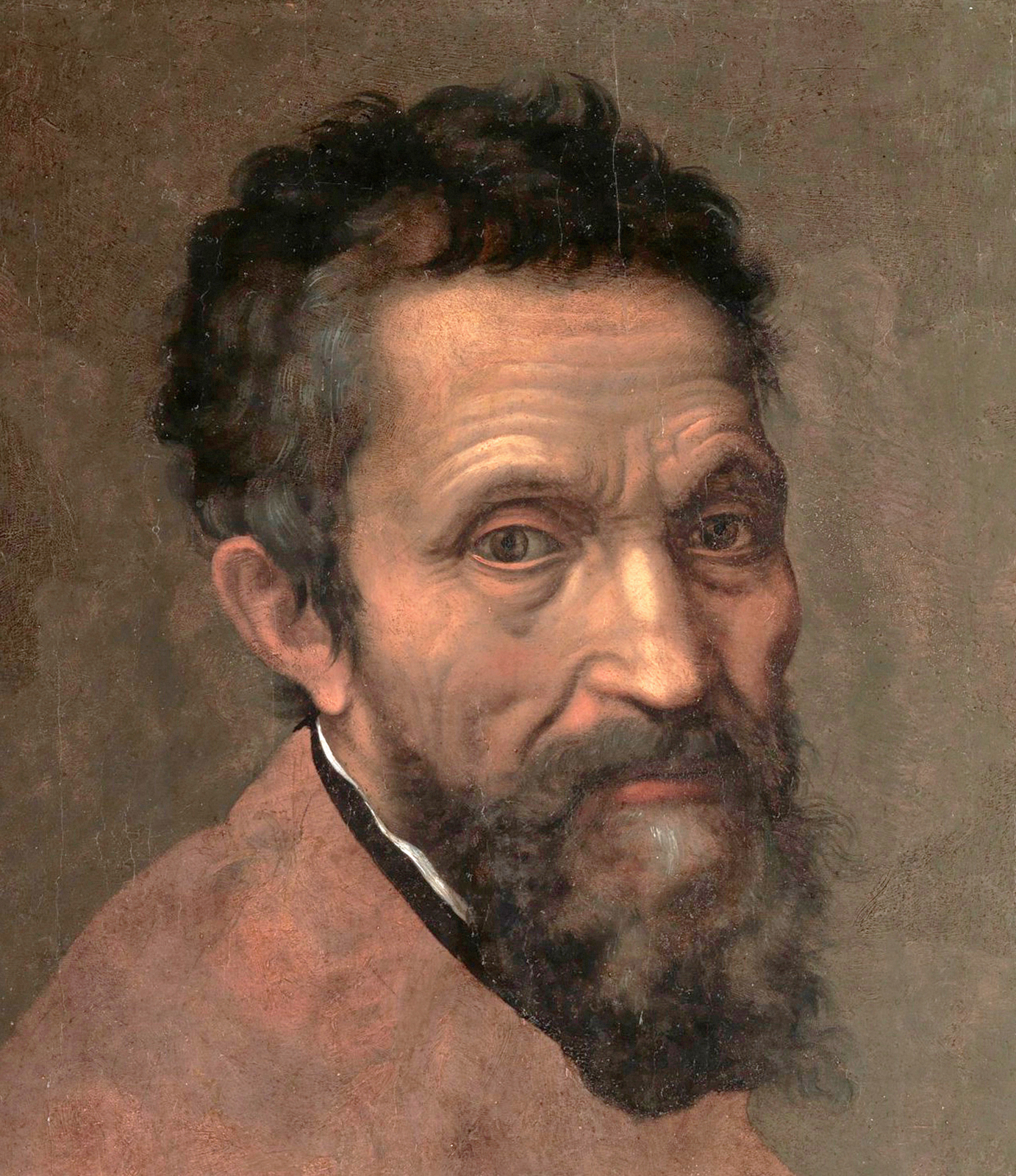
Michelangelo

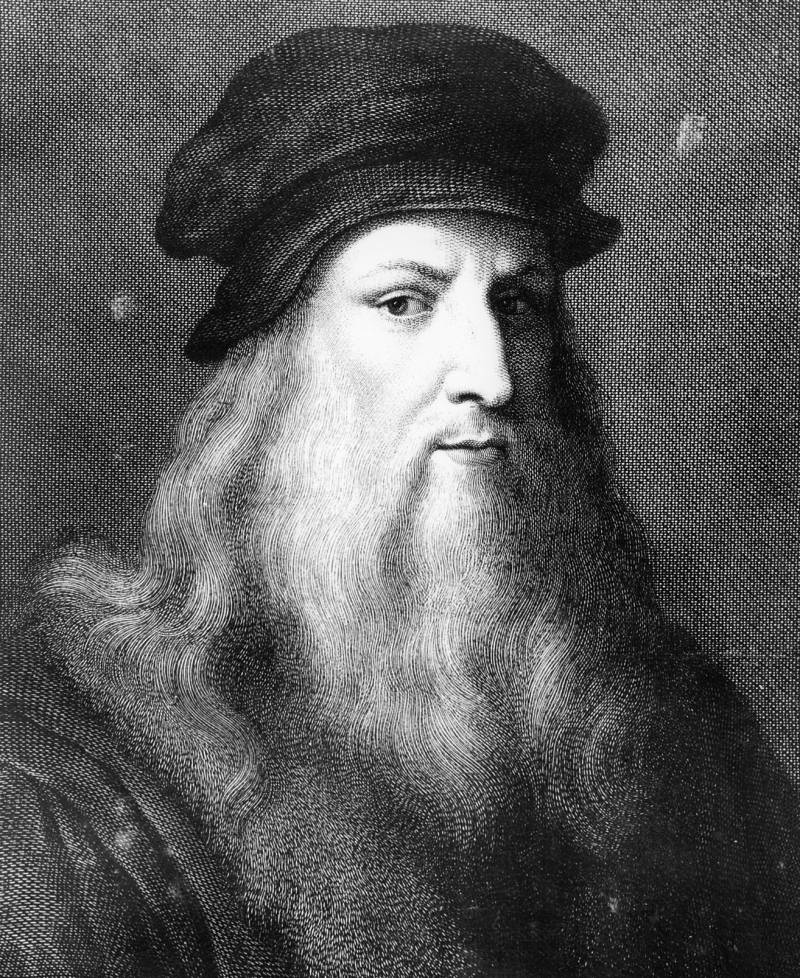
Leonardo da Vinci

Lisa del Giocondo hay nàng Mona Lisa, thành viên trong gia đình Gherardini ở Firenze.

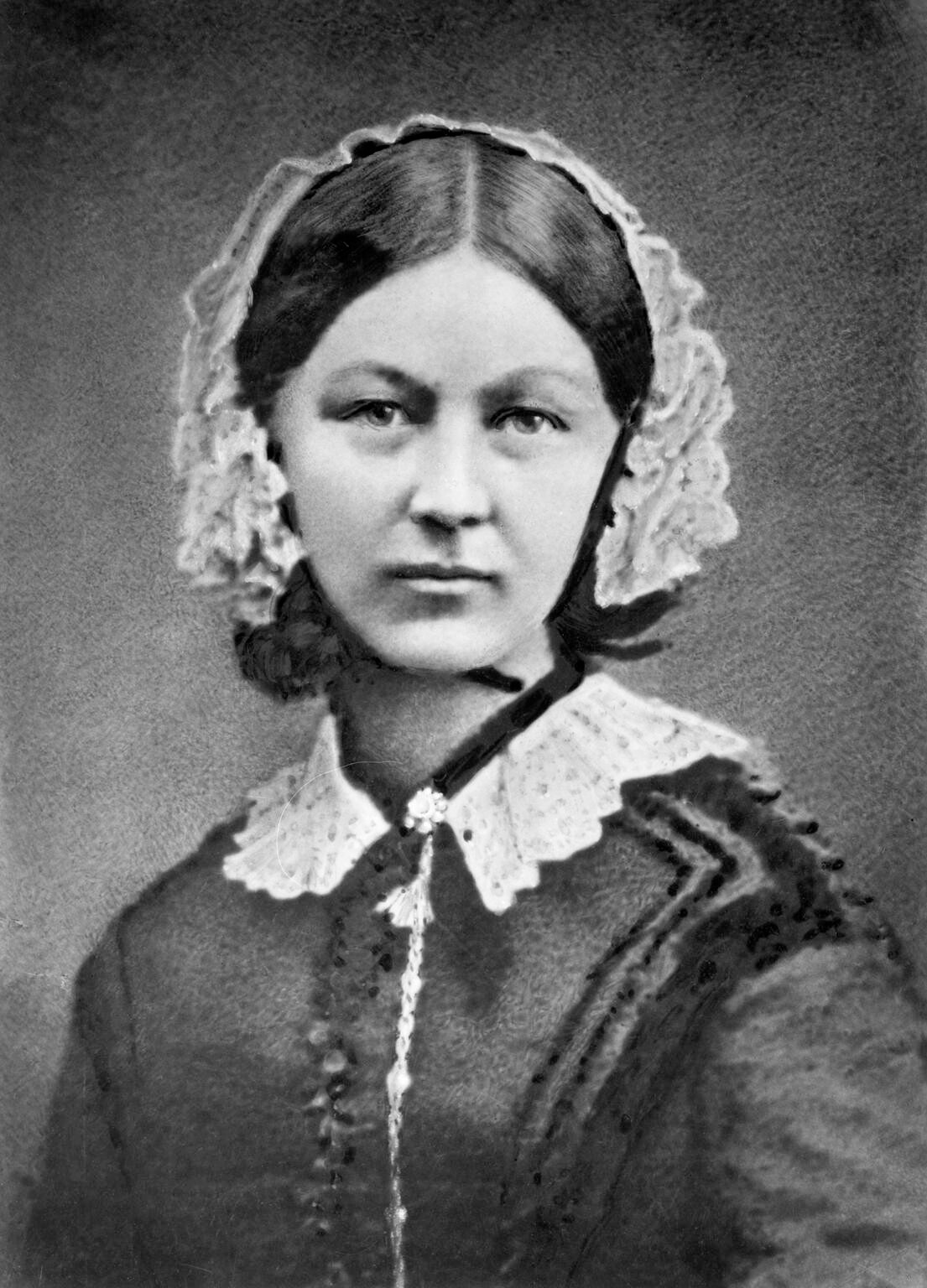
Florence Nightingale

Thành Firenze nói riêng hay vùng đất Toscana nói chung được nhận định là chốn địa linh nhân kiệt trong lịch sử Ý, là nơi xuất thân của rất nhiều con người có tầm ảnh hưởng to lớn đến dòng chảy cuộc sống văn hóa, chính trị, nghệ thuật của châu Âu và tiến trình lịch sử thế giới. Sau đây là danh sách một số danh nhân lịch sử, nhân vật nổi tiếng có xuất thân, sinh sống hoặc đã từng hoạt động và làm việc tại Firenze:
- Antonia thành Firenze (1401–1472), một vị thánh Công giáo[291]
- Agnes xứ Montepulciano (1268–1317), một vị thánh[292]
- Harold Acton (1904–1994), tác gia, học giả[293]
- John Argyropoulos (1415–1487), học giả, triết gia, nhà nhân văn[294]
- Leone Battista Alberti (1404–1472), nhà bác học
- Dante Alighieri (1265–1321), nhà thơ, cha đẻ của tiếng Ý
- Giovanni Boccaccio (1313–1375), nhà thơ
- Baldassarre Bonaiuti (1336–1385), nhà biên niên sử thế kỷ 14[295]
- Sandro Botticelli (1445–1510), họa sĩ
- Egisto Bracci (1830–1909), kiến trúc sư[296]
- Aureliano Brandolini (1927–2008), nhà nông học và học giả hợp tác phát triển[297]
- Robert Browning và Elizabeth Barrett Browning, những nhà thơ Anh thế kỷ 19[298]
- Filippo Brunelleschi (1377–1446), kiến trúc sư
- Michelangelo Buonarroti (1475–1564), nhà điêu khắc, họa sĩ, một trong ba bậc thầy đại vĩ nhân thời Phục Hưng, tác giả của Trần nhà nguyện Sistina và tượng David
- Francesco Casagrande (sinh 1970), vận động viên đua xe đạp[299]
- Roberto Cavalli (sinh 1940), nhà thiết kế thời trang[300]
- Carlo Collodi (1826–1890), nhà văn[301]
- Enrico Coveri (1952–1990), nhà thiết kế thời trang[302]
- Donatello (1386–1466), nhà điêu khắc
- Oriana Fallaci (1929–2006), nhà báo và tác gia[303]
- Salvatore Ferragamo (1898–1960), nhà thiết kế thời trang và nhà làm giày[304]
- Mike Francis (tên khai sinh Francesco Puccioni, 1961–2009), ca sĩ và nhạc sĩ[305]
- Silpa Bhirasri (tên khai sinh Corrado Feroci, 1892–1962), nhà điêu khắc, được xem là nhân vật trung tâm của nghệ thuật hiện đại ở Thái Lan.[306]
- Gia tộc Frescobaldi, chủ ngân hàng và người sản xuất rượu nổi tiếng[307]
- Galileo Galilei (1564–1642), nhà vật lý học, nhà thiên văn học và nhà triết học
- Giotto (1267–1337), họa sĩ, nhà điêu khắc và kiến trúc sư đầu thế kỷ 14
- Lorenzo Ghiberti (1378–1455), nhà điêu khắc
- Guccio Gucci (1881–1953), người sáng lập thương hiệu Gucci
- Pauline von Hügel (1858–1901), nam tước phu nhân, nhà văn, nhà từ thiện[308]
- Bruno Innocenti (1906–1986), nhà điêu khắc[309]
- Robert Lowell (1917–1977), nhà thơ[310]
- Niccolò Machiavelli (1469–1527), nhà thơ, nhà triết học và nhà tư tưởng chính trị, tác giả của quyển Quân Vương và Discourses on Livy
- Masaccio (1401–1428), họa sĩ
- Rose McGowan (sinh 1973), nữ diễn viên người Mỹ sinh tại Firenze[311]
- Nhà Medici, gia tộc quyền lực thành Firenze thời Trung Cổ
- Girolamo Mei (1519–1594), nhà sử học và nhà nhân văn học[312]
- Antonio Meucci (1808–1889), người phát minh điện thoại[313]
- Pirrho Musefili (1546 – 1557), nhà mật mã học và nhà phân tích mật mã[314]
- Florence Nightingale (1820–1910), nhà tiên phong trong ngành điều dưỡng hiện đại, và nhà thống kê[315]
- Virginia Oldoini (1837–1899), Nữ bá tước Castiglione, nghệ sĩ nhiếp ảnh thời kỳ đầu, mật vụ và kỹ nữ[316]
- Valerio Profondavalle (1533–1600), họa sĩ người Vlaanderen[317]
- Giulio Racah (1909–1965), nhà toán học và vật lý học người Ý gốc Do Thái; Quyền Hiệu trưởng Đại học Do Thái Jerusalem[318]
- Raffaello (1483–1520), họa sĩ, thành viên trong bộ ba bậc thầy đại vĩ nhân thời Phục Hưng
- Girolamo Savonarola (1452–1498), tu sĩ, nhà cải cách
- Adriana Seroni (1922–1984), chính trị gia[319]
- Giovanni Spadolini (1925–1994), chính trị gia[320]
- Antonio Squarcialupi (1416–1480), nghệ nhân đàn ống và nhà soạn nhạc[321]
- Andrei Tarkovsky (1932–1986), đạo diễn phim, sống tại Firenze khi ông bị lưu đày.[322]
- Evangelista Torricelli (1608–1647), nhà toán học và vật lý học[323]
- Anna Tonelli (1763–1846), họa sĩ sinh ra tại Firenze[324]
- Giorgio Vasari (1511–1574) , họa sĩ, kiến trúc sư, và nhà sử học
- Amerigo Vespucci (1451–1512), nhà thám hiểm và người vẽ bản đồ, tên ông được đặt cho châu Mỹ
- Coriolano Vighi, (1846–1905), họa sĩ phong cảnh[325]
- Leonardo da Vinci (1452–1519), nhà bác học thiên tài, một trong ba bậc thầy đại vĩ nhân thời Phục Hưng
- Lisa del Giocondo (1479–1542), người mẫu của bức họa Mona Lisa nổi tiếng[45]
- Giorgio Antonucci (1933–2017), bác sĩ, nhà phân tâm học và có tiếng nói quốc tế trong giới tâm thần học[326]